# おしん
『おしん』は、1983年（昭和58年）4月4日から1984年（昭和59年）3月31日まで放送されたNHK連続テレビ小説第31作。
NHKテレビ放送開始30周年作品として、NHKの連続テレビ小説では『鳩子の海』以来の1年間放送となった。全297回。また、放送期間中の8月15日から8月20日までの6日間は『もうひとりのおしん』が放送された。

## 概要

### 解説
連続テレビ小説の定番である“戦中と戦後の混乱期を逞しく生きた女一代記”の一つ。下記の理由から、朝ドラの最高傑作とされる。1983年から1984年の平均視聴率は52.6%、最高視聴率は1983年11月12日放送 第186回の62.9%（ビデオリサーチ調べ、関東地区・世帯）は、日本のテレビドラマ史上、最も高い視聴率となっている。小林綾子の少女期おしんは第4回から第36回まで、田中裕子の青春・成年期おしんは第37回から第225回まで、乙羽信子の中年期おしんは第226回から。老年期（役は中年期と同じく乙羽。白髪の様相が特徴）おしんは第1回から登場（第189回まで度々）するが、人生の進行に伴っては第285回から登場する。作品では、おしんの幼年期の苦労を描いただけではなく、義理や周りを見ることなく他人を押しのけてまで銭儲けをしてもいずれ自分を追いやってしまう、人として本当に大切な物は何かというメッセージが、おしんが人生の歩みの中で出会ってきたたくさんの恩人の言葉を通して散りばめられている。
NHKの連続テレビ小説において、初めてクレジットロールに方言指導者が明示された作品である。田中ゆかりは『おしん』を「『本格方言ドラマ』の嚆矢」としている。また、1983年10月3日放送の第151回から、日本初の字幕放送の実験放送が行われた（本放送は『いちばん太鼓』から。なお、下記の全話一挙再放送においては第1回からすべてに字幕放送が挿入されている）。
ヒロインを務めた3人の女優のうち、小林は約500人が応募したオーディションで選ばれ、田中と乙羽は直接キャスティングされている。主人公となる一人の人物を3人の別の女優がリレー形式でヒロインとして務めたのは本作が初めてである。

### 本編以降の放送日程
- 1990年代以降、総集編がBSと総合で放送された。
放送日：BS2 1999年10月25日 - 1999年10月28日 20時 - 21時30分
総合：2000年3月20日 - 2000年3月23日 21時35分 - 23時5分
- 2003年4月からは、本放送20周年記念で、毎週月曜日 - 土曜日19時30分からBS2で初めて全297回が再放送され、放送終了後の19時45分からは藤原勝也が司会進行で『BSおしんだいすき』という5分間のミニコーナーで、次回予告や視聴者からのお便り紹介、ドラマに登場した当時の風俗や用語解説を行った。また小林綾子や丸山裕子、今福將雄がゲストで登場したこともあった。
- 全話放送は2003年以降からでそれ以前は少女編と総集編のみ再放送されていた。これは当時田中裕子が所属していた文学座の許可が下りなかったためである。田中におしんのイメージが固定されるのを避けるための文学座の配慮ともいわれている[10]。
- 2008年から2010年にはファミリー劇場でも全297回を2年間に渡って2回リピート再放送されている。
- 連続テレビ小説の放送50周年を記念し「おしん総集編」が2011年11月25日に、NHKよりDVD-Videoがリリースされた。なお売り上げ本数はおよそ9,000セットで、『ちりとてちん』に抜かれるまで朝ドラDVD最高記録だった[11]。
総集編はおしんの成長に合わせた展開で進み、小林と田中が活躍する部分に旅する老年期のおしんは一切登場することが無いが、最終回「最上川・時の流れ」で山形と東京を見て回るシーンが少し挿入されている。
【収録内容】
  - DISC.1 第一回「最上川・ふるさと」 第二回「結婚・大震災」
  - DISC.2 第三回「流転」 最終回「最上川・時の流れ」
  - DVD2枚組
- 2013年、本放送30周年記念で、総集編と全297回がBSプレミアムで放送された[12]。
総集編：2013年1月1日 - 4日 18時 - 19時30分
全297回：2013年1月6日 - 12月15日 毎週日曜 10時 - 11時30分（毎週、1週間分を放送）、字幕放送
- 2019年、連続テレビ小説100作放送を記念して全297回がBSプレミアムで再び放送された[13]。
全297回：2019年4月1日 - 2020年3月21日 毎週月曜 - 土曜 7時15分 - 7時30分、毎週土曜 23時45分 - 翌日曜 1時15分（1週間まとめて）字幕放送
総集編
第1回：2019年5月11日 15時 - 16時29分
第2回：2019年8月18日 15時 - 16時29分
第3回：2019年12月8日 15時 - 16時29分
第4回：2020年3月22日 15時 - 16時29分
- 2021年4月25日、橋田の追悼特別番組として「橋田寿賀子さんをしのんで〜『おしん』を振り返る〜」が放送された。総集編をさらに短く編集したものの後に、橋田の作品にゆかりのある著名人によるトークの模様が放送された。トークの司会は石坂浩二、スタジオゲストは泉ピン子・伊東四朗・小林綾子、VTRゲストは西田敏行。視聴率は、13時50分 - 15時までの間が4・6%、15時5分から18時までの間が6・8%（関東地区）[14]。

## 制作

### 『おしん』誕生
『おしん』誕生のきっかけを橋田壽賀子は次のように説明している。「ある明治生まれの女性が、人に言えない過去を病床で綴ったものでした。子守り奉公したり、“女郎屋”に売られたりね」という、1979年に原作者の橋田壽賀子へ寄せられた1通の手紙であった。静岡県榛原郡川根本町出身の丸山静江の半生を、次女の千鶴子が代筆し、橋田壽賀子が「主婦と生活」誌で連載していた「母たちの遺産」に送ったことが発端である。その後のテレビドラマ化にあたり、橋田やNHK番組関係者から取材を受け、脚本作りに協力した。ドラマでは、丁稚に出る幼いおしんが、最上川をいかだで下るシーンが名場面として知られているが、丸山静江も榛原郡金谷に丁稚に出るため、大井川を筏で下って行ったという。
主人公のモデルについては、誤報や誤解も多く、「ダイエーの中内㓛」や「ヤオハンの和田カツ」とする噂話も存在した。しかし、「母たちの遺産」での取材内容などをヒントにはしたが、特定のモデルは存在しないことを橋田自身が明言している。「ヒントはいただいたが、モデルはいない。いるとすれば、それは苦難の時代を生き抜いてきた全ての日本人女性です」
明治世代の人の苦労を伝えるのは、自分達の世代の義務だと感じた。「でもテーマが地味過ぎて、どのテレビ局にも断られました。NHKでも、かなり反対があったんですよ。『明治物は、当たらない』と言われてましたし…。川口幹夫放送総局長（当時）の賛成で、やっと決まったんです」と橋田は述べている。
おしんの誕生年と昭和天皇の誕生年は同じ1901年となっている。これは橋田壽賀子の意図的な設定であり、「私は昭和天皇にご覧いただきたくて、このドラマを書いたような気がする。だからおしんの生まれを陛下と同じ明治34年にした」と語っている。尚、物語ではおしんの跡取りの次男の名前は「仁」、その妻の名前は道子（みちこ）である。
おしんというネーミングの由来は「信じる、信念、心、辛抱、芯、新、真」などの「しん」とされており、「日本人は豊かになったが、それと引き換えに様々な『しん』を忘れてしまったのではないかと思って名付けた」と橋田は述べている。

### キャスティング
少女編を担当する子役を選ぶため、5次審査まであるオーディションが行われた。4次選考で5人が残り最終審査に小林綾子ともう一人の二人に絞られた。実は小林でないもう一人が本命だったが、人気子役でスケジュールが合わないため、小林綾子に決まった。
作中、主人公のおしんを何度となく救い、助けることになる的屋のゲンの役は橋田がボクシングを引退し芸能界に飛び込んできたガッツ石松のために作った役である。セリフも多い重要な役柄を橋田壽賀子が名指しで指名してきたことを不思議に思ったガッツが直接本人に聞いたところ、「あなたが一生懸命やっていたから。普通はボクシングのチャンピオンやってこの業界に来ると、みんな天狗で鼻持ちならない。あなたはボクシングチャンピオンのガッツ石松じゃなくて役者の、芸人のガッツとして頑張っていたでしょ。だからこの役はガッツ石松のために用意したのよ。あなたが一生この業界で食べていけるように。」との説明を受け涙を流したと言う。
異例なキャスティングとしては、制作途中で急遽登場させた役がある。例えば、松蔵役「大久保正信」である。当時大久保は劇団文化座の俳優で、縁があって古郷の庄内弁の技術指導として関わっていた。彼の熱心で真摯な姿勢に感動した橋田は、実際に太平洋戦争において学徒出陣した大久保の悲壮な経験を参考に、当初設定に無かった松造を急遽制作し、彼本人を出演させ、その言葉を借りて作品のテーマである「勇気や愛、平和主義」を説いている。

### ドラマ撮影
おしん少女時代の撮影は山形県東村山郡中山町金沢の岩谷地区で撮影された。ここで出演者の控室や囲炉裏のセットのモデルとなった築150年の農家の家が、地元有志によって「おしんの生家」として保存されていたが、2012年（平成24年）冬に雪の重さで倒壊。その後、鶴岡市の庄内映画村オープンセットに移築されている。
当初NHKが山形での現地撮影に便宜を図って貰おうと山形の権威ある人物に協力をお願いに行ったところ、「山形はそれでなくても日本のチベットのように言われている。そんな貧乏物語に力は貸せない」と追い返された。
最上川の川下りのシーンの撮影は大江町役場の全面的な協力で筏（いかだ）が再現された。当時ほとんど見られなくなっていた筏を地元の元船頭72歳の男性の指導の下で製作。また、この男性が撮影でも船頭をつとめた。
両親が口減らしのため丁稚奉公に出す『おしんを見送る最上川の川下りのシーン』は、貧困による窮乏と悲惨さを象徴し、本ドラマの代表シーンとして、必ず引き合いに出されるほど有名なシーンである。このシーンの撮影が終わるとスタッフや見物の人々から大きな拍手がわきあがった。しかし、父の作造が登場する場面は伊東のスケジュールの都合上別撮りで、後年になって伊東四朗は、おしんの姿を見ずに演じることが大変であったことを明かした。
小林綾子演じる少女時代のおしんが奉公先から脱走するシーンは、ロケ地の雪山で本物の雪を巨大な扇風機で飛ばして撮影された。その後の山小屋暮らしの撮影も雪山で行われ、麓の旅館と雪山を30分かけて往復したという。
中村雅俊が演じる脱走兵・俊作がハーモニカで奏でている曲はアイルランド民謡原曲の『庭の千草』という明治時代の小学唱歌で、何度かおしんも吹いている。
東てる美、並木史朗の回想によれば、橋田壽賀子の脚本特有の長台詞に役者たちは皆苦労しており、撮影の合間も食事中も雑談する暇もなくひたすら台詞の練習をしていた。 田中裕子は脚本と評判のいい少女編を受け継ぐプレッシャーの中、撮影中に倒れて救急車で運ばれて入院、1か月撮影が中断した。このため、ドラマ放送を1週分中断し「#番外編『もうひとりのおしん』」が放送された。

## 物語
1983年（昭和58年）早春、北へ向かう列車の中である老婦人が座っていた。彼女の名は田倉（たのくら）しん。
三重県志摩半島各地に16店舗を構えるスーパーマーケットチェーンの創業者・経営者であった彼女は、デパート級の大規模店となる第17号店新規開店というめでたい日に行方を眩ましてしまった。家族一同が騒然とする中、おしんとは血こそ繋がらないものの、孫として育てられた大学生・八代圭（やしろ けい）は昔、おしんが語ってくれた思い出話を頼りに、山形県の銀山温泉へ捜索の旅に出る。
その地でおしんを探し当てた圭は今すぐ三重へ戻るよう説得するが、おしんは帰ろうとせず山形の山奥にある廃村に行こうとしており、話を聞かない。だが圭はおしんの願いを叶えてあげたいという気持ちになり、彼女をおぶって雪深い山道を進み廃村へと辿り着いた。そこがおしんの生まれ故郷であり、雪の中で廃屋となっていた我が家を見たおしんの眼には涙が浮かんでいた。
そうして、おしんは圭にこの家出は自分の80年以上の人生で一体何を得て、何を失ってしまったか。また、自分のことだけしか考えない経営方針に突き進む息子・仁（ひとし）を、どこでそういう息子にしてしまったのか、を振り返るための旅だと打ち明ける。
以下の区分けと副題は総集編とセルビデオ化の際に便宜上付けられたものを用いる。本放送時には放送回のみ表示された。

### 少女編（第1回 - 第36回）
物語は明治40年（1907年）の春、明治も終わりにさしかかった山形の貧しい小作の娘・谷村しんの少女時代から始まる。おしんの家は父・作造、母・ふじ、祖母・なか、兄・庄治、既に年季奉公に出ている姉・はる、みつ、そして弟・正助、妹・こうにおしんを入れて9人家族だった。その年、数え年で7歳になるおしんは、4月から尋常小学校へ通うのを楽しみにしていた。しかし家はここ数年の凶作と地主への借りも積り、食事は大根飯で食いつなぐ貧しい生活だった。
作造は口減らしのためにおしんに奉公に出るよう命じる。おしんは嫌がり、ふじとなかはおしんがまだ7つだと反対する。だが、おしんはなかがおしんのために食事の回数を減らしていたのを知る。後日、おしんはふじが冷たい川に入っていくのを見て助けを呼ぶ。ふじは引き上げられるがそれは堕胎のためだった。おしんはこれから生まれる子のために1年奉公に出ることを承知する。口入れ屋・源助が年季奉公の前払いとして米一俵 を届けてくる。奉公に出る日、なかはおしんにこっそり50銭銀貨を渡す。最上川を材木問屋の奉公人定次の筏で下る途中、堤防の上を走っておしんを追いかける作造が泣き崩れる姿を目撃し、おしんは父も苦しんでいることを知る。
左澤町の中川材木店で、おしんは店の主人の軍次の子・武の子守をする。おしんのお目付け役である材木店の奉公人つねは厳しく、ここでも大根飯、雪降る中で川でおしめを洗う辛い奉公生活だった。ある日、尋常小学校を覗いたおしんは授業をしていた松田先生と出会う。松田は夕方中川材木店を訪ねて来て、軍次ときんにおしんを小学校に来させるように説得。軍次は子守りを承知でならと承諾する。おしんは喜ぶが、つねは反対し、おしんを昼飯抜きにする。おしんはそれでも学校へ通う。見かねた松田はおしんに昼飯を持ってくる。しかし同級生たちは松田の贔屓を快く思わずおしんをいじめる。武への危害を恐れおしんは学校をやめる。
定次から上流から筏を流すついでに谷村家にお使いに行ってやると言われたおしんは習い覚えたカタカナで手紙を出す。定次は字の読めないふじとなかに手紙を読み聞かせる。おしんは心配させぬよう辛いことは一切書かず、腹一杯食わせてもらっていると嘘を書いた。町では憲兵が脱走兵を探し回っていた。ある時、つねの財布から50銭銀貨がなくなり、疑いをかけられたおしんは首にかけた守り袋に入れていた50銭銀貨を取り上げられてしまう。辛抱の糸が切れたおしんは川の上流にある実家に向かい吹雪の中を歩き出す。
気がつくとおしんは見知らぬ青年に抱かれていた。猟師の俊作が吹雪の中行き倒れとなっていたおしんを見つけ、体を温めてくれたおかげで、おしんは凍死を免れる。ゆくあてのないおしんは、俊作と炭焼き・松造が暮らす月山が見える山小屋に春まで厄介になることになる。203高地で負った銃創が原因の高熱で倒れた俊作をおしんは懸命に看病する。回復した俊作はおしんに読み書きや算術を教える。おしんにせがまれ、俊作は与謝野晶子の詩、『君死にたまふことなかれ』を朗読し、戦争の残酷さ、反戦を説く。
おしんが失踪してから20日。つねの財布から50銭銀貨を持ち出したのは軍次だったと判明するが、つねはおしんが家に逃げ帰ったと思い、源助を呼びつけると前払いの米一俵の回収と50銭銀貨の返却を依頼する。源助から銀貨を渡されたふじはおしんが死んだと思い悲しむ。
おしんは毎日腹いっぱい食べ、勉強できる幸せな日々を送っていた。春が来ていよいよ家に帰ることになるが足をくじいた松造にかわって、普段人前に出ない俊作がおしんを連れて山を下りる。途中、おしんは俊作から愛用のハーモニカをもらうが山狩りの兵隊に嫌疑をかけられて際に抵抗したため、俊作は兵士に射殺されてしまう。おしんは憲兵の取り調べで俊作が脱走兵として追われる身だったことを初めて知る。ようやく家に帰ったおしんにふじとなかは喜ぶが作造は激怒、兄の庄治も村で白い目で見られると愚痴る。後日、松造はおしんをこっそり訪ね俊作の身の上を話したあと去っていった。家では妹のすみが生まれていた。
年季奉公の明けたはるが家に戻ってくるが、すぐに製糸工場へ勤めに出た。次の奉公先が決まらないおしんははるがくれた小遣いで買った石盤でこっそり字の練習をする。その年も凶作で生活に行き詰まった作造は一家でブラジル移民を決意するが、年老いたなかは置いていくという。悲観したなかは川へ身投げしようとするが、おしんに止められ移民の話は立ち消えになった。そこで乳飲み子の末妹すみを養女に出し、ふじが銀山温泉へ働きに出ることになる。おしんはふじに代わって村の共同作業である杉の木の苗植えをする。
りきが子守り奉公の話を持ってくる。奉公先は酒田の米問屋・加賀屋で2年で米5俵だという。おしんは再び奉公に出ることを決意するが酒田に行く前に銀山温泉で働くふじに会うことを望み、家族に黙って銀山温泉に徒歩で向かう。酌婦になっていたふじはおしんの訪問に驚くが、宿の女将の心配りもあって母子で一夜を過ごす。翌朝、おしんはふじに似ているこけしを譲ってもらい旅立つ。酒田の加賀屋に着いたが、跡取り息子の嫁である若女将みのはまだ加賀屋の事実上の主人である大奥様のくにに子守の雇用に関する許可を得ておらず、困惑しておしんを帰らせようとするがおしんは実家の窮状を訴えてなんとしても奉公させて貰えるよう哀願する。その話にほだされたくにはおしんを奉公人として迎え入れ、みのの末娘小夜の子守りをさせる。おしんの働きぶりにくには感心し、同い年の孫娘・加代の教育に利用する。
ある日、おしんは加代の部屋にあった美しい絵本に魅入られて持ち出してしまう。読んでいたところを加代に見つかってしまい、清太郎とみのに盗人扱いされるがくにはおしんの見事な朗読を聞いておしんが字が読めることを知り、”読んでみたかっただけで盗みの意思が無かった”ことを信用し、勉強嫌いの加代を逆に嗜めた。だが、その後清太郎とみのは街で聞いてきたおしんが奉公先から逃げ出し脱走兵と暮らしていた過去を知り、さらに不信感を抱く。
おしんは俊作の形見であるハーモニカを取り上げようとした加代と取っ組み合いの喧嘩になり、加代に怪我をさせてしまう。くにはおしんが居なくなることを惜しんだが、加賀屋の中で完全に庇うことが出来る筈も無くおしんを暇を出すことに決め、別の奉公先を見つけてくる。おしんは解雇されることを覚悟し、加代への詫びの気持ちとしてススキの穂で作ったミミズクを託す。ミミズクを受け取った加代はその出来栄えと、銭でハーモニカを譲らなかったおしんの高邁な自尊心に思い至り、おしんをどこにもやらないでくれとくにに懇願する。
加代はおしんに心を開くが、みのと清太郎は訝（いぶか）しむ。加代はくににおしんも学校に行かせて欲しいとねだるがくには奉公人のおしんには仕事があると断る。その代り子守奉公の仕事が終わった後、くにはおしんに寺子屋仕込みの手習いや算盤を教えはじめ、加代も一緒に手習いをするようになった。だがみのからは奉公人の分を超えていると嫌味を言われ、居たたまれなくなったおしんはくにに辞退を申し出るが、「いつか独り立ちして、貧乏から抜け出すには、読み・書き・算盤(そろばん)くらいは出来ねえと」と諭されて続けることになる。
酒田にも送電が行われることになり加賀屋に電気を通すための工事が行われるが電信柱が建てられる途中で柱が倒れる。工事を見ていた加代は危うく倒れた柱の下敷きになるところをおしんが自身の身を挺して庇い、事無きを得る。足がすくんで何もできなかったみのはおしんの勇気と機微に感激し、以後、おしんを実の娘同様に可愛がるようになる。
正月を迎え、9歳になったおしんは加代とお揃いの晴着で初詣に行く。そこで酌婦になったふじが客の男といるのを見かける。その夜、加賀屋の近くに不審な女がいると聞いたおしんは外に出てふじと再会する。くには陰から一部始終を見届け、加賀屋に戻りひっそり泣くおしんを慰める。その後もおしんは傲ることなく奉公人として勤め、加賀屋になくてはならない存在になっていった。加代が洋服を買ってくれなければ学校に行かない、買うまで飯は食わないと我儘を言う。くにはおしんに大根飯を炊かせ、加代とおしんに食べさせる。大根飯を食べた加代はおしんを始めとした百姓の困窮を知って以降、我儘をやめる。
ひな祭りの祝いにりきが顔を出す。なかが危篤と聞いたくには、おしんに米一斗を持たせ、急ぎ家に帰らせる。なかはおしんの炊いた白米粥を食べてそのまま息を引き取る。野辺の送りに歩くおしんは、家族のために働きづめで死ぬような女にはならないと誓う。なかが布を織って貯めた50銭銀貨を形見に貰い、おしんは加賀屋に戻っていく。

### 青春編（第37回 - 第86回）
第一次世界大戦の大戦景気に沸く大正5年（1916年）おしんが加賀屋へ奉公に来て7年の歳月が過ぎた。16歳になったおしんは女中として家事、裁縫(和裁)の他、くにに茶道や帳場の手伝いまで仕込まれながら忙しく働いていた。一方、加代は「加賀屋は小夜が継げばいい」と、自分は絵描きを目指す自由奔放な女に成長し女学校を辞めようとしていた。そんな折、おしんに縁談が持ち込まれる。相手は相場で儲けた酒田の成金大店（おおだな）、桜木家の凡庸な息子であったが貧乏の辛さを知るおしんはくにの紹介でもあり話を受け入れる。
ある日、おしんはみのに頼まれ、日本海の絵を描くために砂浜に出かけた加代を呼びに行き、そこで警察に追われる高倉浩太（たかくらこうた）を助けることになった。加代は浩太を好きになる。ところが浩太はおしんの方を気に入り、何かと用を頼む。浩太は地主の息子でありながら小作争議に命をかける男だった。おしんはそれを知り、浩太に心惹かれるようになる。浩太は過去に奉公人との悲恋がありそれが今の運動をするきっかけだという。浩太は酒田を去るが、加代に内緒でおしんが浩太と会ったことが加代に知られる。おしんは縁談と浩太の間で揺れる。
ふじが加賀屋に口利きしてもらい、女丁持（おんなちょうもち）になる。加代はおしんへの浩太の手紙を盗み読みしてショックを受け、画材だけを持って家を飛び出し、酒田で再びおしんと待ち合わせている浩太の下へ行く。加代はおしんに縁談があることを浩太に告げ、「私を東京に連れて行って下さい」と強引に二人で上京する。おしんは桜木の家に手伝いに行くが、酔って絡んできた婚約者である桜木の息子を池に突き落とし、縁談は破談になる。おしんは縁談を破談にしたこと、加代と浩太のことを加賀屋の人間に隠していることに耐えられず加賀屋から暇を貰い帰郷する。
おしんの戻った実家に、奉公先の製糸工場で肺病を患い、瀕死の姉はるが帰ってくる。おしんははるが密かに好意を寄せていた製糸工場の監督員平野にはるの見舞いに来てもらう。作造が口入れ屋勝次を連れてきておしんの料亭奉公を決めるが、はるは勝次が製紙工場の女工を騙して女郎部屋に若い娘を売っていた女衒と気づき、おしんに自分が髪結いになるために行く予定だった東京の髪結いの師匠の所書きと手持ちの銭を渡し、故郷から逃げるように言い含めて19歳の生涯を閉じる。おしんはふじの協力で家を抜け出し上京。浅草の髪結い長谷川たかの下へ向かった。
おしんはたかの店・髪結長谷川まで来るが、姉・はるの所書きを見せても人を入れる余裕がないと言われる。おしんは店の裏手に回り、消えかけの竈火を熾し台所や店を手伝った。おしんの働きぶりに、たかは様子を見ることにする。だが奉公人の中で一番若い下働きりつはおしんに仕事を取られ文句をつける。翌日、おしんはりつに迷惑がかかるなら諦めるとたかに申し出るが、たかはやる気があるなら何人でも置くつもりだと言う。それからおしんはりつを立て、自分は裏方に回る。髪結いは12、13歳で弟子入りし3年下働きののち、それからやっとすき手になりまた何年も奉公し、一人前になるまでに7 - 10年もかかるという。一年で一番忙しい年末年始、たかはおしんにすき手をやらせる。だが先輩奉公人のおけい、お夏は、おしんが1年も満たない内にすき手になったことが納得できず辞めると言い出す。おしんは自分が辞めるからと引き留め、ことは収まったが、たかはおしんには意気地がないと、以降客の髪を触らせなかった。それ以来、おけい、お夏もおしんに心を閉ざしてしまう。
おしんが下働きのまま2年が経つ。大正7年（1918年）になると髪結いの主流が洋髪になりつつあった。おしんにふじから手紙が届く。おしんが加賀屋で子守をしていた小夜が肺炎で亡くなったという。おしんは暇を貰い久しぶりに帰郷、加賀屋を弔問する。悲しみにくれるみのはおしんは実の娘と同じであり、ずっと加賀屋にいて欲しいと引き留めるが、くにに諭され諦める。くには東京で加代に会ったらどうか助けてやってくれとおしんに頼む。帰京したおしんは日比谷公園での米騒動を聞きつけ、浩太の姿を求めて日比谷公園に向かい検挙されてしまう。翌日、たかが身元引き受け人となり、おしんは店に戻る。たかはおしんほどの娘が2年も下働きをさせられて嫌になったのかと労うが、逮捕されたことが噂になり、先輩奉公人らの風当たりも強くなる。
それから十日ほどたった夜、たかはおしんを呼び出す。たかは最近客が減ったのはおしんのせいではなく、日本髪を結う客が減ったからだと言い、おしんに将来洋髪で一本立ちすることを勧め、まず日本髪の基礎を教える。おしんは下働きの合間に他の髪結いを見学し、洋髪を独学で習得する。ある日店に神田のカフェ「アテネ」の女給・染子が訪れ、洋髪を頼む。たかはおしんを呼び出し、長谷川として初めて洋髪を結わせる。染子はおしんの洋髪が気に入らず激怒して長谷川を立ち去るが、周囲から似合うと言われて上機嫌になり、おしんにあらためて髪結いを頼みにくるが、たかが長谷川では洋髪は出来ないと断り、おしん単独での出髪（出張結髪）に行くように勧める。修行中で料金を取らず腕のいいおしんは、他の女給にも髪を頼まれるようになる。さらにおしんは女給たちの恋文の代筆や着物の仕立てまでこなした。恋文の宛先はすべて田倉竜三という男だった。たかはおしんに独り立ちするよう言い渡す。
ある日、おしんは竜三から染子を介して依頼された銀座の高級カフェに出髪に行くが、アテネに出入りしていた髪結いのつると鉢合わせてしまう。つるは自分の客を奪っていくおしんに自分の縄張りを主張するが、おしんが抵抗。カフェの用心棒に出髪はつるに決まっていると言われ、叩き出される。騒ぎを聞きつけて店から飛び出してきた竜三は用心棒を制止し、倒れたおしんをひとりの女給が介抱するが、その女給は行方不明になっていた加代だった。加代はその場を逃げ出すがおしんが追いかけ、二人はようやく再会。加代は絵の勉強もままならず、カフェの女給をしながら、東京に寄り付かない浩太を散らかり放題の下宿で一人待ち続けていた。おしんは小夜の死を告げ、加賀屋に戻るよう懇願。加代は酒田に一時期のつもりで帰郷する。
おしんは髪結いとして独り立ちし、たかの店の近くの老夫婦の家に下宿する。竜三は自分が出髪を依頼したせいで迷惑をかけたとして、おしんに高価な鏡台を贈る。
加賀屋ではくにらが加代の男（浩太）からひと月も連絡がないことに見切りをつけ、家柄のいい帝大出の政男を婿に決める。加代は上京しようとするが、くにが倒れる。浩太を諦めきれない加代はおしんに連絡を取り、下宿に浩太が来たら知らせて欲しいと依頼する。加代の下宿に浩太があらわれ、おしんは加代の想いを改めて浩太に伝えるが、小作争議のために逃げ回る浩太は自分に会ったことは言わないで欲しいと言う。おしんは酒田に行き浩太のことを伝えぬまま、祝言を挙げる加代の文金高島田を結う。
加代は加賀屋の跡取りになる覚悟を決め、祝言を挙げる。おしんは、りきからふじが苦労していると聞き、実家に帰る。小作の生活はあいかわらず苦しく、庄治、作造はふじに当たり散らす日々。おしんはふじのためにも再び仕送りを始める。東京に戻ったおしんは、加代の下宿で浩太を追っていた刑事に連行されてしまうが、竜三のお蔭で釈放される。佐賀から上京していた母・清（きよ）に見合いを勧められた竜三は、おしんと結婚したいと言い出し、清と源右衛門は激怒。求婚されたおしんもきっぱり断る。おしんの実家の借金返済や、庄治が嫁をもらうための家を建てるため、作造は手紙でおしんにさらに仕送りを無心する。おしんは仕送りの無理が祟り過労と心臓脚気で倒れ入院する。竜三はおしんに付きっきりで看病する。清は病室に押しかけ勘当すると言い渡すが、竜三は田倉と縁を切り店も出ていくと言い返す。
退院後、仕送りが途絶えたおしんの様子を見に作造が上京する。仕送りをせびる作造に嫌気がさしたおしんは、思わず「田倉さんのところに嫁にいく」と口走る。逆上した作造は田倉羅紗店に怒鳴り込み、源右衛門と激しく口論してしまう。作造はおしんに結婚しないよう言い含め帰郷する。翌日、おしんと竜三は互いの想いを打ち明け結婚を決める。大正10年（1921年）の春であった。神社で二人だけの祝言を挙げ、竜三は源右衛門の理解を得るためにおしんを田倉羅紗店に同居させる。結婚に反対していた源右衛門はおしんが身につけている礼儀作法や商才、人柄、手際の良さに感服する。佐賀にいる竜三の父大五郎が上京する。おしんは素晴らしい女性であり、竜三と一緒にしてやって欲しいと書いた手紙を源右衛門から送られていた大五郎は二人の結婚を認める。源右衛門は自分は用無しなので大五郎と一緒に佐賀に帰ると言うが、おしんは「私を嫌いでなかったらここにいて」と引き止めるので源右衛門をは店に留まる。
その矢先、作造危篤の報が入りおしんは帰郷する。新居に住む庄治と嫁のとらは冷ややかで、作造は古家に寝ていた。作造は死の床でおしんに感謝し、また謝罪する。おしんが祝言を挙げたことを告げるとこれを喜び、体を起こして作造危篤の報に接して集合したおしんの姉弟達と祝いの酒を飲んで息を引き取った。葬儀の後、新居には小作争議のために小作人が集まっていた。その寄り合いに来た浩太と再会したおしんは結婚したことを告げ、自らの初恋の想いに区切りをつける。
おしんは帰路、酒田の加賀屋に作造の葬式と自身の結婚の報告に上がる。加代は浩太への未練と政男の不貞に悩んでおり家を出たいと言うが、おしんは加代は我儘だと嗜める。帰宅した政男は加代、みの、おしんの前で落籍した芸者の妾が妊娠したので産ませて認知すると宣言。泣き崩れる加代におしんはなす術が無かった。
東京に戻ったおしんは竜三と一緒にたかの下へ結婚の挨拶に行くが戦後恐慌もあり、日本髪を結う客がめっきり減って長谷川はたかとりつだけになっていた。

### 試練編（第87回 - 第136回）
おしん竜三夫妻のためにカフェ・アテネで結婚祝賀パーティーが開かれる。その最中、田倉羅紗店の店員が羅紗を卸している大口の洋服店が明日にも破産宣告をすると伝えにくるが、竜三も源右衛門も酔いつぶれ、正気なのはおしんだけであった。翌朝、おしんは独断で卸した生地を洋服店から回収する。それは加賀屋のくにの教えであった。竜三は回収から戻ったおしんを激怒して張り倒す。だが直後に同業者がやって来て洋服店が破産したことを告げ、そして田倉商会がいち早く対応したことを評価した。洋服店が倒産したのは戦後不況が遠因だが、直接の原因は竜三が洋服店に薦め、出資した縫製工場のためだった。竜三は自分の判断の甘さを恨んでふて寝してしまう。
大正10年の年末、髪結長谷川では急に日本髪の客が増えて手が足りなくなり、おしんは手伝いにいく。たかはおしんに50円の報酬を支払う。戦後不況は続き、竜三の羅紗店も経営が危なくなり、源右衛門は店を畳んで佐賀に帰ると口にする。おしんは髪結長谷川に駆け込み働かせてくれと懇願。たかは洋髪をやるつもりもなく店を畳もうかとも考えていたが、おしんの申し出に店の再出発を決める。おしんの持ち前の才覚で髪結長谷川は洋髪店として盛況となるが喜々として稼ぎに出るおしんに竜三は男としての面子を潰される。
竜三の努力の甲斐あって久しぶりに大口の注文が入り大量に納品したが注文は詐欺で羅紗を騙し取られてしまう。おしんは竜三のため髪結の仕事に精を出すが、深夜に酔いつぶれた竜三が女給を伴って帰ってくる。女給は高額のツケの支払いを要求するが、おしんは竜三に理解を示し、ツケを支払う。髪結長谷川は盛況でおしんとたか、りつの他、新しい結い手を雇うほどになっていた。田倉羅紗店は開店休業の状態がつづき、竜三は完全に商売への意欲をなくし、おしんが稼ぎ出した金で遊び歩くようになる。たかは甘やかすなとおしんに言うが、おしんは竜三に尽くすため働く。ある夜、竜三が女給を連れてカフェ・アテネへくり出すが、立腹した染子が竜三を激しく叱咤、自宅に戻った竜三はおしんに対して理不尽で身勝手な鬱憤をぶちまける。おしんは自分の行いが竜三のプライドを傷つけているならと別れる気になるが、妊娠していることに気付く。たかは髪結いの亭主と別れた自分の過去を語る。女の稼ぎが男を駄目にすると聞いたおしんはその場で髪結をやめると申し出る。竜三は源右衛門とおしんを連れて佐賀へ帰ることを提案するが、おしんは拒否。退職したこと、子供が出来たことを伝え、東京で暮らそうと竜三を励ます。
おしんが髪結いをやめてから2か月が経ち、とうとう米一粒もなくなるがおしんはのんびり構えていた。見かねたたかが訪ねて来てお金を差し出すが、おしんは、竜三にどん底から立ち直ってほしいからと断る。突然うな重の出前が届く。竜三はかつて佐賀で面倒を見た小作の伜に頭を下げて借りてきた金をおしんに渡し、生活のためならどんなことでもすると宣言、おしんを感激させる。竜三は知り合いに子供の洋服の需要が伸びてきたから、子供服の商売を勧められる。開業資金のためにおしんは不良在庫の羅紗を露天商で売ることを思いつく。竜三は渋り、知り合いの洋服店に勤めに出ると言う。
だがおしんは羅紗の仕入れ値を調べ、竜三と源右衛門の留守中に一人で羅紗を持ち出し、浅草の露天に売りに出る。思った通り羅紗は飛ぶように売れるが、的屋の男衆がやってきて無許可で出店するおしんに帰れと脅し、おしんともみ合いになる。そこに的屋の親分中沢健が現れて取りなす。怪我をして帰宅したおしんは竜三に叱られた上、売上が入った袋を忘れたことに気付き悔しがる。翌日、田倉羅紗店を健が訪ねてくる。腹の虫が収まらないおしんは健に食って掛かるが、健は売上が入った袋をおしんに差し出す。おしんは健が同郷の出身と知り意気投合。健はおしんに、的屋の仁義の切り方を教え、露天商の許可証も出す。おしんは露天で田倉の羅紗を10日余りで売り尽くし、商売の資金確保に漕ぎ着ける。
おしんはミシンの購入、型紙の発注と子供服の商売の準備を着々と進めるが、洋服店へ勤めに出ている竜三は乗り気ではなかった。しかし、おしんが子供服を一着縫い上げると一転乗り気になり、積極的に協力するようになる。大正11年（1922年）9月1日、田倉商会は子供服専門店として再出発する。しかし、10日経っても一向に売れなかった。おしんは失敗と思いやめようと思ったが、呉服屋・大野屋の仕入れ担当が来て、子供服の納入を頼まれる。竜三の営業の成果だった。大野屋に納入した子供服が飛ぶように売れ竜三はすっかり有頂天、おしんに無断で縫い子と足踏みミシンを3台から6台に増やし、もっと大きな作業場も建てると言い出して勤めていた洋服店も辞めてしまう。さらに裏庭に小さな作業場を建てミシンを5台増加。身重のおしんを尻目に竜三はすっかり天狗になって遊び歩く。大口の注文を取ってきた竜三は夜も縫い子を雇いミシンを動かすと言いだすが、おしんは製糸工場での無理が祟り早死した姉、はるの話をする。源右衛門も竜三の安易な事業拡大を諌める。
おしん第一子の出産が迫り、竜三はおしんに内緒で山形からふじを呼び寄せる。庄治夫妻は難産だが第一子が生まれたという。竜三と源右衛門はふじを観光や外食でもてなし、おしんはやっと親孝行が出来たと二人に感謝する。大正12年（1923年）1月、おしんに長男が産まれる。お七夜の祝いで、竜三は雄（ゆう）と命名。戦争嫌いのおしんは軍人になりそうな名前だと言う。おしんはふじにそのまま田倉の家にいてもらうつもりだったが、ふじは譲らず山形に帰っていった。
佐賀から大五郎が生まれた赤ん坊に見にやって来る。大五郎は作業場を見て金を融資すると言う。竜三から融資の話を聞いておしんは万が一のことを考え、大五郎に融資を辞退したいと言うが竜三は承諾、ほどなく新築する作業場のための土地が見つかる。酒田から出産祝いに加代が来る。縫い子の糸子が怪我をし、処遇に関して竜三とおしんは言い合いになる。加代はそれを見て本当の夫婦だと羨む。加代はおしんに、加賀屋での生活を捨て酒田には二度と帰らない、東京の実家にいる浩太の消息がわかったので今度こそやり直すと打ち明ける。加代は浩太と会うが浩太は謝罪を繰り返すだけだった。浩太はおしんが好きだったのだ、とようやく悟った加代は、一晩おしんの家で泣いたあと、自分の血を分けた加賀屋の跡取りを産むことを決意し、酒田に戻る。
田倉商会は今までの店の儲けを総てつぎ込み借金づくめで悲願の作業場を新築する。9月1日、留守と子守りのために源右衛門と雄は羅紗店に残り、おしんと竜三が工場の落成祝いの準備をしている正午2分前、関東大震災が田倉商会とおしん達を襲う。揺れがおさまり竜三とおしんは羅紗店の方へ向かう。店は倒壊、源右衛門は身を挺して雄を庇い抱きしめて死んでいた。瓦礫から火災が発生し炎が迫る。雄を抱いた竜三は源右衛門の遺体に縋りつくおしんを引き剥がして上野公園に向かう。
上野公園に2日野宿し火災が落ち着いたのを聞いて店を見に行く途中、たかとりつに会う。たかから工場の辺りは焼け野原になったと聞いた竜三は動転し走り出す。無事だった健がやってきて何かとおしん一家の面倒を見てくれることになる。竜三が茫然自失で戻ってくる。新築した工場は地震では全壊しなかったものの、その後の火事で全焼していた。竜三は佐賀に帰ることしか頭になくなる。だがおしんは佐賀の姑に嫁として未だに認めて貰っていないこともあり東京に残っていちから出直そうと竜三に進言する。ふじが加賀屋の助けを借りて見舞いにやってくる。おしんは絶対に佐賀に行かないと言い張るが、ふじに平手打ちされる。子供が出来た以上、夫に付き従って佐賀に行けと説得されたおしんは佐賀行きを承諾。雄を連れて佐賀へ向かった。
おしんがやっと辿り着いた田倉家の敷居は高かった。大五郎は震災を逃れた竜三、雄の無事を喜ぶが、竜三の長兄福太郎は借金までした東京の商いの失敗に苦言する。源右衛門の死について清はおしんさえいなければこんなことにならなかったとおしんを口撃する。相談なしに竜三に金を出した大五郎も田倉家の中で立場がない。おしんと竜三は物置のような一室を割り当てられる。竜三が雄のおしめを洗うと清は割って入り嫁を甘やかすなと叱責する。
竜三一家無事の祝いが行われるが、おしんと福太郎の嫁恒子の分の膳が無い。おしめのことで清はおしんに小言を言う。恒子に女は男衆が食事を済ませてから頂く、この辺の習慣だと言われる。おしんは土間で食事、風呂もしまい湯。おしんは台所を手伝いを申し出るが、恒子は本家の嫁の勤め、余計なこととおしんの助けを拒否する。清は福太郎の手前おしんを客扱いできないと言い、竜三と一緒に開墾、野良仕事をするよう言いつける。
田倉家は元々大地主で竜三は畑仕事をしたことがなかったのだが、大五郎の代で事業に失敗し凋落してしまっていた。佐賀に着いた翌朝、おしんは洗濯の石鹸はどこかと恒子に尋ねるが、石鹸は一家ごとに別であり、買う金は清に貰う、雄のおしめ洗いで石鹸を使われたと愚痴る。清はおしんに山形の実家はこれだけ娘が世話になっているのに何も送ってこないのかと嫌味、朝食時にはおしんがお櫃に手を伸ばすと「痩せの大食い」と嘲笑う。
竜三とおしんは作男・耕造とその妻・佐和と開墾を始める。佐和は田舎の百姓の嫁とは思えないほどの美人であった。開墾は重労働だが弁当は握り飯二つのみ。竜三は不満を口にするが耕造と佐和は小さな一本の薩摩芋を分け合っていた。米の飯は小作や作男は祭りの時のみ。耕造の家は母と小姑が三人もいるので佐和が苦労をしているとこぼす。家に戻って耕造の話になると、佐和は元・島原の女郎で村のつまはじき者であり、佐和と口を利くなと指示するが、おしんは元女郎のどこが悪いのと口答えしたため、清は憤慨する。清が竜三に餅を差し出すと竜三はおしんの分も欲しいと言う。すると清はおしんにおなごは腹が減っても自分のものまで亭主に差し出すものだと叱る。
おしんは、佐和の髪が見事なので野良で一度丸髷 を結う。耕造と佐和は大変に喜んでくれたが、帰宅したおしんに、清は田倉家に泥を塗ったと激怒する。佐和の髪を見て、田倉家におしんに髪を結ってもらえないかと頼む人がいるという。それを聞いたおしんは、髪結いに行きたいと願うが、苗字帯刀の家柄を誇りにしている清が許すことは無かった。おしんは竜三になぜ髪結いしてはならないのかと不満と愚痴をこぼす。おしんが髪結をしたいのは自由になるお金が欲しいからという理由を知った竜三はおしんの立場を理解せずに母・清に雑費のためにと金銭を無心するが、おしんは清から何も不自由はさせていないと小言を言われる。姑と嫁、夫婦仲は険悪になるばかり。畑でおしんは佐和から身の上話を聞く。耕造は佐和の身請のために田畑を売って作男になったので佐和も家の中では針のむしろだという。
おしんは竜三に田倉家を出て町に出ようと言うが、商売に懲りた竜三は良い返事をしない。だが竜三も実家の野良仕事に虚しさを感じてもいた。竜三は大五郎がやっている有明海の干拓の組に入り自分の土地を手に入れることを思いつく。干拓事業は結果が出るまで長い年月を要するため、清は良い顔をしない。畑になるまで10年もかかると言うが、大五郎の口利きで竜三は組に入る。おしんはなんとか気に入られようと再度家事の手伝いを願い出るが叶わない。長兄の子供たちが穀潰しと囃し立てる。清がおしんをそう言っていると教えられる。福太郎と清は、干拓は大きな台風がくれば水の泡となる事業だと愚痴る。清は竜三の干拓参加をおしんのせいにする。それを聞いたおしんは干拓事業を案じるが、竜三は聞き入れない。おしんは心配をかけまいとして山形や酒田、東京への手紙には辛いことは一切書かず、普段の口数すら少なくなっていった。
大正13年（1924年）の正月。東京のたかから年賀状が届く。髪結長谷川を3月にも再開できそうだと記してあり、おしんは東京に戻ってたかの下で再び働くことを夢見るようになる。それ以来、心の中で3月までの辛抱だと呪文のように繰り返すようになっていた。おしんは再度竜三に田倉家を出るつもりはないかと問うが干拓に賭ける竜三の意思は固い。竜三とおしんは衝突し、とうとう家庭内別居をすることになる。
おしんが源右衛門の墓参りをしていると、誰かが掘割に身投げしたという。行ってみるとそれは佐和だった。後日、おしんは一命を取り留めた佐和を訪ねると、佐和は納屋で寝起きをしていた。聞くと佐和は自分が女郎であったことと、身請けのために土地を失ったことなどで夫が姑と喧嘩が絶えないのが申し訳なくなり、気づいたら飛び込んでいたのだと言う。佐和の身の上を気の毒に感じたおしんは佐和に一緒に東京に逃げようと誘う。たかから東京で仮住まいを定めたとの手紙が届き、おしんは喜ぶ。
おしんは彼岸の中日に発つと決め、佐和に汽車賃を渡す。佐和はおしんが妊娠していることに気付く。計画の日、竜三の次兄で陸軍大尉・亀次郎が来て挨拶する。末妹・篤子も帰郷して妊娠を打ち明ける。おしんは雑木林で汽車の時間を待つが、佐和は身重のおしんの身を案じ、干拓に出ている竜三を呼び出して計画を漏らしてしまう。おしんは竜三に見つかり、東京に行くなら雄を置いていけと言われる。おしんは雄を奪う竜三に掴みかかるが振り解かれて倒れ、木の枝が刺さって流血、失神する。
竜三に介抱され意識を取り戻したおしんは東京に行くと泣き叫んで抵抗するが、佐和に宥められ、竜三の荷車で田倉家に戻る。竜三は清に怪我に至った顛末を隠す。おしんの怪我は酷く首から右肩にかけてざっくりと肉が裂けていた。さらに激しい出血のあとの衰弱と傷からくる発熱とで3日ほど昏睡状態になる。清は金がかかり疫病神だと罵る。10日経ち右手は使えないが歩けるようになる。だが清が世話する雄には会わせてもらえない。おしんは竜三に怪我にかかった費用を手持ちの100円の中から出しておいて欲しいと伝えるが、竜三は清の気持ちが解らないのかとおしんを叱る。おしんは「血を分けた母親なのにあなたは何もわかっていないのね」と愚痴るのであった。
篤子の岩田帯の前日、おしんは床上げするが右手が痺れて思うように動かない。おしんの怪我は肉だけではなく末梢神経も傷つけてしまっていた。祝いの日、おしんはおはぎも握れず小鉢も割ってしまう。竜三は怪我は首と右肩なのだから手が自由にならない筈がないと言う。清は針仕事を持ってくるがおしんは針が持てなかった。再び開墾に出るようになる。畑で佐和は東京に出る筈の金をおしんに返すと言うが、おしんは裏切られた恨み言と共にそれを突っぱねる。佐和は身籠ったことを竜三にだけは話した方がいいと言うがおしんは拒絶する。
怪我から1か月経ったが、右手は相変わらず不自由なままで思うように働けない。そのことで清ばかりか、竜三にも疎んじられる。見かねた大五郎はおしんを町医者に見せに行くがどこも悪くないという診断であった。竜三が大五郎、清に呼び出され、おしんを実家に帰してはどうかと提案される。清は竜三に離婚を迫る。おしんが佐和から貰った腹帯を竜三に見られ、妊娠が発覚。竜三は里に帰って産んだほうがいいと言うがおしんは谷村家はもう兄の代だからと田倉家にいると言う。おしんの覚悟を知った竜三は、おしんに腹帯を締め、清におしんとは別れないと告げる。
おしんが佐和と逃げ出そうとしていたことが耕造の母親から清に知らされ、清はおしんを詰問する。佐和の小姑がおしんの渡した汽車賃の30円 を見つけ、何の金かと佐和は姑小姑に折檻されたという。再び身を売った金なのかと疑われ、おしんに貰ったと白状した。おしんが外に飛び出すと放心状態の耕造が「佐和を返せ」とおしんに詰め寄る。佐和は既に佐賀を逃げ出していた。竜三は大五郎と清に、おしんの妊娠とおしんに怪我をさせたのは自分であると打ち明け、おしんはこの家で出産させると宣言する。
清は竜三に一つの家にお産が二つあると、どちらかが欠くと言われ、忌み嫌うのでおしんを他所に移すと言い出す。大五郎はそんな風習はただの迷信だと一蹴するが恒子も心配する。竜三と夫婦の絆を取り戻したおしんは、大きなお腹で野良仕事の日々だが、清に口をきいてもらえない。ある日、佐賀では妊婦には良いとされるドジョウが用意されるが、ドジョウを食べられたのは帰省した篤子だけであった。竜三はおしんの分のドジョウが無いことを意見するが清は相手にしない。見かねた恒子は、おしんを呼び出し、お産の迷信のことを教え、このままでは清に殺される、山形に帰った方がいいと勧める。風習を信じる清はおしんが身二つになるまで、預かってくれる所が見つかり、一人移れと言うが、おしんは迷信に納得せず拒絶、清は激怒し決裂する。清は竜三に自分は一度も姑に逆らったことはなかったと泣きつく。おしん、最後の意地であった。

### 自立編（第137回 - 第185回）
田植えの一番忙しい時期。おしんは身重の体を押して田植えをする。清は身重の篤子を連れ帰り、ぜんざいを食べさせ、一番風呂に入れる。同じ妊婦のおしんをこき使い、自分の娘を甘やかす清に憤る竜三をおしんは止める。おしんは文句を言われるのは結局私なのだからと宥めるが、竜三はおしんから頼られていないのかと拗ね、以後口出ししなくなる。ふじから手紙とおしめと産着が届く。やがておしんは野良仕事が終わると眠気で立てなくなる。洗い物をしながら居眠りをするおしんを見た福太郎は、もう働くのは無理だと意見する。大五郎のはからいで、おしんは仕事を休むが、家事も雄の子守りもさせてもらえず、居場所がない。昼食のうどんを食べようとすると、清は働かず食べるのかと激しく口激。翌日からおしんは何があっても仕事を休まなかった。
やがて、稲刈りの季節を前にして産み月になる。清はお産は不浄なので、篤子は家の納戸、おしんは裏の納屋代わりの離れを使えと指示。恒子は魔除けの麻の葉を刺した出産用の厚地の木綿の下敷きをおしんに渡す。稲刈りから帰宅した夕刻、篤子が産気づき、竜三が町の産婆を呼びに行く。夜、離れにいたおしんも産気づくが一人耐える。篤子はひどい難産で、見るに堪えない清は部屋を飛び出し「みんなおしんのせいだ」と叫ぶが、大五郎は清を突き倒し「二度とそんなこと言ったら叩き出す」と怒鳴りつける。産婆から手に負えないので町の医者を呼んでくれ、朝までに産まれなければ赤子をあきらめねばならないと言われ、竜三が真夜中の雨の中走り出す。
陣痛に苦しむおしんは、離れから竜三を呼ぶが入口で倒れてしまう。朝方、医者が到着し、篤子は無事出産。竜三がやっと離れの方へ行くとおしんが気を失っていた。目を覚ましたおしんは、女の子を産んだ、お乳をやりたいと言うが、竜三はごまかす。清は母屋で近所の女衆を招いて篤子の出産祝いをする。清たちの笑い声に、竜三はいらだち、怒鳴り込む。竜三に代わり、大五郎がおしんに産んだ子は死んでいたと告げる。おしんは子どもに愛と名付けたのだと叫ぶ。
死産のショックでおしんは放心状態となり、ものも言わず、ただ乳が出るばかり。一方篤子は乳の出が悪い。清はおしんに乳を分けてもらえないかと言うが、篤子は嫌がり、竜三も激怒。恒子はおしんのためになるかもと竜三を説得。おしんは自分の子ではない赤子を抱き黙ってお乳をやる。清はおしんは慈母観音のようだと感激する。正気に返ったおしんは死産を受け入れ、死んだ愛の代わりに生まれた篤子の子に乳をやりたいと言う。清はおしんに手をついて感謝し和解する。
清は篤子の子に愛と名付けた。おしんは愛に乳をやり、今まで遠ざけられていた雄の守りをする平穏な日々を送る。竜三たちはおしんが清から嫁として認められたと安堵する。生後33日目の愛の宮参り。篤子と愛は嫁ぎ先に帰る。佐和からおしんに手紙が届く。手紙には東京で無事に暮らしを立てていることが綴られていた。おしんは竜三に家を出て東京に行くと打ち明ける。死産してから家を出ると考えていたが愛に乳をやるため留まっていた、ここでは失うばかりで何も残らなかった、黙って行かせて下さいと言われ竜三はうろたえる。おしんは大五郎と清に、明日、雄と二人で出ていくと伝える。清は激昂し雄は田倉の子だと譲らない。竜三も清に同調する。
翌早朝、雄を一緒に連れて行くことを半ば諦め、荷物をまとめて挨拶にきたおしんに恒子が清に隠れて雄を連れ出してきてくれると言う。おしんはその意外な申し出に戸惑うが恒子の言葉を信じ、源右衛門の墓の前で待った。恒子は清の留守を狙い雄を連れ出しておしんに手渡す。おしんは恒子の思いがけない機転と心配りに感謝して佐賀を離れ東京へ向かった。
おしんは、再建した髪結長谷川に身を寄せ、たかに佐賀での日々を打ち明ける。さっそくたかはおしんに試しに自分の髪結いをさせるが、おしんの右手はまだ力が入らず、熱したコテがたかの頭皮に当たってしまい、やけどをさせそうになる。佐賀での怪我のこと、そのことで右手が不自由になったことを話すとたかはおしんに大いに同情しできることだけやってくれればいいと言うが、おしんは髪結ができない以上居候するわけにはいかないと思う。
佐和からの手紙を頼りにおしんは佐和の仕事先を訪ねる。佐和は住み込み女中として働いておりおしんに借りた汽車賃を返すが、ここでは子供と一緒に働くことは出来ないと言う。長谷川に来た健はおしんの事情を知り、露天商を勧める。たかは反対するが、自活したいおしんの意思を認める。おしんは健が用意したどんどん焼きの屋台を始める。健はおしんに頼まれ、母子で住む長屋を見つけてくる。おしんは髪結長谷川を出ることをたかに言っておらず、たかは寂しがる。屋台の仕事に忙しく明け暮れる中、大正14年（1925年）1月、おしんは佐賀の竜三に手紙を出すが、手紙は清が受け取り破り捨てる。恒子はその一部始終を見ていたが清に口止めされる。
健はおしんと雄のため細々と世話を焼く。それを見たたかは世間の口はうるさいとおしんに忠告するがおしんは「健さんとはそんな関係ではない」と気にもとめない。夜遅く健がいつものようにおしんを長屋まで送り布団を敷いたところで、健の女が長屋に怒鳴り込んでくる。女は健がおしんの屋台出店のために大変な手間と金を使ったことでおしんを責めるが、健は「俺の片思いだ」「男は本気で惚れた女には指１本触れなくても力になりたいものだ！」と言い放つ。おしんは健の気持ちを初めて知り、いつまでも健の好意に甘えるわけには行かない、と悩む。翌日、健が謝りに来るがおしんは健の親切を丁重に断り、故郷山形に帰ると決め、雄と帰郷する。その後、髪結長谷川に竜三からおしんの消息を訊ねる手紙が届き、たかと健は訝しむ。
4年ぶりに山形に帰ったおしんにふじは喜ぶ。兄の庄治も5日に一度の風呂を勧めるが、おしんが田倉家を出てしばらく谷村家にいると聞かされると態度を変える。谷村家では小作争議で小作米は4割になり、麦飯が食べられるようになっていた。だがおしんが夕食を食べると、庄治は長男は家と親の面倒を見なければならない、おまけに兄妹が転がりこんできたら貧乏をついで長男くらい引き合わないものはないと文句を言う。庄治の嫁・とらも仏頂面。それを聞いたふじはおしんのために庄治夫妻と所帯を別にして、納屋から勝手に食料を持ち出す。とらはおしんはわがままだと庄治に愚痴り、庄治は一度嫁に行ったら石にかじりついてでも辛抱するのがおなごの道だと吐き捨てる。ふじはおしんが手紙に書かなかった佐賀での暮らしを聞いて、田倉の姑は鬼だと言う。庄治が働かないおしんに嫌味を言うとふじはとらも同じではないかと言い返す。とらが雄を折檻して泣かせる。とらの子・貞吉の飴を雄坊が取り上げたのだという。それを聞いたふじは憤慨し、納屋の米を銭に代え飴や干物を買ってくる。庄治は納屋に南京錠をつけ、鍵をとらに渡す。嫁と対立するふじにおしんは戸惑う。
おしんはおりきの世話で手の足りない農家の手伝いを始める。おしんは度々、佐賀の竜三にあてて手紙を送っていたが、手紙は全て姑・清が破り捨て、竜三の見合いを進めていた。田植えの季節になり、庄治はおしんをあてにするが、おしんは他の農家に田植えに行く約束があった。ふじは庄治に、乳飲み子を抱えたとらに田植えをさせろ、自分はやってきたと言う。言い返せない庄治はとらに田植えの支度をしろと怒鳴る。そこへおりきが加賀屋のくにが倒れたと知らせに来る。
翌日おしんは酒田の加賀屋に駆けつける。くにの最期の床で看病し続けるおしん。くにはおしんに「加代には姉も妹もいないのでどうか頼む」との言葉を残して大往生する。葬式に別居していた政男が線香を上げに来るが加代は激怒。おしんは跡継ぎを産むため復縁するよう宥める。おしんは初七日まで手伝いをする。加代はりきから佐賀でのおしんの苦労を聞いており、おしんも母と兄夫婦の確執を打ち明ける。加代はおしんに、加賀屋に借金をして主が夜逃げした酒田の空き家での商売を勧め、元手も貸すと言う。清太郎、みのもおしんの境遇に同情し大正14年初夏吉日、おしんは加賀屋の援助で飯屋・めし加賀屋を開店をする。開店した日に政男が仲人の取りなしで加賀屋に戻ってくる。加賀屋は加代が取り仕切っていたが、夫を立てるために政男に任せる。
飯屋は初日全く客が来なかった。おしんは握り飯を作って港に売りに行くが、やはり売れず、無料で港湾作業者に配って帰る。翌日おしんは店を休業して手書きで飯屋のビラを作って配る。これを見つけた政男は加賀屋の名に傷がつくと立腹、おしんを庇う加代と対立する。3日後、店を再開すると客で埋まり大繁盛となる。加代は加賀屋ですることがないからと夜遅くまで店を手伝うが、清太郎、みのは夫婦仲を心配する。政男は一度家を出た負い目もあり、加代のふるまいを静観する。
ある夜、客の1人が酒を出せと言ってくる。おしんは飲み屋ではないと断るが、加代は酒を1杯15銭で出し、飯の客よりよっぽど儲かると言う。おしんは店の空気が荒れると気が進まないが、客の求めに応じ酒を出すようになる。店を見に来た政男は、加代に気が済むまで手伝えばよいと笑顔で帰る。おしんと加代は政男の心遣いに感激する。
突然店にヤクザが乗り込んできて、酒を安く出しているせいで周囲の店の売り上げが落ちていると因縁をつけ、暴れ始める。おしんは健より習った見事な仁義をきりヤクザを驚かせる。ヤクザはおしんがハッタリで口にした健の一家と自分たちが遠縁であると感心し、酒売りを認めて貰うことが出来た。雄が麻疹にかかり、おしんは店を休んで看病する。酒田に来てからも、おしんは何度も佐賀の竜三に手紙を出すが、やはり清に破り捨てられていた。
大正14年の秋。加代は浩太が酒田に来たと話す。日本農民組合の庄内支部が酒田にできて、小作の代表として浩太が、地主の代表として政男が会ったという。政男は加代に、運動をする浩太のことを、惜しい男だと話す。おしんの手紙や竜三が問い合わせた先の返事は竜三に届かない。清は竜三に再婚を強く勧めていたが竜三は断り続けていた。
めし加賀屋に浩太がやってくる。加代は浩太におしんが飯屋を始めるまでの顛末を話し、自分が回り道させたおしんと浩太の縁を結ぼうとする。浩太はおしんに自分は雄の父親になるつもりだと告げるが、おしんの心は竜三にあった。治安維持法が制定され農民運動や労働争議が弾圧され始めたため、浩太はまた隠れて運動をしなければならなくなる。浩太は竜三の気持ちを確かめたいと佐賀へ手紙を出すが清が開封してしまう。
めし加賀屋でおしん、加代、浩太が大正15年（1926年）の新春を迎える。そこへりきがやって来て、谷村家のふじへ竜三から手紙が来ておしんの消息を教えて欲しいと書いてあったという。りきはおしんに手紙一本くらい出してやれと言うが、おしんは今まで何度も手紙を出していた。浩太は何かの手違いで手紙が竜三の手にわたっていないのではないかと疑問を投げる。
佐賀では再婚を渋る竜三に清は堪りかね、おしんは他の男と一緒になるつもりだからと浩太からの手紙を竜三に見せてしまう。竜三は自分宛の手紙をなぜ勝手に開けたかと憤慨。手紙にはおしんが竜三に何度も手紙を出したと書いてあったが清はおしんの嘘だと開き直る。それを見た恒子は竜三を呼び出し、清がこれまでに破り捨てていたおしんの手紙を裏張りして保管しておいたものを全て渡した。それを読んだ竜三は再婚をきっぱり断り、佐賀におしんと雄を呼び戻すと決心する。竜三の手紙がとうとうおしんの下へ届く。中には20円もの為替と何枚にも書かれたおしん宛の便箋が入っていた。
再び加賀屋に来た浩太は、おしんが喧嘩する客を追い出し、絡んでくる酔っ払いをあしらっているのを見て、酔客相手の商売を危ぶみ、商売代えを勧める。みのが店を訪ね、おしんに、加代が店に入り浸っていることで夫婦の暮らしが壊れてしまう、家に落ち着かせて欲しいと頼む。浩太は、伊勢で漁師をしている浩太の伯母が面倒を見てくれる魚の行商の仕事を見つけてくる。おしんは店を閉めることを決意。旅立つ前夜、おしん、加代、浩太は酒を酌み交わし、また3人で会おうと約束する。
酒田を発ち、伊勢の網元神山ひさの下に身を寄せたおしんは、雄を乗せた箱車を押し、魚の行商人としての第一歩を踏み出す。おしんの強かな商魂が功を奏し、おしんの行商は軌道に乗る。おしんの願いは、店を出し竜三を呼び寄せること。その年の暮れ大正天皇崩御。時代が大正から昭和に変わり、ひさの世話になって一年が経つころ、浩太がおしんの様子を見に伊勢に立ち寄る。浩太は変わらず農民運動をしているが、農民運動が公に認められるようになったものの小作争議の形態が変わってきていると言う。これまでは小作が地主に小作料の引き下げを要求していたが、逆に地主が小作に小作料の引き上げを要求するようになり小作争議は泥沼状態に陥っていた。ひさは、おしんは魚の行商としての信用もつき自分の店を持てると太鼓判を押す。浩太が慌ただしく帰ったあと、おしんは竜三に家族三人で暮らしたいと手紙を出す。しかし竜三から返事はなかなか届かなかった。
おしんを気に入ったひさは田倉家が竜三を、亭主を置いて逃げたおしんのところへよこす筈がない、諦めろ、店を出すことはない、自分の下に居ろ、浩太もおしんに一人でいて欲しいのだと諭す。佐賀では竜三が考えあぐねていた。竜三は自分には甲斐性がない、おしんが行商した金で店を開くのに亭主面して乗り込めるかと、あくまで干拓に拘る。大五郎は伊勢に行く気のない竜三に、おしんを諦めるかおまえがおしんの下に行けと一喝。結局竜三は伊勢には行かないと手紙に書く。竜三からの手紙にひさは呆れるが、おしんは竜三の気持ちを踏みにじりたくないと答える。その年の夏も過ぎようというころ、ラジオで今度の嵐は大きく、九州では被害が出て長崎や佐賀では堤防が破れたと報じていた。
台風が過ぎた朝、佐賀の田倉家に、嵐の中干拓を見に行った竜三と大五郎が濡れ鼠になって戻って来る。台風による波風と満潮の時期が重なってしまったために干拓をしていた土地は全て流され全滅した。竜三は「これまでの努力が全て無駄になった」と号泣。翌朝、竜三は佐賀を出て新しく出直すと置き手紙をして田倉家を出奔する。
竜三はおしんと雄のいる伊勢に来た。遠目から一瞥して帰ろうとするがおしんに見つかり逃走。だが俊足のおしんから逃れられる筈もなく、竜三はおしんに捕まってしまう。竜三は日本は不景気で新天地満州なら仕事がある、下関から関釜連絡船で中国大陸に渡りその後汽車で満州の大連に行くつもりだ、二人をひと目見に来ただけだと言う。夜、おしんは家族一緒に暮らすことを哀願するが竜三は単身で満蒙開拓団に加わり、土地持ちになったら迎えに来ると譲らない。涙ぐむおしんを竜三は抱き締める。
明くる日、旅立つ竜三は行商に行くおしんに付いていった。おしんが競りが行われる浜辺から行商先の町まで１里半（約6km 帰路もいれると約12km）重い箱車に荷と雄を載せて歩くと聞き、竜三はおしんの行商の過酷さに驚く。おしんは竜三と別れて行商に出るが、竜三はこっそりおしんのあとをつけた。降りしきる雨の中、行商先の山村へ通ずる長い坂道でも重い箱車を懸命に押し続けるおしんを見て竜三は男泣きしてしまう。竜三は満州行きをやめ、おしんと魚屋になることを決意する。
おしんと竜三はひさの後押しで鮮魚店・田倉魚店を開店する。暫くは仕入れと店を竜三が、行商を今まで通りおしんが担当することに決める。最初魚の名前もわからない竜三だったが、おしんに従い仕事を覚えていく。ひさは竜三が御用聞きに回っているため、おしん一人の時より売上が落ちているのではないかと心配するが、店の主人は竜三だと譲らない。
おしんは佐賀の田倉家へ、竜三と一緒に魚屋をはじめたことを手紙で報告する。受け取った清は手紙を破き竜三を伊勢から連れ戻すと声を荒げるが、大五郎は竜三とおしんの仲を裂いたのは母親のお前であり、放っておけときつく言い放つ。清は母親よりも女房かと深く嘆息する。伊勢に竜三の荷物と清の手紙が届く。手紙には「竜三は伊勢で魚屋を一生の仕事とし、佐賀に逃げ帰らないこと」そしておしんのこれまでの苦労をねぎらい、竜三を待っていてくれたことに対する感謝の気持ちが綴られていた。
昭和4年（1929年）雄の小学校入学の晴れ姿を見せようと、おしんは山形のふじに10円の為替と共に伊勢に来てほしいと手紙を出す。手紙を受け取った庄治はとらに読んでもらい、ふじに伝える。年老いて邪魔者扱いされていたふじは、口減らしをするのかと気乗りしないが庄治は行くようにと勧める。ふじが伊勢にやって来るが雄の入学式を見たらすぐ帰ると言う。庄治から手紙が来てふじを預かれと言ってきた。やはりふじと庄治夫妻は上手くいってないと知り、おしんはふじを返さない口実を思案する。
そんな時、おしんに三度目の妊娠が判明。竜三はおしんの気持ちを汲んで佐賀での死産に触れ、おしんが無事出産するまでついていてくれとふじに頼む。ふじは老いて昔のように働けない自分は穀潰しだから帰ると頑なに固辞するが、おしんはここでは大きな顔をしていればいいと懇願、竜三がふじの前で床に手をつき頭を下げるのでふじはとうとう折れて田倉家で暮らすことになる。
加代から手紙が届く。加代も妊娠しており9か月だと綴られていた。おしんはこれで加賀屋も安泰だと安堵する。昭和4年10月。おしんは無事男の子を出産するが、突然ふじが倒れる。ふじを往診した医者は、大病院で詳しく検査してもらった方がいいと診断。男の子は仁（ひとし）と名付けられた。検査の結果ふじは白血病と判明。このころの白血病は不治の病でおしんの産褥期ということもあり竜三は家族に隠す。ふじは床を離れられなくなるがおしんは無事に床を上げる。
死期を悟ったふじは故郷の家で死にたいとおしんに打ち明け、竜三はおしんに本当の病名を告げる。加代から手紙があり無事出産、希望（のぞみ）と名付けたという。おしんは母をおぶって山形に帰りたいと竜三に頼む。仁はひさに預け、竜三はおしんとふじを送り出す。おしんは庄治に迎えを頼んでいたが駅に現れなかった。おしんはふじを背負って雪の降る山道を実家へ向かう。家は庄司夫婦に物置にされていたがおしんが二人に怒鳴って片付けさせ、ふじを寝かせる。ふじの帰郷を聞いて訪ねてきたおりきとおしんに寄り添われ、ふじは故郷に降る雪を愛でながらその生涯を静かに閉じる。
おしんは伊勢に戻る。日本は世界恐慌の真っただ中。おしんは山形でおりきから加賀屋が危ないという噂を聞いていた。昭和5年（1930年）昭和恐慌。おしんがふじの訃報を加賀屋に送ったところ、加代からお供え代として10円の為替が送られてきたのでおしんは安心する。
雄が三学期を終えたころ、おしんが加代に送った手紙が返送されてくる。一緒におりきから加代の夫、政男が自殺したという手紙が来た。加賀屋に連絡を取ろうとするが電話番号は既に使われていなかった。ひさから急に呼ばれて家に行くと浩太がいた。浩太は加代がおしんを頼って伊勢に来てるのではないかと考えたという。浩太が酒田を訪ねると加賀屋が潰れ、家屋は差し押さえられ、一家は夜逃げ同然でいなくなったとおしんに説明する。加賀屋の若旦那・政男は商品相場に手を出していて、3月の大暴落で支えきれなくなっての自殺だった。
おしんは加代、浩太からの連絡を待つが何の知らせもないまま昭和6年（1931年）の春を迎える。浩太がやって来ておしんに加代が見つかったと知らせる。

### 太平洋戦争編（第186回 - 第225回）
浩太は加代の住所と100円をおしんに差し出す。住所を見た竜三は顔を曇らせるが、翌日おしんを送り出す。おしんは東京のたかを訪ねる。懐かしい再会も束の間、所書きをたかに見せると女が一人で行くところではないと言う。たかは健を呼び、加代がいる場所への案内を依頼する。健は加代のいる場末のカフェーを探り当て、加代を出せと店の用心棒に凄むが抵抗に合う。赤子の泣き声が奥から聞こえ、食べ物が欲しいと言いながら加代が階段を降りてくる。店は売春宿で、加代は息子の希望(のぞみ）とこの店に身を寄せていたのだった。
おしんと目があった加代は逃げるが、おしんは加代の部屋へ行く。その間、健は店の男と身請け代の交渉を始める。加代は何も聞かないで黙って帰ってくれとおしんから目を逸らすが、おしんは浩太の100円を加代に渡し、そして清太郎、みのと一緒に伊勢に来て欲しいと説得する。心配はいらないと言いながら加代が押入れを開けるとそこには清太郎とみのの遺骨があった。夜逃げして上京したものの両親はあいついで病死。かつて女給で稼いでいたカフェーでも年齢を理由に雇ってもらえず、みのの入院費のために今の店に500円を前借りしたという。
加代のいる店は最初の借金の利子が雪だるま式に増えて足抜けできなくなる女郎部屋より酷いところだった。出るには1000円という大金が必要だという。おしんは「お加代さまと希望坊ちゃまをここから連れ出せるまでは、毎日まいります」と言い、一旦健と店を辞した。その晩、加代は客の前で大量に酒をあおり、吐いた血をのどに詰まらせ窒息死する。翌日店に来たおしんたちは、加代が死んだことを告げられる。おしんは両親の骨箱と希望を引き取り、加代を荼毘に付す。骨箱の包みの間には浩太から預かってきた100円と加代の手紙があった。手紙には全ては自分の身から出た因果であり、おしんに息子の希望を託したいこと、おしんへの謝意が綴られていた。
おしんは3つの骨壷と加代の忘れ形見の希望を連れ伊勢に帰る。おしんは竜三に独断で3人の骨や希望を連れ帰ったことを詫びるが、竜三は加代の忘れ形見である希望を引き取って自分たちの子供とすることは加賀屋から大恩を受けたおしんにとって、また、二人にとって当然のことであり、八代家の墓を伊勢に建てること、将来加賀屋再興を託したいなど、すべてを快く引き受ける。
この年満州事変。竜三は浮足立ち、柳条湖事件を報じる新聞を雄に聞かせる。それを見ておしんは戦争はいけないことだと言うが相手にされず、竜三は雄にこれからは軍人の世の中、そして佐賀の葉隠の話をする。子供を背負って店に出るおしんと竜三は子守を雇うことを考えるが、それを諦め、当時としては高価な氷冷蔵庫と自転車を買う。
ひさが来て昨夜、浩太がひさの下に来たことをおしんに告げる。特高に付け回され疲弊した様子であり、加代・八代家の墓の場所を聞きたがったという。ひさはおしんに浩太に運動を止めるように言って欲しいと哀願する。満州事変をきっかけに浩太のような運動家にはより厳しくなった、特高に捕まったら拷問されて死ぬ目に会うのだとひさはおびえる。おしんは浩太を訪ねる。加代の墓の場所を聞いた浩太は明日墓参りに行くと言う。おしんは浩太に加代の子である希望を見せようと加代の墓で待つが浩太は現れない。墓から離れると浩太の姿が見えた。おしんが希望を抱きかかえて浩太に見せると同時に特高が浩太を捕縛した。おしんが帰宅するとひさが来ていて、浩太が加代の墓参りに出た後に特高が踏み込んできたという。ひさは特高に捕まったらおしまいだと悲嘆。それ以後浩太の消息はなく、4年の歳月が流れる。  
東北大凶作の折の昭和10年（1935年）の2月。健が10歳の少女初子を連れ田倉家に立ち寄る。初子は健の山形の遠縁の小作の娘で、健は3年の年季、50円で引き取り、大阪の飛田遊郭へ奉公に出すつもりだという。その夜、健と田倉家に泊まった初子は翌朝幼いながら懸命に台所仕事を手伝う。おしんは初子の姿に自分の奉公時代を重ね、佐賀で死産した愛の生まれ変わりのような気持ちになる。おしんは竜三に初子を引き取りたいと懇願する。二人目の子供を死なせた責任が自分にある竜三に断ることは出来なかった。おしんは健に50円を払い初子を引き取る。
小学校に仁と希望が上がり、初子も4年生として編入させる。おしんと竜三は希望の入学用品に八代希望と書くか、田倉希望と書くか思い悩む。竜三は希望を引き取った時に養子にして田倉の籍に入れておけばよかったと言う。初子は雄の中学受験合格を願い水垢離をする。雄が合格した夜、おしんは希望の持ち物に八代姓を書く。翌朝、おしんは希望と仁にその由縁を打ち明け、八代家の墓に参る。
小学校に入学した希望が早退してもう学校には行かないと言う。仁は希望が学校でもらいっ子、親なしだと言われたと喧嘩して戻ってくる。希望がいなくなり、おしんは探し回る。夜、疲れ切ったおしんが八代家の墓に行くと希望が現れる。おしんはみんな心配していると希望を叱り抱き合う。
仁は我侭。希望はおとなしい。初子は働き者。雄は下の子をよく可愛がる。おしんは子どもたちに同じようにしてるつもりなのに、と思う。おしんは第四子を身ごもる。昭和11年（1936年）二・二六事件の日、おしんは36歳で女の子を出産、禎（てい）と名付ける。おしんは5人の母親になる。昭和12年（1937年）7月7日盧溝橋事件。初子は3年の年季が明け小学校卒業が近づく。竜三は初子を山形に返すつもりだったが、雄が強硬に反対。おしんは初子の意思を聞き、家族として一緒に暮らすと決める。
人の噂でひさの家に男がいると聞いたおしんが様子を見に行くと浜辺に松葉杖をついた右足が不自由な浩太がいた。おしんは浩太に話しかけるが、浩太は俯き目をそらし逃げていく。おしんがひさに問いただすと、昔の浩太は死んだのだ、昔の自分を捨てて監獄から出てきたのだという。浩太は思想転向を強要され社会主義と縁を切って釈放されたが、6年間の監獄生活の間に拷問に遭い右足が曲がらなくなっていた。転向を恥じる浩太は、ひさにもめったに口を聞かなくなり誰にも会いたがらない。おしんは浩太のことを竜三に相談するが、すべてがご時世だと言う。誰も逆らえない強大な権力が日本の運命を握っている。昭和12年の暮れ日本軍が南京を占領。戦勝を祝う提灯行列におしんも勝利を喜ぶ日本人の一人になっていた。
突然、陸軍少佐で竜三の次兄・亀次郎が田倉魚店を訪れる。竜三は亀次郎に雄を上の学校に上げる金がなく、中学を出れば十分だと言うと、亀次郎は雄に陸軍士官学校を狙うとよい、士官学校は官費で金もいらないと話すが、おしんは眉をひそめる。また亀次郎は竜三に5人の子供の教育費のためにも、もっと太い商いをしろと忠言。竜三は津の連隊の納入業者になる決断をし、おしんは意見するも最後には同意する。
竜三は軍の納入業者になるつもりで店はもう閉めてもいいと言うが、おしんは信用が大事だと仕入れを続ける。昭和13年（1938年）、連隊への食料品を納める業者の入札が行われ、無事軍の納入業者になる。竜三は長い間世話になった網元・ひさからの仕入れを止め、銀行の融資を受けトラックを購入。店を閉めるつもりでいたが、おしんは店を続けたいと懇願。店で売る魚もトラックで市場から仕入れてもらう。
昭和13年の春、雄の進学を考える時期となる。寅年の初子は縁起が良いので方々から千人針を頼まれる。雄は学校から進路希望をするように言われ、陸軍士官学校に行くと竜三に相談する。竜三は入学できればこんな名誉なことはないと賛成するが、おしんは反対し口論となる。憂国の空気に感化された雄の意志は固かったが、初子からおしんが雄を抱えてこれまで生き抜いてきたことを問い正されて考え直し、三高の文科を志望し、ゆくゆくは京都帝大にも行くつもりだと両親に告げる。
昭和14年（1939年）戦争は終結するどころか拡大する一方だった。雄は無事京都の三高に合格し、家を出て京都で下宿をする。秋、ひさが漁を止めると聞き、ひさの下へ行く。船の燃料の石油が統制・配給になったので漁を止め、ひさは東京の息子の家に行くという。浩太は近くの町の大きな造酒屋の一人娘・並木香子と祝言をあげる。
竜三は連隊に鮮魚だけではなく魚肉練り製品も納入する話を決め、酔って帰ってくる。おしんを抱きしめて「お前にはこれまで本当に苦労をかけたが、もう大丈夫だ！もう辛い思いをさせない！」と上機嫌。戦争に押しつぶされる人、戦争を足がかりにのし上がる人。物資統制でどの家庭も物資不足に嘆く中、軍に関わる田倉家だけは物も食料も豊かだったがおしんの心は晴れなかった。
昭和15年（1940年）京都から雄も帰郷し全員で新春を迎える。初子は3月に高等小学校を卒業後、実母から兵隊に男手が取られ人手が足りないので帰ってきてくれと連絡があったので山形の実家に帰ると言い出したが、雄はただ一人強硬に反対する。頼むから初子を返さないでくれと両親に懇願する雄を見て、おしんも竜三も雄は初子が好きなのだと気がつく。竜三は自慢の跡取り息子・雄の嫁には初子のような山形の小作の娘はふさわしくないと二人の将来の結婚に反対するが、おしんは「私だって山形の小作の娘です」と反論し、二人の気持ちを大事にしたいと抗う。
統制の影響で田倉魚店に行列ができるが、軍に出入りしているから商売ができると嫌味を言われてしまう。竜三が帰ってきて、軍への魚を横流しして儲けていると連隊に投書があったという。竜三は怒り、魚店を閉めさせる。
初子の高等小学校卒業。初子は雄に想いを残しながらも竜三が自分の存在に否定的なことに気づいており、卒業式の次の日に帰郷する切符を買う。だが竜三はまた新たに工場をやると言いだし、軍の衣料の縫製で襦袢、袴下などの工場の監督をおしんに依頼、そして家のことは実家に戻す予定だった初子を留まらせて任せたいと突然言い出したため、初子はそのまま田倉にいることになる。竜三の軍事関連事業も好調で、小さな店から大きな屋敷に引っ越す。おしんは縫製工場の監督。竜三は隣組の組長になった。
昭和16年（1941年）春、仁と希望は中学校に進学。田倉家に突然庄治が訪ねてくる。おしんは歓迎し家に上げる。雄と同い年の庄治の息子・貞吉は高等小学校を出て15歳で少年飛行兵に志願して合格していた。おしんが霞ヶ浦の予科練かと聞くと、陸軍の航空学校だという。おしんが、そういう学校行くと、少尉になれるんでしょと言うと、庄治は陸軍士官学校をでなければ将校にはなれない、おまけに操縦士に向いてないと整備兵に回された、貧乏小作の息子はどんなに頭がよくても出世できないと吐き捨てる。そして戦争に行く貞吉に庄治は福岡で最後の別れをしてきたところなのだと話す。竜三は初対面の庄治を外食で立派に饗し、また竜三は息子を兵隊に取られた庄治に深く同情する。翌日庄治にはたくさんの手土産をもたせて山形へ帰した。
12月8日、ラジオが真珠湾攻撃を伝える。野菜が手に入らなくなりおしんは庭を畑にする。帰省した雄が戦争を賛美する。おしんは俊作から貰った「明星」を雄に手渡し、戦争賛美の精神を諌める。国民服の竜三は方々で少年を兵隊に志願させるよう説得。おしんが竜三に仁や希望も志願させるつもりかと聞くと、当たり前だと言う。昭和17年（1942年）4月。雄は京都帝国大学に入学。太平洋での華々しい戦果が連日報道される。
昭和18年（1943年）秋。突然雄が帰省する。二十歳になった雄は見つかったらただじゃすまないと「明星」をおしんに返し、学徒出陣を告げる。おしんは雄に俊作のことを話す。俊作は、もしおしんが戦争に巻き込まれても、おしんだけは戦争に反対しろと言ったが、「お母さんは何のためにこの本を大事にしていたのか、何もできなかった」と雄の前で涙する。
雄の入隊の日、初子は雄に千人針を渡す。雄は初子に「初っちゃんが好きだ。終生の伴侶と決めている。待っていて欲しい」と告白。初子も同じ気持ちであることを告げる。雄は初子の身体を強く抱きしめ、家族だけに見送られて自宅を後にする。
昭和19年（1944年）5月、雄から30日に面会できるとの葉書が届いたが、仁も希望も初子も軍需工場に動員されていた。竜三はこの非常時に休むわけにはいかないと言う。おしんは竜三には内緒で初子を面会に連れて行くが竜三は気づいていないふりをしておしんと初子を送り出す。面会の会場で前日にこしらえた雄の好物のおはぎをふるまう。雄は同期の川村清一にもおはぎを分け与え面会を終える。7月、サイパン陥落。竜三はいよいよ本土爆撃、空襲が始まる、禎を疎開させた方がいいと言うと、おしんはアメリカが日本まで飛んできて爆弾落とすなんて、取り越し苦労だと返す。9月、雄から葉書が届く。雄の行方を知りたいおしんは陸軍中佐の義兄亀次郎に手紙を出す。亀次郎は軍の機密が絶対秘匿である原則を破って（文書、電話は不可なため）田倉家を訪問し、直接おしんに雄が博多から輸送船に乗り南方に派遣されたことを伝える。また、いつ本土空襲を受けても不思議ではないと言う。決心したおしんは禎を疎開先に託す。仁は特攻隊のニュースに刺激され、自分も志願すると言い出し、家を出て行ってしまう。11月末からは東京への本格的な空襲が始まった。
昭和20年（1945年）春、疎開先で粗末に扱われていた禎が、疎開先を抜け出し、無賃乗車で帰ってくる。つらい思いをしてるのは禎一人じゃないと、翌日竜三は疎開先に返す。7月の空襲で、竜三の工場は焼失したが、自宅はおしん、初子、希望の3人が夜通し水をかけ続けて守り抜いた。が翌日、戻った竜三と共に家族が安堵したのも束の間、そこへ雄の戦死公報が届く。おしんは戦死を信じなかった。竜三は雄の写真に向かって座り、雄の後を追う決意を口にする。8月、広島、長崎に原爆投下。15日の正午、玉音放送。十五年戦争終結。だが、田倉家には仁からいよいよ出撃しますとの手紙が届いていた。その夜、明かりの無い縁側で竜三とおしんは久しぶりに静かに語り合い、竜三はおしんに「私の人生で一番素晴らしかったことはおしんと巡り会えたことだ」と告白する。
16日、竜三は背広を来て出かけるがその日帰宅しなかった。翌日竜三から手紙が届く。手紙には「雄や仁を殺した父親として、また近隣の子息を志願させ、戦争に協力した罪はせめて私の命をかけて許しを請うしかないと思っています。私にとって死を選ぶことは戦争に協力した人間として当然受けなければならない報いです」と記されていた。おしんの元に村役場の人間が訪ねてくる。竜三は林の中で正座し、短刀で心臓を突いて自刃していた。清と亀次郎が知らせを聞いてやってくる。清は遺骨と遺影に向かい「お前の今の務めは、おしんさんや禎の暮らしば立ててやることじゃなかッ。とっとと自分だけ楽になりおってッ」と声を荒げて竜三を責めるが、おしんは「竜三は立派。節を曲げず自分の生き方にけじめをつけた。そんな竜三が好きです」と庇う。清はおしんに禎を連れて佐賀の家に来るよう勧めるが、おしんは「住む所だけはありますから」と丁寧に断る。清はおしんに礼を言い、竜三の骨を一片胸に抱いて佐賀へ帰っていった。
28日。連合軍先遣隊厚木到着。おしんは居間で寝ている仁に気が付き、帰ってきたことを喜ぶ。仁は戦争が終わったあと、徹夜で書類の焼却などの後始末をやらされ、混乱の中、占領軍が来る前に追い出されたという。目的を失い悔しがる仁だったが、竜三の死を知って気持ちを切り替え、物資が不足する中、希望を連れてヤミ屋をやりだす。禎が帰ってくる。9月。全国で学校が再開され始め、おしんは仁と希望に学校に行けと言う。仁は反発するが、折れ、ヤミ屋はおしんと初子の仕事になる。
家に元の持ち主だという引揚者が来る。空き家になるので軍に貸したが、帰ってきたらすぐ明け渡す約束だった、出て行けと言われて揉めてしまう。決め手もなく、結局一つ屋根の下で二組の家族の生活が始まる。仁は連中を追い出さないならこっちが出ていこうと言うが、おしんは雄はこの家に帰ってくると返す。おしん一家はヤミ屋、引揚一家は米兵に媚びを売る。戦時国債も紙屑になり金もなく、おしんは庄治を頼ろうと山形へ向かう。
GHQ主導によって農地改革が断行されることになり、実家の庄治夫妻は小作から土地持ち農家になると大はしゃぎの最中だった。おしんは戦中、何もかも不足していた時に庄治家族宛に何度と無く物資を送っていたこともあって頼ってみたのだが、今度長男貞吉が嫁をもらい、新居を建てるつもりだからとおしんに対してけんもほろろだった。おしんが8つの時に自分で植えた杉は切り出せるまでに成長していたが、おしんは山形を去るしか無かった。
川村が復員して田倉家を訪ねてくる。おしんは雄の消息を聞けると思い嬉々として家の中に招き入れようとするが川村はおもむろに直立不動をとり「田倉候補生の遺品をお届けにあがりました！田倉候補生は昭和20年4月18日、ルソン島の戦いにおいて名誉の戦死を！」と敬礼。初子はその場で卒倒気絶し、おしんは呆然と立ち尽くす。川村は雄の日記を差し出す。マラリアにかかり、餓死したことがふたりに伝えられる。
すっかり気を落とした初子におしんは雄のことを思い出すからと（田舎の）山形に帰ってはどうかと勧める。翌朝、初子は暇を貰うとの置手紙を残して姿を消していた。ひさが田倉家を訪ねてくる。東京から伊勢に帰ってきて、また漁をやるという。おしん一家はひさの家に身を寄せることになる。引っ越しの日、初子から為替の入った手紙が送られてきた。消印は東京であった。
夫と息子を失ったおしんは再び伊勢に戻ってきた。浩太が訪ねてくるがアメリカの命令で自らが命をかけてきた農地改革がいとも簡単に実現したこと、軍国主義の世の中の雰囲気が敗戦によって平和至上の空気に一瞬にして転じたことに対し「自分が青春を犠牲にして闘ってきたものは一体何だったのか」と虚しさを口にする。おしんは浩太と伊勢の海を眺めながら半生の中で死に別れた人々に思いを馳せ、失ったものをきっと取り返してみせると決意する。昭和21年の夏、おしん46歳の再出発だった。

### 再起編（第226回 - 第261回）
終戦から4年後の昭和25年（1950年）の春、田倉家はひさの下から再び独立し、魚と野菜を扱う田倉商店を開店する。おしんはオート三輪の運転を覚え、行商も続ける。仁も希望も、大学に進学せずおしんを手伝っていた。浩太も穏やかな妻子ある酒屋の主人となっていた。初子が家を出てから毎月おしんの下に送金があり、消印が東京だったことから、おしんは東京の健に初子の捜索を頼んでいた。そして健から速達、おしんは東京へ向かう。長谷川たかとの再会後、健と共に初子の元へ行くが、初子はパンパン・ガールになっていた。おしんは初子を説得し、伊勢に連れ帰る。
初子が帰ってまもなく、希望が陶工になりたいと言い出す。希望に加賀屋を再興させるつもりだったおしんは反対する。だが希望は家を出て、窯元に弟子入りする。仁も展望の持てない家業に見切りをつけて予科練時代の知り合いを頼り東京の百貨店に就職する。しかし、(旧制)中学「四修」のみという中途半端な最終学歴が災いし、仁は望んだ部署へは配属されず、配送へ回される。おしんは工場で働く女性相手に夜の行商を始める。浩太は店を建て替え、並木食料品店の主人となった。年末、おしんが仁に出した手紙が受取人不明で返送されてくる。百貨店に電話すると仁は十日前に退職しており、消息不明になっていた。
昭和26年（1951年）の正月。雄の戦友川村が線香を上げに現れる。川村は家族を亡くし、ペニシリンのヤミやメチルアルコールを売って儲けた金をさらに株に投資し成功し、今は東京で小さな貿易会社もやっているという。川村は雄の思い人だった初子に求婚する。初子は突然の求婚に立腹し拒絶。三が日を過ぎ初荷の日、川村が再び訪ねて来る。立地のいい駅前の地所を買うつもりであり、おしんの商売のためにその土地を貸したいと申し出る。春になってまた川村が店に現れる。初子は川村に諦めて貰うために身体を売っていた自らの過去を告白するが川村は自分にも傷はあると言い、初子を娶ることを諦めようとしなかった。
名古屋から女が訪ねてきておしんに仁を引き取れと言われる。仁はヒモになっていた。おしんは放置するが初子は女と名古屋へ行き仁を説得。仁は改心し帰郷する。おしんの事業に限界を感じていた初子は川村に会って"仁やおしんのために駅前の土地を貸して欲しい、そして自分は川村と結婚してもいい"と伝えるが川村は初子との結婚を条件にはしなかった。川村は"自分から雄への手向けのような気持ちで無条件でおしんへ土地を譲渡したいのです”と初子に話す。だがその直後、おしんと初子は新聞で川村が殺害されたことを知る。川村は高利貸しもやっており怨恨で殺害されていた。入れ替わるように駅前の土地のおしん名義の譲渡契約書と登記の写しが入った書留が届く。おしんは身寄りのない川村の遺体を引き取り雄と同じ墓地に葬り、そして川村が遺してくれた駅前の土地に新たに田倉商店を開店する。
昭和30年（1955年）、仁は店に女中奉公に来ていた百合と男女の仲になる。それに気づいたおしんと初子は百合を嫁に迎える気でいたが、仁は店をセルフサービスのスーパーに変えること、さらにスキー場で知り合った名古屋の衣料品会社の娘道子と結婚すると宣言しおしんは激怒する。身を引くしかない百合は絶望して田倉家を出、希望の窯元にやってくる。希望は事情を知り、窯元で働けるよう取り計らう。おしんは、しぶしぶ道子とその父・川部仙造の訪問を受け、挨拶する。おしんは川部の出資で勝手に店の改装計画を決めてしまう仙造に不満を抱く。おしんは意地を張り浩太を保証人として銀行の融資を取り付け、自力でセルフサービスのスーパーを始めようとする。
道子は店の近くに別居するつもりでいたがおしんは道子を呼び出し、商人の嫁が同居しないなら嫁に来なくてよいと言い放つ。仁は道子を諦めると言い出すが、仙造はおしんの言い分に理解を示し同居することになる。12月、名古屋で結婚式を挙げるが、スキーを兼ねた新婚旅行の帰りに二人が道子の実家に寄ったのが、おしんは面白くない。田倉家で同居生活が始まるとおしんは道子に「家事は全てまかせる。店は手伝わなくてよい」と言い渡すが、半日も経たずに道子は実家に逃げ帰る。翌日、名古屋に迎えに行った仁とすれ違いに仙造に連れられ道子が帰ってくる。道子は自分に田倉家の嫁は務まらないと詫びる。おしんは道子がまだ仁が好きだと聞き、今後一切口出ししないと和解。仙造に自分のような嫁の苦労はさせたくないと語る。
昭和31年（1956年）、希望が師匠に認められ、百合と簡素な披露宴を行う。3月、スーパー開店にあたって、仁は少年航空時代の後輩でアメリカでスーパーの店員経験のある崎田辰則を呼び寄せ、禎も名古屋から開店セールの手伝いのために帰省させられる。禎は店を手伝わない道子に不満をぶつけるが、道子はつわりで妊娠が発覚。開店前日、川部家は開店の足手まといになるからと道子を連れ帰る。
翌日の3月15日、田倉商店はセルフサービスのスーパーとして新装開店。三日間の開店安売りサービスを禎も手伝う。利益を顧みない金額設定に商店街の他店の人間から文句が出るがそれがおしんの商売根性に火をつけることとなった。閉店時間を会社帰りの人に合わせ延長し自分たちの作った惣菜を販売することで価格以外に活路を見い出す。商売の利益が自分の学費の1か月分にも満たないことを三日間の手伝いで実感した禎は母おしんの働きをみて涙して名古屋へ帰るのを延長する。商売の面白さを知った禎の働きぶりはおしんと初子を感心させる。辰則と禎の働きを見て、仁は店のために禎と辰則を結婚させようと言い出し、禎に話をもちかける。おしんは仁の横暴さにあきれる。

### 完結編（第262回 - 第297回）
禎は辰則が田倉に必要な人間と認めつつそんな関係にはなりたくないと仁に黙って名古屋に逃げ帰る。薄利多売の店は銀行の融資の返済に手一杯で、おしんは少しでも学費の足しになるようお惣菜の幅を広げようと提案する。以前万引きをした子供の親は子供が泥棒呼ばわりされたと怒鳴り込んでくる。PTAでは田倉商店での不買運動をすると脅す。おしんは黙って頭を下げ、客の需要を考え、店に台所を作って惣菜の種類を増やす。
禎は名古屋で徹という男と交際していた。禎に金をせびり、夜遊びに興じる徹に愛想をつかした禎は徹と別れる。禎は母親の苦労と仕事をする姿を思い出し、大学を中退して田倉に帰ると店の手伝いを始める。おしん達は大学へ戻るよう説得するが、禎は働くのが好きだと言い、辰則と結婚してもいいと言う。翌朝、禎は辰則に逆プロポーズ。辰則は禎の将来を思って断り仕事を辞めると言い出す。禎の気持ちを知ったおしんは、辰則に禎との結婚を考えてほしいと頼む。
3か月ぶりに身重の道子が田倉に戻るがおしんと衝突。道子は再び実家に帰り、昭和31年（1956年）の秋、男の子を出産。おしんは初孫に亡き竜三の「竜」の字を取るよう仁に伝えるが、仙造は剛と命名。怒ったおしんはお七夜を欠席する。道子と剛を連れて戻った仁は、道子は子育てに専念するため家事は初子にまかせると宣言。おしんは家族は思い通りにはならないと諦める。
昭和32年（1957年）2月、禎と辰則が結婚。開店一周年セール。4月、夫・竜三と長男・雄の13回忌法要と川村の法要が営まれる。おしん57歳、日本は長い苦難の時代を乗り越え高度経済成長が始まろうとしていた。
昭和42年（1967年）スーパーたのくらは開店時の借金も完済し、売場面積も開店時の2倍、従業員20人を抱える大店舗になっていた。店に住み込んでいるのはおしんと初子だけで仁夫婦と禎夫婦はそれぞれ自宅を構えていた。ある日、仁夫妻、辰則・禎夫妻と希望がおしんの元に集まる。仁は社長のおしんに反対されてきたチェーン店を出したいと頼む。そこへ希望が展覧会で特選を取ったと知らせが入る。おしんは希望に窯を持たせ独立させることを条件に仁の提案を許可。仁は2号店建設のためにおしんが昔の知り合いに温情で借金の担保に取っている土地と店をおしんに無断で巻き上げトラブルになる。おしんは仁が立ち退かせた家族のために希望独立のために用意しておいた土地を与えてしまい、希望の独立のために浩太を頼る。2号店・3号店の建設と希望の窯と住居の工事が進められる。
希望一家の引っ越しの前夜、百合が交通事故で急死する。おしんは百合の葬儀に出席しようとする仁夫妻に、百合は仁を許してないと怒り、出席を拒否。道子は夫と百合の過去を知り、子どもを連れて実家に帰ってしまう。おしんは川部家へ行き、平身低頭謝り、子供たちのために家に戻ってほしいと頼む。道子は家に戻るが、仁は再び女性問題で道子を悩ませる。おしんは仁は一度痛い目にあわないとわからないのかと歎息する。おしんと初子は、残された圭を預かる。圭は初子にすっかり懐いてしまう。翌年の正月、おしんは、希望に初子との再婚を勧めるが、それは幼いころから姉弟として過ごした希望にも初子にも到底考えられないことだった。そして何にも増して、初子の心には雄が、希望の心には百合が生き続けていたのである。おしんは、自分の思惑が初子を傷つけた結果になったことを反省する。
昭和43年（1968年）、スーパーたのくらが6号店まで店舗を拡大。仁は家庭を顧みず仕事に邁進するが、仁の長男・剛が名古屋の盛り場で補導される事件が起きる。仁夫婦はおしんが必要だと同居を願い出、初子も同居させると言う。おしんは当初拒絶するが、自分亡き後を憂慮し初子を独立、店を持たせようと考え直す。初子は毛糸手芸店を始めることを決めるが、辰則は出店にかかる資金に渋い顔をする。だが仁は初子が戦後身を売って田倉に送金をしていたことにも気づいており、田倉が初子を援助することは当然のことだと宣言。おしんは仁の初子への思いやりに感激する。仁夫婦は新しい家を建て、おしんと同居を始めるが道子はおしんの世話で初子を当てにしていたことで目論見が外れる。
同居を始めて間もなく、兄嫁とらが息子の嫁に追い出されたと、山形からおしんの下へやってくる。とらは嫁との衝突、亡くなったふじとの嫁姑関係での苦悩を吐露。おしんは同じ姑の立場から同情し、自分の部屋に泊めてやる。後日、庄治が迎えに来るが、息子貞吉夫妻は果樹園を抵当に入れ、商売をすると出ていったという。おしんは姑の苦労を嫁にさせてはいけないと諭すが、とらは恨み言を重ねながら庄治と山形に帰っていった。
それから14年の歳月が流れた昭和57年（1982年）、スーパーたのくらは16号店まで店を増やし三重県でも有数の中堅企業になっていた。仁が社長を務め、おしんは副社長に退いていた。おしんの81歳の誕生日の宴で仁は17号店の出店を発表する。しかし出店予定地を見ておしんは愕然とし猛反対する。そこは浩太が身代を築き上げた並木食料品店が影響を受ける場所だった。しかしおしんの反対に仁は聞く耳を持たず出店計画を進めてしまう。おしんは仁に浩太との仲を疑われたくなかったため、それ以上仁に抗うことを諦める。妻を亡くし、独り隠居暮らしをしている浩太をおしんが尋ねて詫びるが、浩太はお互い子どもたちに任せようとおしんを慰める。
昭和58年（1983年）17号店開店の前日、浩太が大事な話があるとおしんを尋ねてくる。浩太の息子・宗男がスーパーたのくら17号店より駅に近く商売に有利な並木所有の土地を田倉とは別の大手スーパーに売るつもりであるという。もし土地が売却されればスーパーたのくらは当然苦境に立たされることになる。だがおしんはスーパーたのくらが倒産しても構わないと達観しており、浩太の気持ちだけ受け取り仁にはそのことを伝えなかった。
17号店開店の日、おしんは出奔する（第1回へ）。山形、東京、佐賀、伊勢と圭と一月ほど周り、旅から戻ってきた。旅に付き合った圭だけがおしんの過去と親族が抱えていた全ての経緯と秘密を知ることになる。
何もかも終わっているだろうとそしらぬ顔で自宅の敷居を跨ぐおしんだったが、未だ並木家は大手スーパーに土地を売却してはいなかった。だがスーパーたのくらの危機の噂が出回り、仁の娘、あかねの縁談が破談になる。スーパーたのくらは苦境に立たされ、仁はおしんに並木に大手スーパーに土地を売却しないように頼んで欲しいと依頼。おしんは浩太の下に向かう。
浩太は大手スーパーの買収する土地の一部分は自分の名義であったため売却を保留していた。浩太は最後にもう一度おしん自身に気持ちを確かめたいと問い質すが、おしんは改めて土地を売却してもよいと回答する。大手スーパーが開店し、スーパーたのくらはたちまち苦境に追い込まれた。道子は離婚を希望し仁は同意していたが、おしんに窘められる。初子と希望が道子の下へやってきて、それぞれの家や店の権利書を差し出し離婚を思いとどまるように懇願する。あかねとみどりは、仁のそばで家計を支えると言い出す。仁は道子ともう一度話し合い、道子も苦境をお互いに乗り越えることを決意する。
仁はいよいよ会社を畳むことを家族に打ち明けるが、道子も子供たちも家を支える覚悟を決めていた。圭は大学卒業後は商人になって加賀屋を再興すると決意し、おしんは感激する。抵当に入っている田倉家の自宅と土地を手離し、一家は借家に引っ越し、おしんは初子の元に預けられることになる。引っ越し当日、初子や禎も集まり、荷物をまとめていると突然浩太がやってくる。浩太は大手スーパーが赤字の17号店を肩代わり（買収）してスーパーたのくらの倒産を回避させるという案を仁に持ち掛ける。大手スーパーの重役の一人はかつて浩太と共に農民解放運動で戦った同志だったのだ。スーパーたのくらは残った16店で再出発することになり、別れの晩餐は一転、祝宴となる。
後日、おしん、仁、初子、禎、希望、圭の6人で墓参りすると浩太がやってくる。おしんと浩太は海岸でお互いの思いを語る。浩太は自分がもしおしんと結婚していたら、と未練ともプロポーズともとれる言葉をかけるが、おしんは「別々に生きて来たからこそ良い友達でいられた。これからも時々は一緒に思い出を暖め合いましょう」と答える。散歩中の女性（奈良岡朋子）が「お幸せそうですね、いつまでもお元気で」と話しかける。おしんは満足げに微笑み、物語は幕を閉じる。

## キャスト

### 登場人物の家系図
|      |      |      |      |      |      |      |      | 八代 くに | 八代 くに | 八代 くに | 八代 くに | 八代 くに | 八代 くに |      |      |      |      |      |      |      |      |  |  |  |  |      |      |      |      |      |      |      |      |      |      |      |      |      |      |  |  |      |      |      |      |      |      |      |      |           |           | 谷村 なか | 谷村 なか | 谷村 なか | 谷村 なか | 谷村 なか | 谷村 なか |      |      |      |      |           |           |           |           |           |           |    |    |        |        |        |        |        |        |      |      |      |      |      |      |      |      |      |      |      |      |      |      |      |      |    |    |      |      |      |      |      |      |  |  |  |  |    |    |        |        |        |        |        |        |             |             |             |             |             |             |        |        |      |      |      |      |      |      |      |      |      |      |        |        |        |        |        |        |      |      |      |      |  |  |        |        |        |        |        |        |
|      |      |      |      |      |      |      |      | 八代 くに | 八代 くに | 八代 くに | 八代 くに | 八代 くに | 八代 くに |      |      |      |      |      |      |      |      |  |  |  |  |      |      |      |      |      |      |      |      |      |      |      |      |      |      |  |  |      |      |      |      |      |      |      |      |           |           | 谷村 なか | 谷村 なか | 谷村 なか | 谷村 なか | 谷村 なか | 谷村 なか |      |      |      |      |           |           |           |           |           |           |    |    |        |        |        |        |        |        |      |      |      |      |      |      |      |      |      |      |      |      |      |      |      |      |    |    |      |      |      |      |      |      |  |  |  |  |    |    |        |        |        |        |        |        |             |             |             |             |             |             |        |        |      |      |      |      |      |      |      |      |      |      |        |        |        |        |        |        |      |      |      |      |  |  |        |        |        |        |        |        |
| みの | みの | みの | みの | みの | みの |      |      | 清太郎    | 清太郎    | 清太郎    | 清太郎    | 清太郎    | 清太郎    |      |      |      |      |      |      |      |      |  |  |  |  |      |      |      |      |      |      |      |      |      |      |      |      |      |      |  |  |      |      | ふじ | ふじ | ふじ | ふじ | ふじ | ふじ |           |           | 作造      | 作造      | 作造      | 作造      | 作造      | 作造      |      |      |      |      |           |           |           |           |           |           |    |    |        |        |        |        |        |        |      |      |      |      |      |      |      |      |      |      |      |      |      |      |      |      |    |    |      |      |      |      |      |      |  |  |  |  | 清 | 清 | 清     | 清     | 清     | 清     |        |        | 田倉 大五郎 | 田倉 大五郎 | 田倉 大五郎 | 田倉 大五郎 | 田倉 大五郎 | 田倉 大五郎 |        |        |      |      |      |      |      |      |      |      |      |      |        |        |        |        |        |        |      |      |      |      |  |  |        |        |        |        |        |        |
| みの | みの | みの | みの | みの | みの |      |      | 清太郎    | 清太郎    | 清太郎    | 清太郎    | 清太郎    | 清太郎    |      |      |      |      |      |      |      |      |  |  |  |  |      |      |      |      |      |      |      |      |      |      |      |      |      |      |  |  |      |      | ふじ | ふじ | ふじ | ふじ | ふじ | ふじ |           |           | 作造      | 作造      | 作造      | 作造      | 作造      | 作造      |      |      |      |      |           |           |           |           |           |           |    |    |        |        |        |        |        |        |      |      |      |      |      |      |      |      |      |      |      |      |      |      |      |      |    |    |      |      |      |      |      |      |  |  |  |  | 清 | 清 | 清     | 清     | 清     | 清     |        |        | 田倉 大五郎 | 田倉 大五郎 | 田倉 大五郎 | 田倉 大五郎 | 田倉 大五郎 | 田倉 大五郎 |        |        |      |      |      |      |      |      |      |      |      |      |        |        |        |        |        |        |      |      |      |      |  |  |        |        |        |        |        |        |
|      |      |      |      |      |      |      |      |           |           |           |           |           |           |      |      |      |      |      |      |      |      |  |  |  |  |      |      |      |      |      |      |      |      |      |      |      |      |      |      |  |  |      |      |      |      |      |      |      |      |           |           |           |           |           |           |           |           |      |      |      |      |           |           |           |           |           |           |    |    |        |        |        |        |        |        |      |      |      |      |      |      |      |      |      |      |      |      |      |      |      |      |    |    |      |      |      |      |      |      |  |  |  |  |    |    |        |        |        |        |        |        |             |             |             |             |             |             |        |        |      |      |      |      |      |      |      |      |      |      |        |        |        |        |        |        |      |      |      |      |  |  |        |        |        |        |        |        |
|      |      |      |      |      |      |      |      |           |           |           |           |           |           |      |      |      |      |      |      |      |      |  |  |  |  |      |      |      |      |      |      |      |      |      |      |      |      |      |      |  |  |      |      |      |      |      |      |      |      |           |           |           |           |           |           |           |           |      |      |      |      |           |           |           |           |           |           |    |    |        |        |        |        |        |        |      |      |      |      |      |      |      |      |      |      |      |      |      |      |      |      |    |    |      |      |      |      |      |      |  |  |  |  |    |    |        |        |        |        |        |        |             |             |             |             |             |             |        |        |      |      |      |      |      |      |      |      |      |      |        |        |        |        |        |        |      |      |      |      |  |  |        |        |        |        |        |        |
| 小夜 | 小夜 | 小夜 | 小夜 | 小夜 | 小夜 |      |      | 加代      | 加代      | 加代      | 加代      | 加代      | 加代      |      |      | 政男 | 政男 | 政男 | 政男 | 政男 | 政男 |  |  |  |  | すみ | すみ | すみ | すみ | すみ | すみ |      |      | こう | こう | こう | こう | こう | こう |  |  | 正助 | 正助 | 正助 | 正助 | 正助 | 正助 |      |      |           |           |           |           | みつ      | みつ      | みつ      | みつ      | みつ | みつ |      |      | はる      | はる      | はる      | はる      | はる      | はる      |    |    | とら   | とら   | とら   | とら   | とら   | とら   |      |      | 庄治 | 庄治 | 庄治 | 庄治 | 庄治 | 庄治 |      |      | 篤子 | 篤子 | 篤子 | 篤子 | 篤子 | 篤子 |    |    | 山根 | 山根 | 山根 | 山根 | 山根 | 山根 |  |  |  |  |    |    | ひろ子 | ひろ子 | ひろ子 | ひろ子 | ひろ子 | ひろ子 |             |             | 亀次郎      | 亀次郎      | 亀次郎      | 亀次郎      | 亀次郎 | 亀次郎 |      |      | 恒子 | 恒子 | 恒子 | 恒子 | 恒子 | 恒子 |      |      | 福太郎 | 福太郎 | 福太郎 | 福太郎 | 福太郎 | 福太郎 |      |      |      |      |  |  |        |        |        |        |        |        |
| 小夜 | 小夜 | 小夜 | 小夜 | 小夜 | 小夜 |      |      | 加代      | 加代      | 加代      | 加代      | 加代      | 加代      |      |      | 政男 | 政男 | 政男 | 政男 | 政男 | 政男 |  |  |  |  | すみ | すみ | すみ | すみ | すみ | すみ |      |      | こう | こう | こう | こう | こう | こう |  |  | 正助 | 正助 | 正助 | 正助 | 正助 | 正助 |      |      |           |           |           |           | みつ      | みつ      | みつ      | みつ      | みつ | みつ |      |      | はる      | はる      | はる      | はる      | はる      | はる      |    |    | とら   | とら   | とら   | とら   | とら   | とら   |      |      | 庄治 | 庄治 | 庄治 | 庄治 | 庄治 | 庄治 |      |      | 篤子 | 篤子 | 篤子 | 篤子 | 篤子 | 篤子 |    |    | 山根 | 山根 | 山根 | 山根 | 山根 | 山根 |  |  |  |  |    |    | ひろ子 | ひろ子 | ひろ子 | ひろ子 | ひろ子 | ひろ子 |             |             | 亀次郎      | 亀次郎      | 亀次郎      | 亀次郎      | 亀次郎 | 亀次郎 |      |      | 恒子 | 恒子 | 恒子 | 恒子 | 恒子 | 恒子 |      |      | 福太郎 | 福太郎 | 福太郎 | 福太郎 | 福太郎 | 福太郎 |      |      |      |      |  |  |        |        |        |        |        |        |
|      |      |      |      |      |      |      |      |           |           |           |           |           |           |      |      |      |      |      |      |      |      |  |  |  |  |      |      |      |      |      |      |      |      |      |      |      |      |      |      |  |  |      |      |      |      |      |      |      |      |           |           |           |           |           |           |           |           |      |      |      |      |           |           |           |           |           |           |    |    |        |        |        |        |        |        |      |      |      |      |      |      |      |      |      |      |      |      |      |      |      |      |    |    |      |      |      |      |      |      |  |  |  |  |    |    |        |        |        |        |        |        |             |             |             |             |             |             |        |        |      |      |      |      |      |      |      |      |      |      |        |        |        |        |        |        |      |      |      |      |  |  |        |        |        |        |        |        |
|      |      |      |      |      |      |      |      |           |           |           |           |           |           |      |      |      |      |      |      |      |      |  |  |  |  |      |      |      |      |      |      |      |      |      |      |      |      |      |      |  |  |      |      |      |      |      |      |      |      |           |           |           |           |           |           |           |           |      |      |      |      |           |           |           |           |           |           |    |    |        |        |        |        |        |        |      |      |      |      |      |      |      |      |      |      |      |      |      |      |      |      |    |    |      |      |      |      |      |      |  |  |  |  |    |    |        |        |        |        |        |        |             |             |             |             |             |             |        |        |      |      |      |      |      |      |      |      |      |      |        |        |        |        |        |        |      |      |      |      |  |  |        |        |        |        |        |        |
|      |      |      |      |      |      |      |      |           |           |           |           |           |           |      |      |      |      |      |      |      |      |  |  |  |  |      |      |      |      |      |      |      |      |      |      |      |      |      |      |  |  |      |      |      |      |      |      |      |      |           |           |           |           |           |           |           |           |      |      |      |      |           |           |           |           |           |           |    |    |        |        |        |        | 貞吉   | 貞吉   | 貞吉 | 貞吉 | 貞吉 | 貞吉 |      |      |      |      |      |      |      |      |      |      | 愛   | 愛   | 愛 | 愛 | 愛   | 愛   |      |      |      |      |  |  |  |  |    |    |        |        |        |        | 子ども | 子ども | 子ども      | 子ども      | 子ども      | 子ども      |             |             | 平吉   | 平吉   | 平吉 | 平吉 | 平吉 | 平吉 |      |      | 千賀 | 千賀 | 千賀 | 千賀 | 千賀   | 千賀   |        |        | 千代   | 千代   | 千代 | 千代 | 千代 | 千代 |  |  | 佐太郎 | 佐太郎 | 佐太郎 | 佐太郎 | 佐太郎 | 佐太郎 |
|      |      |      |      |      |      |      |      |           |           |           |           |           |           |      |      |      |      |      |      |      |      |  |  |  |  |      |      |      |      |      |      |      |      |      |      |      |      |      |      |  |  |      |      |      |      |      |      |      |      |           |           |           |           |           |           |           |           |      |      |      |      |           |           |           |           |           |           |    |    |        |        |        |        | 貞吉   | 貞吉   | 貞吉 | 貞吉 | 貞吉 | 貞吉 |      |      |      |      |      |      |      |      |      |      | 愛   | 愛   | 愛 | 愛 | 愛   | 愛   |      |      |      |      |  |  |  |  |    |    |        |        |        |        | 子ども | 子ども | 子ども      | 子ども      | 子ども      | 子ども      |             |             | 平吉   | 平吉   | 平吉 | 平吉 | 平吉 | 平吉 |      |      | 千賀 | 千賀 | 千賀 | 千賀 | 千賀   | 千賀   |        |        | 千代   | 千代   | 千代 | 千代 | 千代 | 千代 |  |  | 佐太郎 | 佐太郎 | 佐太郎 | 佐太郎 | 佐太郎 | 佐太郎 |
|      |      |      |      |      |      |      |      |           |           |           |           |           |           |      |      |      |      |      |      |      |      |  |  |  |  |      |      |      |      |      |      |      |      |      |      |      |      |      |      |  |  |      |      |      |      |      |      |      |      |           |           |           |           |           |           |           |           |      |      |      |      |           |           |           |           |           |           |    |    |        |        |        |        |        |        |      |      |      |      |      |      |      |      |      |      |      |      |      |      |      |      |    |    |      |      |      |      |      |      |  |  |  |  |    |    |        |        |        |        |        |        |             |             |             |             |             |             |        |        |      |      |      |      |      |      |      |      |      |      |        |        |        |        |        |        |      |      |      |      |  |  |        |        |        |        |        |        |
|      |      |      |      |      |      |      |      |           |           |           |           |           |           |      |      |      |      |      |      |      |      |  |  |  |  |      |      |      |      |      |      |      |      |      |      |      |      |      |      |  |  |      |      |      |      |      |      |      |      |           |           |           |           |           |           |           |           |      |      |      |      |           |           |           |           |           |           |    |    |        |        | しん   | しん   | しん   | しん   | しん | しん |      |      | 竜三 | 竜三 | 竜三 | 竜三 | 竜三 | 竜三 |      |      |      |      |      |      |    |    |      |      |      |      |      |      |  |  |  |  |    |    |        |        |        |        |        |        |             |             |             |             |             |             |        |        |      |      |      |      |      |      |      |      |      |      |        |        |        |        |        |        |      |      |      |      |  |  |        |        |        |        |        |        |
|      |      |      |      |      |      |      |      |           |           |           |           |           |           |      |      |      |      |      |      |      |      |  |  |  |  |      |      |      |      |      |      |      |      |      |      |      |      |      |      |  |  |      |      |      |      |      |      |      |      |           |           |           |           |           |           |           |           |      |      |      |      |           |           |           |           |           |           |    |    |        |        | しん   | しん   | しん   | しん   | しん | しん |      |      | 竜三 | 竜三 | 竜三 | 竜三 | 竜三 | 竜三 |      |      |      |      |      |      |    |    |      |      |      |      |      |      |  |  |  |  |    |    |        |        |        |        |        |        |             |             |             |             |             |             |        |        |      |      |      |      |      |      |      |      |      |      |        |        |        |        |        |        |      |      |      |      |  |  |        |        |        |        |        |        |
|      |      |      |      |      |      |      |      |           |           |           |           |           |           |      |      |      |      |      |      |      |      |  |  |  |  |      |      |      |      |      |      |      |      |      |      |      |      |      |      |  |  |      |      |      |      |      |      |      |      |           |           |           |           |           |           |           |           |      |      |      |      |           |           |           |           |           |           |    |    |        |        |        |        |        |        |      |      |      |      |      |      |      |      |      |      |      |      |      |      |      |      |    |    |      |      |      |      |      |      |  |  |  |  |    |    |        |        |        |        |        |        |             |             |             |             |             |             |        |        |      |      |      |      |      |      |      |      |      |      |        |        |        |        |        |        |      |      |      |      |  |  |        |        |        |        |        |        |
|      |      |      |      |      |      |      |      |           |           |           |           |           |           |      |      |      |      |      |      |      |      |  |  |  |  |      |      |      |      |      |      |      |      |      |      |      |      |      |      |  |  |      |      |      |      |      |      |      |      |           |           |           |           |           |           |           |           |      |      |      |      |           |           |           |           |           |           |    |    |        |        |        |        |        |        |      |      |      |      |      |      |      |      |      |      |      |      |      |      |      |      |    |    |      |      |      |      |      |      |  |  |  |  |    |    |        |        |        |        |        |        |             |             |             |             |             |             |        |        |      |      |      |      |      |      |      |      |      |      |        |        |        |        |        |        |      |      |      |      |  |  |        |        |        |        |        |        |
|      |      |      |      |      |      |      |      |           |           |           |           |           |           |      |      |      |      |      |      |      |      |  |  |  |  |      |      |      |      |      |      |      |      |      |      |      |      |      |      |  |  |      |      |      |      |      |      |      |      |           |           |           |           |           |           |           |           |      |      |      |      |           |           |           |           |           |           |    |    |        |        |        |        |        |        |      |      |      |      |      |      |      |      |      |      |      |      |      |      |      |      |    |    |      |      |      |      |      |      |  |  |  |  |    |    |        |        |        |        |        |        |             |             |             |             |             |             |        |        |      |      |      |      |      |      |      |      |      |      |        |        |        |        |        |        |      |      |      |      |  |  |        |        |        |        |        |        |
|      |      |      |      |      |      |      |      |           |           |           |           |           |           |      |      |      |      |      |      |      |      |  |  |  |  |      |      |      |      |      |      |      |      |      |      |      |      |      |      |  |  |      |      |      |      |      |      |      |      |           |           |           |           |           |           |           |           |      |      |      |      |           |           |           |           |           |           |    |    |        |        |        |        |        |        |      |      |      |      |      |      |      |      |      |      |      |      |      |      |      |      |    |    |      |      |      |      |      |      |  |  |  |  |    |    |        |        |        |        |        |        |             |             |             |             |             |             |        |        |      |      |      |      |      |      |      |      |      |      |        |        |        |        |        |        |      |      |      |      |  |  |        |        |        |        |        |        |
|      |      |      |      |      |      |      |      |           |           |           |           |           |           |      |      |      |      |      |      |      |      |  |  |  |  |      |      |      |      |      |      |      |      |      |      |      |      |      |      |  |  |      |      |      |      |      |      |      |      |           |           |           |           |           |           |           |           |      |      |      |      |           |           |           |           |           |           |    |    |        |        |        |        |        |        |      |      |      |      |      |      |      |      |      |      |      |      |      |      |      |      |    |    |      |      |      |      |      |      |  |  |  |  |    |    |        |        |        |        |        |        |             |             |             |             |             |             |        |        |      |      |      |      |      |      |      |      |      |      |        |        |        |        |        |        |      |      |      |      |  |  |        |        |        |        |        |        |
|      |      |      |      |      |      |      |      |           |           |           |           |           |           |      |      |      |      |      |      |      |      |  |  |  |  |      |      |      |      |      |      |      |      |      |      |      |      |      |      |  |  |      |      |      |      |      |      |      |      |           |           |           |           |           |           |           |           |      |      |      |      |           |           |           |           |           |           |    |    |        |        |        |        |        |        |      |      |      |      |      |      |      |      |      |      |      |      |      |      |      |      |    |    |      |      |      |      |      |      |  |  |  |  |    |    |        |        |        |        |        |        |             |             |             |             |             |             |        |        |      |      |      |      |      |      |      |      |      |      |        |        |        |        |        |        |      |      |      |      |  |  |        |        |        |        |        |        |
|      |      |      |      |      |      |      |      |           |           |           |           |           |           |      |      |      |      |      |      |      |      |  |  |  |  |      |      |      |      |      |      |      |      |      |      |      |      |      |      |  |  |      |      |      |      |      |      |      |      |           |           |           |           | 波江      | 波江      | 波江      | 波江      | 波江 | 波江 |      |      | 川部 仙造 | 川部 仙造 | 川部 仙造 | 川部 仙造 | 川部 仙造 | 川部 仙造 |    |    |        |        |        |        |        |        |      |      |      |      |      |      |      |      |      |      |      |      |      |      |      |      |    |    |      |      |      |      |      |      |  |  |  |  |    |    |        |        |        |        |        |        |             |             |             |             |             |             |        |        |      |      |      |      |      |      |      |      |      |      |        |        |        |        |        |        |      |      |      |      |  |  |        |        |        |        |        |        |
|      |      |      |      |      |      |      |      |           |           |           |           |           |           |      |      |      |      |      |      |      |      |  |  |  |  |      |      |      |      |      |      |      |      |      |      |      |      |      |      |  |  |      |      |      |      |      |      |      |      |           |           |           |           | 波江      | 波江      | 波江      | 波江      | 波江 | 波江 |      |      | 川部 仙造 | 川部 仙造 | 川部 仙造 | 川部 仙造 | 川部 仙造 | 川部 仙造 |    |    |        |        |        |        |        |        |      |      |      |      |      |      |      |      |      |      |      |      |      |      |      |      |    |    |      |      |      |      |      |      |  |  |  |  |    |    |        |        |        |        |        |        |             |             |             |             |             |             |        |        |      |      |      |      |      |      |      |      |      |      |        |        |        |        |        |        |      |      |      |      |  |  |        |        |        |        |        |        |
|      |      |      |      |      |      |      |      |           |           |           |           |           |           |      |      |      |      |      |      |      |      |  |  |  |  |      |      |      |      |      |      |      |      |      |      |      |      |      |      |  |  |      |      |      |      |      |      |      |      |           |           |           |           |           |           |           |           |      |      |      |      |           |           |           |           |           |           |    |    |        |        |        |        |        |        |      |      |      |      |      |      |      |      |      |      |      |      |      |      |      |      |    |    |      |      |      |      |      |      |  |  |  |  |    |    |        |        |        |        |        |        |             |             |             |             |             |             |        |        |      |      |      |      |      |      |      |      |      |      |        |        |        |        |        |        |      |      |      |      |  |  |        |        |        |        |        |        |
|      |      |      |      | 百合 | 百合 | 百合 | 百合 | 百合      | 百合      |           |           | 希望      | 希望      | 希望 | 希望 | 希望 | 希望 |      |      |      |      |  |  |  |  |      |      |      |      |      |      | 初子 | 初子 | 初子 | 初子 | 初子 | 初子 |      |      |  |  | 禎   | 禎   | 禎   | 禎   | 禎   | 禎   |      |      | 崎田 辰則 | 崎田 辰則 | 崎田 辰則 | 崎田 辰則 | 崎田 辰則 | 崎田 辰則 |           |           | 道子 | 道子 | 道子 | 道子 | 道子      | 道子      |           |           | 仁        | 仁        | 仁 | 仁 | 仁     | 仁     |        |        |        |        | 愛   | 愛   | 愛   | 愛   | 愛   | 愛   |      |      |      |      | 雄   | 雄   | 雄   | 雄   | 雄   | 雄   |    |    |      |      |      |      |      |      |  |  |  |  |    |    |        |        |        |        |        |        |             |             |             |             |             |             |        |        |      |      |      |      |      |      |      |      |      |      |        |        |        |        |        |        |      |      |      |      |  |  |        |        |        |        |        |        |
|      |      |      |      | 百合 | 百合 | 百合 | 百合 | 百合      | 百合      |           |           | 希望      | 希望      | 希望 | 希望 | 希望 | 希望 |      |      |      |      |  |  |  |  |      |      |      |      |      |      | 初子 | 初子 | 初子 | 初子 | 初子 | 初子 |      |      |  |  | 禎   | 禎   | 禎   | 禎   | 禎   | 禎   |      |      | 崎田 辰則 | 崎田 辰則 | 崎田 辰則 | 崎田 辰則 | 崎田 辰則 | 崎田 辰則 |           |           | 道子 | 道子 | 道子 | 道子 | 道子      | 道子      |           |           | 仁        | 仁        | 仁 | 仁 | 仁     | 仁     |        |        |        |        | 愛   | 愛   | 愛   | 愛   | 愛   | 愛   |      |      |      |      | 雄   | 雄   | 雄   | 雄   | 雄   | 雄   |    |    |      |      |      |      |      |      |  |  |  |  |    |    |        |        |        |        |        |        |             |             |             |             |             |             |        |        |      |      |      |      |      |      |      |      |      |      |        |        |        |        |        |        |      |      |      |      |  |  |        |        |        |        |        |        |
|      |      |      |      |      |      |      |      |           |           |           |           |           |           |      |      |      |      |      |      |      |      |  |  |  |  |      |      |      |      |      |      |      |      |      |      |      |      |      |      |  |  |      |      |      |      |      |      |      |      |           |           |           |           |           |           |           |           |      |      |      |      |           |           |           |           |           |           |    |    |        |        |        |        |        |        |      |      |      |      |      |      |      |      |      |      |      |      |      |      |      |      |    |    |      |      |      |      |      |      |  |  |  |  |    |    |        |        |        |        |        |        |             |             |             |             |             |             |        |        |      |      |      |      |      |      |      |      |      |      |        |        |        |        |        |        |      |      |      |      |  |  |        |        |        |        |        |        |
|      |      |      |      |      |      |      |      |           |           |           |           |           |           |      |      |      |      |      |      |      |      |  |  |  |  |      |      |      |      |      |      |      |      |      |      |      |      |      |      |  |  |      |      |      |      |      |      |      |      |           |           |           |           |           |           |           |           |      |      |      |      |           |           |           |           |           |           |    |    |        |        |        |        |        |        |      |      |      |      |      |      |      |      |      |      |      |      |      |      |      |      |    |    |      |      |      |      |      |      |  |  |  |  |    |    |        |        |        |        |        |        |             |             |             |             |             |             |        |        |      |      |      |      |      |      |      |      |      |      |        |        |        |        |        |        |      |      |      |      |  |  |        |        |        |        |        |        |
|      |      |      |      |      |      |      |      | 圭        | 圭        | 圭        | 圭        | 圭        | 圭        |      |      |      |      |      |      |      |      |  |  |  |  |      |      |      |      |      |      |      |      |      |      |      |      |      |      |  |  | 始   | 始   | 始   | 始   | 始   | 始   |      |      | 弘        | 弘        | 弘        | 弘        | 弘        | 弘        |           |           |      |      |      |      | みどり    | みどり    | みどり    | みどり    | みどり    | みどり    |    |    | あかね | あかね | あかね | あかね | あかね | あかね |      |      | 幸子 | 幸子 | 幸子 | 幸子 | 幸子 | 幸子 |      |      | 剛   | 剛   | 剛   | 剛   | 剛   | 剛   |    |    |      |      |      |      |      |      |  |  |  |  |    |    |        |        |        |        |        |        |             |             |             |             |             |             |        |        |      |      |      |      |      |      |      |      |      |      |        |        |        |        |        |        |      |      |      |      |  |  |        |        |        |        |        |        |
|      |      |      |      |      |      |      |      | 圭        | 圭        | 圭        | 圭        | 圭        | 圭        |      |      |      |      |      |      |      |      |  |  |  |  |      |      |      |      |      |      |      |      |      |      |      |      |      |      |  |  | 始   | 始   | 始   | 始   | 始   | 始   |      |      | 弘        | 弘        | 弘        | 弘        | 弘        | 弘        |           |           |      |      |      |      | みどり    | みどり    | みどり    | みどり    | みどり    | みどり    |    |    | あかね | あかね | あかね | あかね | あかね | あかね |      |      | 幸子 | 幸子 | 幸子 | 幸子 | 幸子 | 幸子 |      |      | 剛   | 剛   | 剛   | 剛   | 剛   | 剛   |    |    |      |      |      |      |      |      |  |  |  |  |    |    |        |        |        |        |        |        |             |             |             |             |             |             |        |        |      |      |      |      |      |      |      |      |      |      |        |        |        |        |        |        |      |      |      |      |  |  |        |        |        |        |        |        |
|      |      |      |      |      |      |      |      |           |           |           |           |           |           |      |      |      |      |      |      |      |      |  |  |  |  |      |      |      |      |      |      |      |      |      |      |      |      |      |      |  |  |      |      |      |      |      |      |      |      |           |           |           |           |           |           |           |           |      |      |      |      |           |           |           |           |           |           |    |    |        |        |        |        |        |        |      |      |      |      |      |      |      |      |      |      |      |      |      |      |      |      |    |    |      |      |      |      |      |      |  |  |  |  |    |    |        |        |        |        |        |        |             |             |             |             |             |             |        |        |      |      |      |      |      |      |      |      |      |      |        |        |        |        |        |        |      |      |      |      |  |  |        |        |        |        |        |        |
|      |      |      |      |      |      |      |      |           |           |           |           |           |           |      |      |      |      |      |      |      |      |  |  |  |  |      |      |      |      |      |      |      |      |      |      |      |      |      |      |  |  |      |      |      |      |      |      |      |      |           |           |           |           |           |           |           |           |      |      |      |      |           |           |           |           |           |           |    |    |        |        |        |        |        |        |      |      |      |      |      |      | 進   |      |      |      |      |      |      |      |      |      |    |    |      |      |      |      |      |      |  |  |  |  |    |    |        |        |        |        |        |        |             |             |             |             |             |             |        |        |      |      |      |      |      |      |      |      |      |      |        |        |        |        |        |        |      |      |      |      |  |  |        |        |        |        |        |        |

### 主人公
オープニングの登場者名としては名字はなく全放送を通して、そのまま、「おしん」と画面に表示される。小林・田中と乙羽が同一回に出演するときも、（幼少期）などの注釈はつけられない。
谷村しん（たにむら しん）（少女期）
演 - 小林綾子
第1部（初回 - 36回）主人公。
1901年（明治34年）生とされている。利発で心の優しい少女。家の貧しさと口減らしのため7歳で奉公に出される。
しかし奉公先の厳しさに耐えかね、抜け出し遭難しかけた所を脱走兵・俊作に助けてもらい様々なことを教わる。
その後、酒田の米問屋「加賀屋」に奉公に出ることになり、当家の跡取り娘・八代加代のかけがえの無い友情と、大奥様・くにの教えを一身に受け、立派に成長していく。
谷村しん → 田倉しん（たにむら しん → たのくら しん）（青春 - 成年期）
演 - 田中裕子
第2部（37回 - 225回）主人公。
初登場時は16歳。くにの薦めで見合い結婚することになったが、農民運動を指導する浩太と出会い、淡い恋心を抱く。縁談は泥酔した見合い相手をうっかり突き飛ばしたのが原因で破談。加賀屋を出ることになってしまう。
家に戻ったおしんは、死んだ姉・はるの夢であった髪結いの見習いとなるため上京し「長谷川」の女主人・たかの下で、洋髪を主とした天才的な髪結いとして活躍することとなる。
仕事を通じて羅紗問屋「田倉商店」の主人・田倉竜三と出会い、親の反対を押し切って結婚。商売にも類稀な才能を発揮し、子供服の製造業で工場を構えるまでになったが、関東大震災で全てを失う。
後に竜三の故郷佐賀に移るが、姑の清の辛い仕打ちを受け、遂には死産を経験してしまう。心身ともに疲れ、耐えかねたおしんは佐賀を出る決心をし、雄を連れながらも持ち前の度胸と順応の速さにより新しく仕事を覚えては、その土地ごとで生活するようになる。
東京で露店商、酒田では食堂兼飲み屋、そして浩太の紹介で三重で魚の行商をはじめることになる。
田倉しん（たのくら しん）（中年 - 老年期）
演 - 乙羽信子
第3部（226回 - 最終回）主人公。
戦争で夫・竜三と長男・雄やすべての財産を失うが、魚の行商で一からやり直す。
次男の仁ら残された家族の支えもあり再び自分の店を構えるまでに立ち直るが、商売のことや子供たちの結婚など苦労が絶えない。成人した子供たちを諭そうとしても思い通りにならず、「もう時代が変わったのだ」とあきらめることが増える。
息子の仁が店をスーパーに転換し大成功するが、商売に対する姿勢は変わらず、店を改装するまで総菜売り場を担当した。商売と仁夫婦の危機に家族の団結を訴え、田倉家をまとめあげた。
第1部・第2部は、老境に差し掛かったおしんがそれまでの半生を振り返り、義理の孫となる圭とともに思い出の土地を巡る旅をしつつ、圭に当時の出来事を語り次ぐという形式で描かれており、ストーリー全体の狂言回しの役割も果たしている。

### おしんの故郷の村

#### 谷村家
谷村ふじ（たにむら ふじ）
演 - 泉ピン子
おしんの母。貧しい小作農家に17歳で嫁いできた働き者。普段から家の炊事洗濯から朝から夕方まで田畑を耕す小作人の仕事をしていた。家族想いな性格で、何かとおしんを気にかける。
おしんに代わって銀山温泉に出稼ぎに行き、酌婦として働いたこともあった。この姿でおしんに再会したときは「（家族に）顔向けできないようなことはしていない」と言い聞かせた。
白血病になり、昭和4年の暮れに山形の実家で亡くなる。
現代のパートにおいておしんの部屋に置かれている古いこけしは、おしんが酒田の加賀屋に奉公する前に銀山の宿で働くふじを訪ねて去る際に、母からもらった大事な物である。
谷村作造（たにむら さくぞう）
演 - 伊東四朗
おしんの父。貧しい小作農家で働き者。厳しい性格だが、貧しい大家族を養うために辛い気持ちを人前では見せない。
しかし、7歳のおしんを奉公に出す際は川岸でおしんが乗る船を心配のあまり追いかけていく優しい父。が、その後も、表向きは常におしんに対しては冷たい批判的な態度をとり続け、おしんが最初の奉公先から逃げ出した際も心配することも無く、母親のふじが探しに行こうとすると叱責して阻む。また、おしんが無事に帰って来た時は、平手打ちをして叱責するが、小屋のわらの中で眠っているおしんをなでたりもする。しかし、俊作と一緒にいたことを「国賊の脱走兵と一緒にいた」として、激高しおしんを殴りつけ、出血して倒れ気絶させた。小作農に疲弊しており、おしんが帰ってきて間もなくブラジルへの一家そろっての移民を考えるが、なかが体の自由がきかないことを理由に、おしんやふじ達に反対され断念する。大正10年、おしんの結婚祝いの杯を交わしたその夜、肝硬変で死去。
谷村なか（たにむら なか）
演 - 大路三千緒
おしんの祖母。働き者で、布を織ってわずかな現金収入を得ていたが、おしんが物心つくころにはリウマチで手足が不自由になっており、かろうじて子守りやご飯の支度ができる程度の体になっていた。
初めての奉公へと旅立つおしんに50銭銀貨を与えるなど、孫のことをいつも気遣っていた、心優しい老女。
故におしんも家を思うたびに祖母のことを気遣っていたが、ふじが出稼ぎから帰ってきたあと危篤に陥り、急遽帰郷できたおしんと再会し、おしんが作ったおかゆを食べてこの世を去った。
貧しさの中で家族のためにだけ働いて死んでいった祖母の辛い生き様はその後のおしんの人生感に影響を与える。
谷村庄治（たにむら しょうじ）
演 - 吉岡祐一（12歳期：佐野大輔）
おしんの兄。成人してからは小作の長男として生まれてきたことを憾んで酒におぼれたこともあった。とらと結婚してからは、両親を古い家に住まわせて、おしんの仕送りで建てた新居で別居する。
おしんが圭と一緒に実家の墓参りをする時の会話から、現在は亡くなっていることがわかる。
谷村とら（たにむら とら）
演 - 渡辺えり子
庄治の妻。長男の嫁だが庄治と子供たちの生活を第一に考えており、姑のふじや時折実家に帰ってくるおしんのことは、口やかましく図々しいと冷たい態度を取る。
昭和43年、突如として伊勢のおしんの元に家出して来る。理由は嫁と息子から邪険にされたことであった。しばらく滞在した後、迎えに来た庄治とともに帰って行った。
子供たち
演 - 劇団いろは
庄治ととらの子供たち。昭和43年時点では、庄治ととらを実家に残して東京でバラバラに生活している。
谷村はる（たにむら はる）
演 - 千野弘美（10歳期：仙道敦子）
おしんの長姉。貧しい家計を支えるため奉公に出ている。年季が明けて帰宅したとき、脱走事件をおこしたおしんが読み書きできるのに感心し、奉公先から餞別にもらった銭を石盤と石筆を買う代金として与える。その後製糸工場で働くが、過酷な労働環境により肺結核で死亡。髪結になる夢をおしんに託す。享年19。
谷村みつ（たにむら みつ）
演 - 古坂るみ子（8歳期：長谷川真由美）
おしんの次姉。奉公に出ている。
大正10年、23歳になった時点でも奉公人として生活しており、独身である。作造が危篤の時は、正助・コウと実家に戻り、おしんと一緒に父親を看取った。昭和4年時点では、工場の従業員と結婚しており、子供が3人いる。
谷村正助（たにむら しょうすけ）
演 - 小林徹也（4歳 - 5歳期：住吉真沙樹）
おしんの弟。作造が危篤の時は、みつ・コウと実家に戻り、おしんと一緒に父親を看取った。昭和4年時点では、農家の作男をしている。
谷村コウ（たにむら こう）
演 - 鍵本景子（2歳 - 3歳期：片桐尚美）
おしんの長妹。作造が危篤の時は、みつ・正助と実家に戻り、おしんと一緒に父親を看取った。昭和4年時点では、奉公人として働いている。
谷村スミ（たにむら すみ）
演 - 柳美帆
おしんの次妹で谷村家の末娘。おしんが奉公に出る切っ掛けとなった。その後貧しさのため母ふじが銀山温泉へ働きに出ることになり、養育出来なくなり乳飲み子のうちに他家へ貰われていった。

#### 中川材木店
中川軍次（なかがわ ぐんじ）
演 - 平泉征
おしんの最初の奉公先である中川材木店の主人。幼少のおしんのことを気にかけ、松田先生からの申し出を受け入れておしんを尋常小学校に通わせるなど理解はある。しかし、つねの高圧的態度の前には何の役にも立ってはいなかった。
後年、老年期のおしんが訪れた時は中川材木店はなくなっており、土地の人の記憶にもなかった。
中川きん（なかがわ きん）
演 - 今出川西紀
中川軍治の妻。おしんのことを気にかけていたが、やはりつねに言いくるめられることが多かった。
つね
演 - 丸山裕子
中川材木店の奉公人。家事を20年以上取り仕切って来た女中で、奉公にきたおしんの躾け係となる。仕事熱心だが、頑固で気が強く、口調もきつい。幼いおしんにも容赦なく厳しく接する。おしんが小学校に通いはじめると「奉公人の分際で」と反対して昼飯を与えず、軍次・きん夫妻からもなだめられたが、学校をやめると「やっとわかったか」と喜んだ。自分の財布から50銭銀貨がなくなったのをおしんが盗んだと決めつけ、おしんの銀貨を取り上げる。おしんの失踪後、軍次がつねの財布から無断で銀貨を借りてそのことを言い忘れていただけと判明するが、反省するどころか、奉公の代償の米を取り返すことを口入屋に指示して一層おしんを苦しめる。
しかし、この時の厳しいしつけにより、おしんは家事と辛抱強く働くことを身につけた。
中川武（なかがわ たけし）
演 - 高階則明
中川材木店の赤子。
定次（さだじ）
演 - 光石研
中川材木店の奉公人。12才から奉公している。奉公に出るおしんを迎えに来た人物。以来、おしんを気にかけて声をかけたり、つねから庇ったりしていた。
おしんが書いた手紙を仕事のついでにふじの元に届けたり、その手紙を代読したりもしていた。
若い衆
演 - 奥山明夫、椎名茂、木村正一、谷津勲
中川材木店で働く男たち。

#### 左澤尋常小学校
松田信男（まつだ のぶお）
演 - 三上寛
最初の奉公先近辺にある左澤尋常小学校の教師。
授業を窓から一心にに覗き込んでいたおしんを見つけ、自身も乳児を背負って就学していた経験があったために、中川家を説得して小学校に通わせた。
金太（きんた）
演 - 長谷川幹樹
左澤尋常小学校の児童。ガキ大将。武を連れて学校に来たおしんをからかう。放課後歩いていたおしんにに武を連れて学校に来ないようにと言い、拒否しようとした彼女に木の枝で暴力をふるった。松田に告げ口したら武を殺すと言って脅し、最終的におしんが学校に通えなくなるまで追い詰めた。
川上（かわかみ） / 村山（むらやま）
演 - 渡辺憲人 / 片桐伸二郎
左澤尋常小学校の児童。
女生徒
演 - 高梨安代、満仲志保
左澤尋常小学校の児童。金太や他の男生徒と共におしんのもとに集まり、集団で彼女を苛めた。

#### 村人
源助（げんすけ）
演 - 小倉馨
口入れ屋。おしんの最初の奉公先の中川材木店を世話した。中川材木店には9歳のおぼこだと言っていたが、7歳のおしんをつれていく。おしんが逃げ出した後、おしんの前払いの米一俵を無理矢理回収する。
男の子
演 - 萩生田善道、片桐尚三郎、堀越太郎
村の子供たち。明治40年、おしんが釣った魚を「竿を貸してあげたのは自分だから」という理由で奪い取り、抵抗したおしんを川に突き落とす。
行方不明だったおしんが俊作の掘っ立て小屋から帰ってきた時には、おしんが脱走兵である俊作と一緒に暮らしていたことを非難して「死にぞこない」と罵り、なかに追い払われる。
村人
演 - 藤原良司、諸石茂
明治40年、川で堕胎しようとしていたふじを目撃したおしんに呼ばれ、止めに入った。
行方不明だったおしんが俊作の掘っ立て小屋から帰ってきた時には、おしんは既に死んだと考えられていたため驚愕する。
おばさん
演 - 森康子
駄菓子屋の店主。中川材木店で食事を与えてもらえなくなり、祖母・なかからもらった50銭銀貨でお菓子を買うべきかしぶっていたおしんに、買い物をしないのかと尋ねた。
遠山俊作（とおやま しゅんさく）
演 - 中村雅俊
中川材木店から逃げ出したおしんを雪の山中で助けた猟師の青年。標準語を話す。山から下りず、鉄砲で撃った動物の毛皮を、松造に里で売ってもらっている。日露戦争の203高地で受けた銃弾が体に残っており、時折高熱を出す。
おしんが家に帰らず山小屋にとどまるのを渋っていたが、高熱で倒れたところを看病してもらったあとは、おしんに読み書きや算数、与謝野晶子の『君死にたまふことなかれ』を教え、戦争の愚かさや命の尊さを説く。
春になり、おしんの里帰りに同行したが憲兵に見つかり、逃亡しようとしたところ射殺されてしまう。
実は脱走兵で追手から逃れるため山に潜んでいた。東京出身であり、一家は父親も兄弟も職業軍人である名門。俊作も日露戦争に出征したが、203高地の凄まじい戦いで考えが変わり、戦地から逃走。山形の山中で行き倒れていたところを松造に救われたという過去があった。
彼が大事に持っていた「君死にたまふことなかれ」の掲載された雑誌『明星』とハーモニカは里帰りの際におしんに手渡され、直後に形見となってしまったが、何時までも大切に取っておいた。この俊作と松造との生活によって、おしんは「人は物よりも心が豊かであれば幸せになれる」ことを知る。さらに、「人を恨んだり憎んだり傷つけたりせず、相手の気持ちになり憐れみを持って許し接することにより、心豊かな人間になれる。」と、人の生きるべき道の教えを受け、おしんの人生観に大きな影響を与える。
松造（まつぞう）
演 - 大久保正信
俊作と共に暮らす炭焼き職人。山を転々としながら暮らしている。息子二人を203高地で亡くしており、同じくそこで傷を負った俊作を匿っている。
当初は俊作と同じく自分たちの存在を知ったおしんを煙たがっていたが、次第に孫娘のようにかわいがる。俊作の死後、おしんが憲兵の取り調べで口を割らなかったため、罪に問われなかった。
おしんが吹いていたハーモニカの音に気付いて訪ねてきて、俊作の過去をおしんにうち明け、どこかへ去っていった。
女
演 - 阿部光子
なかを探して走っていたおしんに、彼女が川の方へ行ったことを教える。
りき
演 - 渡辺富美子
谷村家の近所に住む村人。口入れをすることもある。当時の村人としては珍しく文章の読み書きが出来たため、おしんが子供のころに奉公先の口利きをしてくれたり、字が読めないふじたちの代わりに手紙を読んで聞かせるなどおしんたちを何かと助ける。
男
演 - 小寺大介
村の裏山に杉の苗を植える作業を手伝っていたおしんを労る。
男
演 - 竹内靖
行商人。ふじと会うために銀山温泉へ向かっていたおしんに道を教える。一人で行くのか、という問いには答えずに行ってしまったおしんを唖然と見送る。
女
演 - 中村由起子
銀山温泉へ向かっていたおしんを家に泊めてあげる。

#### その他の村の人々
憲兵
演 - 荒瀬寛樹、小田島隆
明治40年、脱走兵を探し回っていた憲兵。中川材木店を訪れ、挙動不審の者を見かけたら通報するよう言う。
憲兵 / 兵隊
演 - 草薙良一 / 麿のぼる、加世幸一、村上寿
明治41年、谷村家に向かっていたおしんと俊作と遭遇して2人を連行しようとし、逃走しようとした俊作を射殺する。
医者
演 - 宮沢元
大正5年、肺結核にかかったはるの往診に谷村家を訪れる。
大正10年には、肝硬変にかかった作造の往診に来る。
勝次（かつじ）
演 - 江幡高志
作造が連れてきた口入れ屋。おしんが加賀屋を辞めた後の次の奉公先を斡旋したが、女衒であった。
郵便配達員
演 - 布施木昌之
おしんからの郵便為替を山形の村の谷村家へ届ける。
大工
演 - 溝呂木但
山形の村の谷村家で、納屋があったところを更地にし、庄治のための新しい家を建てるために作業する。

### 酒田

#### 加賀屋（八代家）
八代加代（やしろ かよ）
演 - 東てる美（8歳期：志喜屋文）
おしんの二度目の奉公先である酒田の米問屋・加賀屋の長女。おしんとは同い年で、わがままで気が強く両親など周辺から甘やかされていた大店のお嬢様であり、奉公入り当初はおしんのことを気に入らずに嫌っていたが、ふとした喧嘩や命を助けてもらったことで改心してからは、実の姉妹のように仲良くなった。
青春期は画家になることに憧れて加賀屋を継ぐことを拒否。大正デモクラシーの風潮の中、『青鞜』を読み、社会主義に理想を抱き、偶然出会った農民運動家の高倉浩太に恋し、浩太を追うように加賀屋から出奔。東京でしばらく浩太と同棲していたが、浩太はすぐに加代の元を離れていった。
再会したおしんから妹の小夜の死を知り、酒田に帰郷する。あくまでも一時的な帰郷のつもりで、その後も浩太を思って家出しようとしたが、くにが倒れた事態と浩太から連絡がなかった（偶然、おしんは浩太と再会できたが、彼から口止めされていた）ために断念する。
帝大卒の政男と結婚してからは彼のやり方に不満を抱き、女一人で加賀屋を引っ張っていく。おしんが佐賀から家出してきて、くにの臨終を看取った後、事情を知った上で、酒田で加賀屋が保有していた空家をおしんに譲って、食堂兼飲み屋を開店させる。加代は夫も加賀屋もそっちのけで手伝ったため、結局おしんが店を閉める一因となる。
だが、おしんが伊勢に移った後に、政男が手を出していた商品相場で多額の借金を抱えて自殺。加賀屋は破産、家族で東京に夜逃げするが、両親も相次いで死去。息子の希望を抱え娼妓に身を落としてしまう。
浩太や健の協力で上京したおしんと再会するが、娼館への借金の利子が増えて1000円にもなっており、仕事をやめられない状態だった。おしんと再会した夜、飲酒から成る胃病のため喀血し、血がのどに詰まり、昭和6年（1931年）窒息死。一人息子の希望はおしんが引き取り、遺骨はおしんが伊勢に建てた墓に両親とともに納められた。
加代と浩太の関係を巡っておしんが結果的に二人の仲を裂いたことは、おしんの一生の後悔になった。
八代政男（やしろ まさお）
演 - 森篤夫
加代の夫。加賀屋の婿養子で八代希望の実父。東京帝国大学卒。
婿養子であることを引け目に感じ、また加代が自分を好きでもないことも察しており、外に出て女を作って子供を産ませるなど放蕩三昧の生活を送る。そのため、夫婦仲は悪化した。くにの死後、仲人を介して詫びを入れ、加賀屋に戻る。加賀屋に戻ってからは加代を立て、おしんの店を手伝うのも認めていた。
昭和恐慌で米問屋の経営、株取引などうまく行かず商品先物の取り引きでも失敗し、加賀屋の破産の責任を取り昭和5年（1930年）春に自殺した。
八代くに（やしろ くに）
演 - 長岡輝子
加代の祖母。加賀屋の「大奥様」。おしんの理解者。広い心で、幼いが向学心のあるおしんを見守る。
おしんの奉公人としての働きぶりや簡単な読み書きができ、向学心があることを知って、信頼を置くようになり、加代と一緒に勉強を教え、帳簿の見方や花嫁修業としてお茶や生け花も身につけさせ、おしんがこれから生活していく術を教えてくれた大恩人でもある。
加代の家出の件では心を痛め、加代が帰郷直後に再度家出しようとした時に心臓病で倒れる。おしんが佐賀から家出して山形の実家に帰ったころは危篤に陥っており、駆けつけたおしんに加代のことを頼んだ翌朝、76年の生涯を閉じた。
八代みの（やしろ みの）
演 - 小林千登勢
加代の母。当初、おしんにも優しかったが、娘の加代と奉公人のおしんに対するくにの考えにズレが生じ一時冷たくなる。
しかし、おしんが加代の命を助けたことで改心し、実の娘のように愛情を持って接するようになる。
加賀屋破産後、3か月入院した後、東京で死亡。上述の理由で加代は死目にあえなかった。
八代清太郎（やしろ せいたろう）
演 - 石田太郎
加代の父。母親であり加賀屋の経営を取り仕切っているくにには頭が上がらない頼りない性格。
しかし、娘の加代のことになると強気に。上記のみのと同じく途中からおしんを優しく接するようになる。
加賀屋破産後、心労がたたり東京で脳卒中で死亡する。
八代小夜（やしろ さよ）
演 - 大塚ちか子（0歳期：宮城望）
おしんが子守をした加代の妹。加賀屋の次女。おしんが加賀屋を去った2年後に肺炎で亡くなる。
番頭
演 - 小野泰次郎
加賀屋の番頭。
きく
演 - 吉宮君子
加賀屋の奉公人。おしんの少女編に登場する先輩。実家は漁師。後に結婚し、大正5年時点では既に加賀屋を辞めている。
ウメ
演 - 佐藤仁美
加賀屋の奉公人。おしんの少女編に登場する先輩。実家は商人。10歳のころから加賀屋に奉公している。後に結婚し、大正5年時点では既に加賀屋を辞めている。
サク
演 - 今野博美
加賀屋の奉公人。おしんの青春編に登場する。
タマ
演 - 井沢明子
加賀屋の奉公人。おしんの青春編に登場する。小学校に4年間通ってから加賀屋で働き始める。
小女
演 - 四宮明美、岸野芳子
加賀屋の女中。大正7年に加賀屋へ戻って来た加代をいぶかしみ、引き止めようとする。
若い衆
演 - 鈴木よしひろ、大森一
加賀屋で働く男たち。
若い衆
演 - 新井一典
加賀屋で働く男。関東大震災の発生直後、加代に頼まれ、おしんの無事を確かめるために東京に来る。
女中
演 - 中村綾子
加賀屋の奉公人。突然勝手口から入ってきたおしんに困惑する。
丁稚
演 - 斉藤高広
加賀屋の奉公人。飯屋「加賀屋」でおしんの手伝いをしていた加代を迎えに来るが、手伝わされる羽目になる。

#### 桜木家
桜木徳男（さくらぎ とくお）
演 - 津村隆
おしんの元婚約者。酒田の成金桜木家の息子。
泥酔しておしんに抱き着き、おしんに池の中に突き飛ばされる。結果おしんは加賀屋の奉公を辞めることになる。
桜木（さくらぎ）
演 - 今西正男
桜木徳男の父。
桜木（さくらぎ）夫人
演 - 石井富子
桜木徳男の母。

#### 飯屋「加賀屋」の客
男
演 - 加地健太郎
おしんが港で路上販売していたおむすびを受け取った数日後、飯屋「加賀屋」に夕食を食べにくる。
その後、再び飯屋「加賀屋」に来店。おしんにおだてられて寿司を数種類注文する。
客
演 - 宍戸久一郎
おしんが港で路上販売していたおむすびを受け取った数日後、飯屋「加賀屋」に夕食を食べにくる。
その後、再び飯屋「加賀屋」に来店。おしんが店の裏で浩太と再会した直後、注文した酒がまだ来ないことに怒る。
男
演 - 大阪憲、大屋隆俊、堀隆博
おしんが港で路上販売していたおむすびを受け取った数日後、飯屋「加賀屋」に夕食を食べにくる。
男
演 - 榎木兵衛
安くて美味しいという噂を聞き、飯屋「加賀屋」にやって来る。
男
演 - 三重街恒二
飯屋「加賀屋」にやって来た酔客。酒を出すようおしんに要求し、1本15銭で飲む。
他の客
演 - 中村修
飯屋「加賀屋」の客。上記の酔客につられて自分も酒を注文する。
男
演 - 島村卓志、高橋雅男、原てい光、城玄太
飯屋「加賀屋」の馴染み客。店に現れた秀と鉄に料理を払い落とされ、驚く。
秀（ひで） / 鉄（てつ）
演 - 冷泉公裕 / 宮口二郎
顔役。おしんが飯屋「加賀屋」で酒を安く売っていることで他の飲み屋の客が減ったために、おしんを脅す。それでもひるむ様子のないおしんを見て、他の客の料理を払い落とすなど、店内で暴れ回るが、彼女が健受け売りの仁義を切る姿を見て感銘を受ける。
客
演 - 中村武巳、大川銀二、海原俊介
飯屋「加賀屋」の客。店を出た後、入れ違うように浩太が来店する。
客
演 - 岡田正典、中島次雄、黒田伊玖磨、町田幸夫、後藤義明
飯屋「加賀屋」の客。店内で喧嘩を始めたが、止めに入ったおしんに気圧され、諦めて帰って行く。

#### その他の酒田の人々
男
演 - 八木秀司
行商人。おしんを加賀屋へと案内する。
琴の師匠
演 - 国重歌純
八代家を訪れ、琴の弾き方を加代に教えていた。
医者
演 - 岩城和男
明治41年、おしんに突き飛ばされて頭を打ちけがをした加代を診察する。
工夫
演 - コント21世紀
明治41年、加賀屋に電気を通すために電信柱を立てようとしていたが、うまくいかず途中で倒してしまう。おしんが倒れてくる電信柱から加代を庇って以降、みのや清太郎はおしんに対して実の娘のように愛情を持って接するようになる。
髪結い
演 - 大原穣子
明治42年の正月、おしんと加代の髪を結い上げる。
八田屋
演 - 山田博行
加賀屋の客。
刑事
演 - 依田進、前島良行
大正5年、浩太を追っていたが、彼がおしんと恋人同士のように寄り添い合って歩いているのを見ると疑いの目を向けずに通り過ぎる。
女主人
演 - 渡辺啓子
浩太が「安田」という偽名を使って宿泊していた宿屋の主人。現在は、旅館は既になくなってしまっていることが おしんと圭の会話からうかがえる。
郵便配達夫
演 - 江藤漠
浩太からの手紙を加賀屋のおしんのもとへ届ける。
女
演 - 中沢敦子
女丁持ちのふじの同僚。
出札係
演 - 市川勉
酒田駅の出札係。加代と若い男（浩太）が上野行きの切符を購入したことをおしんに話す。
客の婦人
演 - 鳥居みえ子、西川ひろみ、関悦子、池田有希
桜木家で開かれた「菖蒲を観る会」に出席していた町の有力者。
箱屋
演 - 坂本由英
大正9年の加賀屋の取引相手。
大工
演 - 上原秀雄
飯屋「加賀屋」の開店準備をする大工。
仲人
演 - 久遠利三
大正14年、おしんが飯屋「加賀屋」を開店した日に加賀屋にやって来て、加賀屋の面々と政男の仲を取り持つ。
郵便配達
演 - 西山渉
竜三からの手紙と為替を、飯屋「加賀屋」のおしんのもとへ配達する。

### 銀山温泉の周辺の人々
女将
演 - 草村礼子
銀山温泉の宿の女将。ふじと会うためにはるばる歩いてやって来たおしんに戸惑いながらも対応し、帰り際にお菓子を渡す。
客
演 - 加藤正之
銀山温泉のふじの得意客。
酌婦
演 - 秋田ひで子、恩田恵美子
銀山温泉の酌婦。
運転手
演 - 西村淳二
昭和58年、回想の旅に出たおしんが銀山温泉へと向かったタクシーの運転手。また、おしんと圭が山形の実家の跡地へと行くのに付き添う。
キミ
演 - 芝田陽子
昭和58年、回想の旅に出たおしんが宿泊した銀山温泉の宿の仲居。

### 東京の人々

#### 髪結い「長谷川」
りつ
演 - 名川忍
髪結い「長谷川」の奉公人。千葉の小作出身。はじめは飛び込んできたおしんを厄介者と嫌っていたが次第におしんを姉のように慕う。
洋髪主流の影響でほとんどの奉公人が辞めてしまった中、たかのために一人「長谷川」に残って奉公していた。
震災直後、田舎に戻り髪結いの店を持つ。
豊（とよ）
演 - 田中世津子
髪結い「長谷川」の姉さん株の梳き手。髪結い「長谷川」で働き始めたばかりのおしんに、髪結いの仕事の大変さを説く。大正10年時点では既に「長谷川」を辞めている。
その
演 - 真野ゆうこ
髪結い「長谷川」の姉さん株の梳き手。大正10年時点では既に「長谷川」を辞めている。
袖（そで）
演 - 木瓜みらい
髪結い「長谷川」の梳き手。おしんが初めてたかと会った時にたかに付き添っていた人物であり、髪結い「長谷川」で働かせてほしいと頼むおしんに桂庵で別の職を探すよう言う。大正10年時点では既に「長谷川」を辞めている。
けい
演 - 島村美妃
髪結い「長谷川」の梳き手。おしんとは同い年。大正6年の正月、おしんが1年も満たない内に梳き手になったことが納得できず髪結い「長谷川」を辞めようとするが豊に説得され思いとどまる。大正10年時点では既に「長谷川」を辞めている。
夏（なつ）
演 - 富沢美智江
髪結い「長谷川」の梳き手。12歳の時から奉公しており、おしんとは同い年。大正6年の正月、おしんが1年も満たない内に梳き手になったことが納得できず髪結い「長谷川」を辞めようとするが豊に説得され思いとどまる。大正10年時点では既に「長谷川」を辞めている。
さと
演 - 赤井祐子
髪結い「長谷川」の奉公人。大正11年に働き始め、りつの後輩となる。
幸子（さちこ）
演 - 高橋昭朱
髪結い「長谷川」の奉公人。大正13年、閉店間際にたかと会うために「長谷川」を訪れたおしんを客だと勘違いして追い返そうとする。
年子（としこ） / 仙子（せんこ）
演 - 磯辺真佐子 / 丹内由基子
髪結い「長谷川」の奉公人。
小女
演 - 木村千春
昭和25年時点での髪結い「長谷川」の奉公人。

#### カフェー「アテネ」
染子（そめこ）
演 - 日向明子
神田のカフェー「アテネ」の女給。おしんにとって最初の髪結い客で、最初結った髪が気に入らず怒って帰ってしまったが、店で好評だったため贔屓の客になる。
「アテネ」の客であった竜三に淡い恋心を抱き、おしんに恋文の代筆を頼んだことが、おしんと竜三の結婚のきっかけとなった。
二人の結婚を認め、仲間たちと共に暖かく見守る。ある時、田倉商店の危機に「アテネ」で豪遊する竜三を叱ったこともあった。
震災直後、おしんとは離れ離れになってしまい、消息は不明。
波子（なみこ）
演 - 浦谷ひづる
神田のカフェー「アテネ」の女給たち。染子に影響されて、おしんの髪結いの常連客となる。
おしんが髪結いとして独立し、徳造・カネ夫婦の家で暮らし始めた際には、裁縫道具、ヤカン、火鉢を譲る。
八重子（やえこ）
演 - 谷川みゆき
神田のカフェー「アテネ」の女給たち。染子に影響されて、おしんの髪結いの常連客となる。
おしんが髪結いとして独立し、徳造・カネ夫婦の家で暮らし始めた際には、鍋、瀬戸物を譲る。
茂子（しげこ）
演 - 古館ゆき
神田のカフェー「アテネ」の女給たち。染子に影響されて、おしんの髪結いの常連客となる。
おしんが髪結いとして独立し、徳造・カネ夫婦の家で暮らし始めた際には、ちゃぶ台、座布団、土瓶、湯飲みを譲る。
支配人
演 - 伊藤正博
神田のカフェー「アテネ」の支配人。出髪をするために「アテネ」に来たおしんを店内へと通す。
大正10年、おしんと竜三の結婚祝いを染子が開催した際には、客の少ない時間帯を見計らって「アテネ」の店内を貸し切りにする。

#### 田倉商会
今村源右衛門（いまむら げんえもん）
演 - 今福将雄
田倉家（佐賀）の奉公人。12歳のころから奉公している。竜三やおしんからは「源じい」と呼ばれる。田倉の本家で竜三の子守をしていた。竜三のお目付け役として一緒に上京し田倉商店の従業員として働く。
当初はおしんを貧しい小作人の娘ということで、田倉商店に転がり込んだおしんのことを快く思っていなかった。
だが家事全般はもちろん、読み書きやそろばん、お茶・生け花などが出来て気立ての良いところを知ると次第に彼女を認め、大五郎への手紙におしんの人柄に太鼓判を押すほどになる。
田倉商会の工場落成の際は商会本店で雄の子守りをしていたが、関東大震災が発生すると本店の家屋が崩落。崩れてきた柱から雄を庇い、死亡した。
店員
演 - 佐藤了一、野上修
田倉商会の店員。
川辺梅子（かわべ うめこ）
演 - 大畑ゆかり
ミシンの縫い子。山口ミサに紹介され、子供服店として再出発した田倉商会で働く。
阿部糸子（あべ いとこ）
演 - 中尾和子
ミシンの縫い子。山口ミサに紹介され、子供服店として再出発した田倉商会で働く。
大正12年、ミシンを踏んでいる最中に指を怪我してしまい、竜三からはクビ同然で辞めさせられそうになったが、おしんに止められる。
敏子（としこ）
演 - 百瀬三那子
ミシンの縫い子。かつて勤めていた店に竜三がたびたび訪れていたことから彼とは顔見知りであり、田倉商会の子供服が大野屋で売れるようになった後、竜三に誘われて田倉商会で働くことになる。
弓枝（ゆみえ） / 勝子（かつこ） / 久代（ひさよ）
演 - 西沢正代 / 野沢由香里 / 大越章子
ミシンの縫い子。敏子と共に田倉商会で働き始める。

#### おしん・竜三夫婦の協力者
徳造（とくぞう） / カネ
演 - 神田正夫 / 橋本菊子
おしんが髪結いとして初めて独立した時の最初の下宿先の大家夫婦。たかの家の近所に住む。
ロク / サブ
演 - おぼん / こぼん
中沢健の子分。おしんが彼らに無断で露店をしていた所、おしんと押し問答となる。
しかし、親分とおしんの和解の後は、おしんの手助けをする。
木田（きだ）
演 - 岸本功
田倉商会の開店するにあたっての借金の貸主。
山口ミサ（やまぐち みさ）
演 - 渡辺康子
ミシンの技術指導員。おしんにミシンの使い方を指導する。
中本（なかもと）
演 - 小池栄
婦人服の仕立屋。おしんは型紙の制作を依頼したり技術指導を受けたりした。
留吉（とめきち）
演 - 中島元
大工。田倉商会を子供服縫製所への改造を請け負った。源右衛門とは顔見知りで、「留さん」と呼ばれている。
布地屋の男
演 - 秋本学
竜三からの注文で、田倉商会に布地を届ける。
立原（たちはら） / 長野（ながの）
演 - 大矢兼臣 / 加賀谷純一
大野屋の仕入れ担当者。竜三に依頼され田倉商会を見学。売られていた子供服を気に入り、大野屋で売らせてくれないかとおしんに頼む。
運送屋
演 - 桧田稔、高橋匤一
大野屋の業者。立原や長野と共に、田倉商会の服を箱に詰めて運ぶ。

#### 髪結い「長谷川」の客
客
演 - 安田洋子
大正5年の髪結い「長谷川」の客。
客
演 - 松田真知子、磯部稲子、高桑和
大正5年の髪結い「長谷川」の客。おしんの淹れた茶の味を絶賛し、帰り際に靴を拭いてもらったことに感激する。
客
演 - 金子勝美
大正5年の髪結い「長谷川」の客。
大正7年夏にも「長谷川」を訪れており、暑いのに日本髪を結わないといけないことに愚痴をこぼしていた。
客
演 - 藤瀬雅子
大正6年正月の髪結い「長谷川」の客。
大正7年8月の米騒動の翌日に「長谷川」を訪れた際には、梳き手たちと共に米騒動に関する噂話をする。
客
演 - 藤村裕子、市来まさみ
大正6年正月の髪結い「長谷川」の客。
客
演 - 三沢もとこ、芦沢孝子
大正7年夏の「長谷川」の客。洋髪を結うのを断られ怒って去っていった女を見て、洋髪が流行り始めていたことを話題にする。
女
演 - 立見めぐむ
大正7年夏に突然「長谷川」を訪れた、カフェの女給らしき若い女。洋髪を結うよう豊に頼むが断られ、文句を言いながら去って行った。
客
演 - 丸山由利亜、満山恵子
大正7年8月の米騒動の翌日、「長谷川」の梳き手たちと共に米騒動に関する噂話をする。
客
演 - 正木香子、有本操
「長谷川」の客。以前「長谷川」を訪れたことのある知人から勧められ、おしんに洋髪を結ってもらう。
客
演 - 石塚洋子
「長谷川」でおしんに洋髪を結ってもらっていた客。

#### その他の東京の人々
郵便配達
演 - 松田浩志
大正7年夏、小夜が肺炎で亡くなったことを伝えるふじからの手紙を、「長谷川」のおしんのもとへ届ける。
男
演 - 伊吹勝、瀬戸内甲斐
大正7年8月、米騒動が発生していた日比谷公園へと走っていた男たち。
巡査
演 - 久保晶
大正7年8月、米騒動に巻き込まれていたおしんを検挙し、その身元引受人としてたかを呼び出すために「長谷川」を訪れる。
つる
演 - 此島愛子
カフェの女給相手に洋髪の出髪をする髪結い。おしんの商売仇。
用心棒
演 - 桑原一人
おしんが出髪の依頼を受けた銀座のカフェの用心棒。そこで居合わせたつるに抵抗したおしんを叩き出そうとし、竜三に制止される。
ボーイ
演 - 竹之下義顕
加代、おしん、竜三が訪れた上野のレストランのボーイ。
男
演 - 側見民雄、青柳文太郎
家具屋。竜三から頼まれた鏡台をおしんの部屋へ運ぶが、おしんに持ち帰るよう頼まれ困惑する。
刑事
演 - 井上三千男、望月太郎
浩太を追っていた刑事。加代の部屋で出くわしたおしんを連行し尋問するが、竜三のはからいによって釈放する。
店員
演 - 長洞功
主婦
演 - 矢野泰子、松本マツエ、宇都宮英世
田倉商会の近所に住む主婦。
女中
演 - 峯田智代
おしんと竜三が待ち合わせした牛鍋屋の女中。
医者
演 - 堀勝之祐
過労で倒れたおしんが搬送された病院の医者。おしんを脚気と診断する。
看護婦
演 - 岡田和子
過労で倒れたおしんが搬送された病院の看護婦。
運送屋
演 - 村上幹夫
おしんと竜三の荷物を、田倉商会の竜三の部屋へと運ぶ。
女中
演 - 小沢悦子
おしん・竜三・源右衛門がフォックス夫妻と会った料亭の女中。
電報配達
演 - 森井睦
大正10年、作造の危篤を知らせる電報をおしんに届けに来た電報配達員。
男
演 - 柄沢英二
田倉商会の取引先である洋服店の社長。洋服店が破産することを見越して卸した生地を回収しに来たおしん達を見て驚く。
梶井（かじい）
演 - 田村元治
裏地問屋。上記の洋服店が破産したことを竜三に告げ、見越していち早く生地を回収したおしんを「先見の明がある」と評価する。
米屋
演 - 大塚博
大正10年末、田倉商会に集金に来る。
男
演 - 山崎満
大正10年末、集金を巡って源右衛門と口論していた客。
中野（なかの）
演 - 多田幸男
田倉商会と取引をする洋服屋の男。客が減って洋服を生産する余裕がなくなったために生地を返品しに来る。
女給
演 - 赤司まり子
竜三が立ち寄った飲み屋の女給。財布を忘れたという竜三に付き添い田倉商会まで来て、おしんに飲み代を請求する。
出前もち
演 - 石神一
田倉商会に2人前のうな重を届ける。
古着屋
演 - 石黒正男
露店街で古着を売る露天商。おしんを歓迎する。田舎に子供を置いてきているため、雄を嬉しそうにあやす。
露天商
演 - 三遊亭歌夫、海野つよ志
露店街の露天商。
夜店の客
演 - 平川ひとし、斉川一夫、大月優子、杉弥生、多摩美
おしんが洋服の生地を叩き売りした時の客。
客
演 - 片岡美津子、山岸栄子、福田麻知子、早川亜友子
田倉商会の開店当日の客。
太鼓持ち / 芸者
演 - 林弘造 / 牧原由季、本間章子
酔った竜三と共に付き添って田倉商会へとやって来て、源右衛門に睨まれる。
産婆
演 - 由起艶子
大正12年1月14日、おしんが雄を出産した後に駆け付けて来た産婆。おしんが無事に出産できたのはふじがおしんの側にいてくれたためだと言い、感謝した。
客
演 - 岩尾展宏
田倉商会にミシンを卸す会社の社長。雄が生まれた後、竜三に出産祝いを渡す。
金魚売り
演 - 本橋清司

警官
演 - 神山卓三
関東大震災の発生直後、竜三に呼ばれて田倉商会へと入るが、源右衛門が死んでいると分かると、放っておいて早く逃げるよう促す。
露店の人々 / 露店の老人
演 - 岡崎夏子、笠井心 / 三川雄三
露店街の住人。おしんを歓迎する。
母親
演 - 姉崎公美
おしんが営むどんどん焼きの露天に、子供を連れてやって来る。
ミドリ
演 - 玉井碧
健の女房。健がおしんに浮気していると誤解し、借家に怒鳴り込んでくる。
男
演 - 河原さぶ
加代と希望が身を寄せていた売春宿の用心棒。加代と会わせるよう健に頼まれるが頑なに断ろうとし、彼から金を受け取ったことでやっと許可する。
老婆
演 - 遠藤慎子
加代が売春宿での仕事がある時に希望を預かり世話をする老婆。
男客
演 - 永井政春
売春宿の加代の客。加代を布団へ連れ込もうとするが、それに構わずやけ酒をあおる彼女を唖然として見る。
医者
演 - 奥山正
売春宿で亡くなった加代の死因を検査した医者。
芸妓
演 - 青山良子
昭和25年、髪結い「長谷川」で日本髪を結ってもらっていた芸妓。
米兵
演 - ジョイ・ボッカー、レスリー・シグマン、ディーン・ペッカム、ダヴィド・バー
初子が働いていたバーに集まる米兵たち。初子を連れ出そうとした健に殴りかかるが、彼から初子とおしんが親子であると説明され、唖然とする。
バーテン
演 - 吉水慶
初子が働いていたバーのバーテン。
女
演 - 花悠子、香井今日子、佐藤由加利、田中智子
初子が働いていたバーの客。
お客
演 - 池田有希
昭和25年の髪結い「長谷川」の客。
女子事務員
演 - 五十嵐明子
仁が働く百貨店の事務員。人事課長と面接させるために、仁を事務室へと呼び出す。
人事課長
演 - 宇南山宏
仁が働く百貨店の人事課長。仁を配送へと配属させるが、望んでいた部署で働けないと分かった仁は釈然としない様子であった。
皆川（みなかわ）
演 - 山本伸吾
仁の予科練時代の友人。父親が百貨店の店長をしており、父親のツテで仁を百貨店で働くよう紹介する。望んでいた部署に配属されなかったことをぼやく仁に、就職において大切なのは学歴であると諭す。
ボーイ
演 - 新富重夫
仁が道子や彼女の両親と対面した東京のレストランのボーイ。
バーテン
演 - 佐久間公彦
昭和58年、おしんと圭が立ち寄った東京のバーのバーテン。
ボーイ
演 - 新宅正二
昭和58年、おしんと圭が宿泊した東京のホテルのボーイ。おしん達の部屋にルームサービスを運ぶ。
唐がらし売り
演 - 坂野比呂志
昭和58年、おしんと圭が訪れた露店街で七味唐辛子を売っていた露天商。

### 佐賀の人々

#### 田倉家（佐賀）
おしんの夫と義理の家族。
田倉竜三（たのくら りゅうぞう）
演 - 並木史朗
おしんの夫。明治28年（1895年）生まれ。佐賀の旧家の三男。跡継ぎではないため独立し、東京で羅紗問屋を開業していた。
髪結いのおしんの評判を聞きつけ、つきあいのあるカフェの女給のために彼女を呼び寄せたのがきっかけでおしんと知り合った。加代とも面識があり帰郷した加代との連絡を取り持つうちにおしんに興味を抱き、やがて結婚に至る。
苦労しらずのお坊ちゃんだが、おしんや育ての親である源右衛門のことを誰よりも大切に思っている。
また、男の面子にこだわり、結婚後もおしんが髪結いや自分の商売に口出しすることを嫌がっていたが次第にその力を認め、共に事業の拡大に全力を注ぐ。
しかし関東大震災により事業財産の全てを失ってしまい、おしんと長男の雄を連れ佐賀の実家に戻る。
おしんが雄を連れて佐賀を離れた後も親子3人で暮らすため干拓事業に精を出していたが事業は台風によって失敗し、今度は満州開拓に乗り出そうとする。別れのために訪れた伊勢で魚の行商をしていたおしんを見て改心し、夫婦共に伊勢で働き魚屋店を構え一家を養えるまでになる。
戦時下には軍の仕事を引き受け羽振りが良く、戦争を嫌うおしんに反して積極的に戦争協力を行う。戦争への協力、また自身の息子や隣組の若者達を戦争に送り戦死させた責任を取り、おしんと家族のことを思いながらも昭和20年8月16日に自決した。
田倉清（たのくら きよ）
演 - 高森和子
おしんの姑。神経質かつ昔気質の性格で、小作の娘ということからおしんと竜三の結婚に反対しており、佐賀ではおしんに辛く当たる。
おしんに野良仕事をやらせ、「家のことは、恒子（長兄の嫁）の仕事だから」と家事はさせなかった。おしんが佐和に髪結いをした時は、田倉家の恥だと激怒する。右手が不自由になったおしんが、台所も針仕事もできないとわかると一層疎んじるようになる。
それでも、おしんが死産した時はさすがにやりすぎたと反省し、一時的に和解するがおしんの家出で破綻。おしんからの手紙も破り捨て竜三たちにも見せなかった。
だが竜三が伊勢でおしんと共に魚の行商をし始めたころから、息子がいかにおしんを妻として慕っているかを考えて、その仲を認めるようになる。
竜三の自殺後に伊勢のおしんを訪ね、再び和解する。そして、竜三の骨の一部を持って佐賀に帰っていった。
昭和25年時点では既に亡くなっている。
田倉大五郎（たのくら だいごろう）
演 - 北村和夫（当初の予定では、佐藤英夫）
おしんの舅で田倉家の当主。裕福な地主だが、有明海干拓や竜三の事業に金を出して失敗し、家計を危うくしている。奉公人の源右衛門とは共に育った仲で、その源右衛門のとりなしもあって竜三とおしんの結婚に賛成していた。佐賀に来たおしんに辛く当たる清をたびたび宥めるが、自分の事業の失敗のこともありあまり口出しできない。
なお、おしんが初子を迎えに東京を訪ねて来たころには大五郎も清も既にこの世の人ではないことが、たか、健とおしんの会話で分かる。
昭和25年時点では既に亡くなっている。
田倉福太郎（たのくら ふくたろう）
演 - 北村総一朗
竜三の長兄で田倉家の跡継ぎ。父親の放漫な出資で田倉家が傾きかけたのを苦々しく思っている。佐賀に戻ってきた竜三とおしんにも当初は冷ややかな態度をとるが、おしんの働きぶりを見て次第に彼女を認めるようになる。
また、佐賀でお墓参りをするおしんと圭の会話から現在は既に鬼籍に入っていることがわかる。
田倉恒子（たのくら つねこ）
演 - 観世葉子
福太郎の妻。長男の嫁として厳しい姑の清に仕え、何年も田倉家で身を粉にして働いてきた。
初めはおしんを厄介者と扱うような態度をみせていたが、同じ嫁としての立場からおしんに共感。おしんを陰ながら支援するようになり、おしんのために産着を用意した他、おしんが佐賀を出る時は見舞いに出た清の隙をついて雄を連れ出し、おしんに引き渡した。また清が破り捨てていたおしんからの手紙を拾い集めて裏張りし、後に竜三に渡したりもしている。
また、佐賀でお墓参りをするおしんと圭の会話から現在は既に鬼籍に入っていることがわかる。
田倉佐太郎（たのくら さたろう）
演 - 平島武広（幼少期：木内聡）
福太郎、恒子夫妻の子。
現代のパートにも登場しており、おしんに再会するも「見たことがある」と言うだけでほとんど忘れていた。おしんも当時の辛い状況を考えて、話し合おうとはしなかった。
孫
演 - 上月由美子
佐太郎の孫。昭和58年、佐太郎に連れられて歩いている最中におしん・圭と会うが、会話を交わすことはなく、祖父に手を引かれて去って行く。
田倉千代（たのくら ちよ） / 田倉千賀（たのくら ちか） / 田倉平吉（たのくら へいきち）
演 - 藤田亜里早 / 金子成美 / 服部賢悟 → 四元りょう
福太郎、恒子夫妻の子。
田倉亀次郎（たのくら かめじろう）
演 - 成瀬正
竜三の次兄。陸軍将校。終戦時の階級は中佐。妻（ひろ子）と子もあるが登場はしていない。帰郷した際、大怪我をしたおしんに応急手当をした。
伊勢で竜三に軍に魚を収める仕事を紹介し、雄には陸軍士官学校進学を勧める。
山根〔田倉〕篤子（やまね〔たのくら〕 あつこ）
演 - 長谷直美
竜三の妹。おしんが田倉家に来る前に他家に嫁いでいるが、何かにつけて田倉家に戻り、清に甘やかされている。おしんと同時期に妊娠し、彼女が田倉家で出産することになったのも、おしんが長女の愛を死産する要因となった。その後、清はおしんへの償いとして、篤子の娘に「愛」と命名した。
篤子の夫
演 - 島英司
篤子の娘・愛が生まれてから33日が過ぎたころ、清・篤子・愛と共に宮詣りに出かける。
女中
演 - 荒井麻里子
佐賀の田倉家の女中。
つぎ
演 - 有明祥子
佐賀の田倉家の奉公人。

#### 耕造とその家族
耕造（こうぞう）
演 - 隈本吉成
竜三の幼馴染で、田倉家の小作。居候になった竜三・おしんと一緒に畑仕事をする。
佐和（さわ）
演 - 香野百合子
田倉家の小作・耕造の妻。元女郎（ドラマ120回では清は「島原ん女郎たい」と言っている）で近所から距離を置かれているがおしんと懇意にする。耕造が自分を身請けするため田畑を売り、小作人になったため、姑や小姑から辛く当たられている。耕造が孤立し家族仲が悪くなっているのを気に病んで身投げ騒ぎを起こした。
おしんは佐和の境遇に共感し、一度目の家出の時は彼女にお金を渡し、彼女と一緒に逃げる手はずになっていたが、彼女は計画を無謀とみて竜三に相談。そのため、おしんの家出は失敗したうえに、この時に肩に負った傷が元でおしんの右手が効かなくなり、結果的におしんを裏切ることになってしまった。
後におしんよりも一足先に東京へ逃亡。おしんが佐賀から上京した後で再会し、おしんからもらった金を全額返済した。
耕造の母
演 - 戸川暁子
佐和がおしんからもらった汽車賃の残りを持っていたことから折檻し、おしんと共に家出しようとしていたことを白状させる。
耕造の妹
演 - 金野恵子、栃原真美
佐和がおしんからもらった汽車賃の残りを持っていたことを折檻し、おしんと共に家出しようとしていたことを白状させる。

#### その他の佐賀の人々
村人
演 - 島田芳子、服部真知子
田倉家に着いたものの門の前で入るのを渋るおしんと竜三に、好奇の眼差しを向ける。
郵便配達
演 - 宝木原博也
大正13年正月、田倉商会にハガキを届ける。その中には、たかからの年賀状も含まれていた。同年秋には、佐和からの手紙をおしんに届ける。
村人
演 - 金子一郎、猪野剛太郎、佐藤幸
佐和が投身自殺未遂を起こした現場に駆けつけた。
医者
演 - 大山豊
竜三に突き飛ばされて怪我を負ったおしんを診察した外科の医者。
看護婦
演 - 白鳥貴恵子
竜三に突き飛ばされて怪我を負ったおしんを診察した看護婦。
女衆
演 - 宇佐美多恵子、平辻朝子、井福陽子
篤子に「頼み茶講」をするために田倉家へと来る。
女衆
演 - 和泉貴和子、北川博子、大川万裕子
篤子が岩田帯をしめる祝いの席に出席した祝客。篤子が出産した後にも、お祝いに駆けつけている。
菊（きく）
演 - 宮内順子
京子の母。
京子（きょうこ）
演 - 安藤たか子
竜三の縁談相手。清の独断によって無理やりに縁談を勧められる。竜三は、もともと大正14年に祝言を挙げる予定であったのを翌年の春に延ばし、最終的に縁談を断った。

### 伊勢の人々

#### 田倉家（伊勢）
おしんの子供たちとその家族。
田倉雄（たのくら ゆう）
演 - 冨家規政（0歳期：伊藤毅、1歳期：荻堂譲二、1歳 - 4歳期：山野礼央、6歳 - 8歳期：槇浩、12歳 - 15歳期：松田洋治）
おしんの長男。大正12年（1923年）1月14日生。伊勢での行商時代にも母子ともに過ごし、誰よりも母を想う青年に成長。幼少期から家事に子守りにと母をよく手伝い、かまどでの飯炊きもできた。
県立中学時代、一時は陸軍士官学校進学を志すが、戦争を嫌う母の言葉、そして初子の言葉を受けて断念し、三高そして京都帝大文科(経済)へ進む。
初子とは相思相愛の仲であったが、学徒出陣の出征後の昭和20年4月18日に戦死する。戦友川村の話および雄自身の手記から餓死であったことが発覚する。
田倉愛（たのくら あい）
演 - なし
おしんの長女。大正13年（1924年）秋、佐賀で出生直後に死亡。おしんによると泣く力もなかった。
田倉仁（たのくら ひとし）
演 - 高橋悦史（5歳 - 10歳期：望月匡貴、10歳 - 17歳期：内田慎一、21 - 28歳期：山下真司）
おしんの次男。昭和4年（1929年）10月生まれ。
雄や希望とは異なり、利かん気な一面があり、戦時中には親の反対を押し切り、家族の生活費を無断で持ち出して家出した上で特攻隊へ志願、出陣命令を受け実家に訣別の葉書を送ったが、鹿児島で待機中に終戦を迎えたことにより一命を取り留める。
雄と同様に母や家族を想う優しい一面もあるものの、全般的には他人を思いやらない自己中心的な傾向が強く、おしんを苦しめてきた。
戦後には田倉家の跡取りとしての意識を強く持ち、旧制中学4年修了だけで進学はせずにおしんと商売に精を出していたが、いつまで経っても儲からない商売と「ただの魚屋のオヤジ」の身分に飽き足らず、やがてセルフサービスの新しい商売の話を持ち出す。「スーパーたのくら」の経営に成功するが、大きな危機にぶつかる。
田倉道子（たのくら みちこ）
演 - 浅茅陽子（22 - 24歳期：田中美佐子）
仁の妻。旧姓川部。裕福な家庭で育った現代的な女性で、一人娘として甘やかされて育ったため家事が得意でない。
貧しい小作人の娘という境遇や人一倍働き者のおしんとはたびたび諍いを起こす。
結婚しても、同居生活や出産などでおしんたちと衝突を巻き起こし、耐えられないと決まれば実家に帰っていた。
中年期からは、おしんが彼女と距離を置きつつあったために、何事も問題無く通ってきたが、新舗開店時の家出で今までの鬱憤を含んで立腹。
しかし、おしんがいかに一族のために尽くしているかの姿を見て分かり合うようになる。
田倉剛（たのくら たけし）
演 - 宮本宗明（12 - 13歳期：玉野叔史）
おしんの初孫。仁の長男。両親は家庭教師をつけるなど教育熱心だったが、出来はあまり良くなく、中学時代に名古屋でパチンコをして補導されている。スーパー田倉の営業部長。
「剛」の名は、道子の実家が選び、おしんの「竜三の竜の字をとって」という願いは無視された。これも嫁への不満の種となる。
田倉幸子（たのくら さちこ）
演 - 影山真弓
剛の妻。
田倉進（たのくら すすむ）
演 - 永山純一
剛の長男。おしんの曾孫。
田倉あかね（たのくら あかね）
演 - 鈴木美江（6 - 7歳期：甲斐みどり）
仁の長女。あかねの交際相手は、父・仁も「将来の『たのくら』の片腕に」と見込んでいた男だったが、店の経営危機と共に去ってゆき、大失恋の痛手を味わう。その後、所詮彼は地位が目当てだったのだ、と己れに言い聞かせ、少しずつ立ち直る。
田倉みどり（たのくら みどり）
演 - 川上麻衣子（3 - 4歳期：米沢由香）
仁の次女。名古屋の大学に通っている女子大生。
八代希望（やしろ のぞみ）
演 - 野村万之丞（5歳 - 10歳期：大渕貴人、10歳 - 17歳期：萩原等司、21 - 28歳期：塩屋智章）
加代の忘れ形見。おしんの養子。仁と同い年で兄弟として育つ。実の子以上に親（おしん）思いである。
おしんは希望に加賀屋を再興させることが恩返しであると考え、姓は八代のままである。戦後は、中学(旧制の5年制)卒業後は進学せずに商売を手伝っていたが、やがて自身が商売に向いていないことを悟り、田倉の家を出て陶芸家の道を志す。
小学校入学時に自分が孤児であることを知ってのち、家族に妙な遠慮をするようになり、成人後も穏やかな性格が習い性となっているが、元々の気質は母親似で、おしんは圭に「小さいころは大変だったんだから。言い出したら聞かないところなんか、そっくりだよ、お加代さまに」と語っている。
八代百合（やしろ ゆり）
演 - 寺田路恵（17 - 22歳期：丘山未央）
昭和27年、17歳の時に継母との折り合いが悪く実家を出て田倉商店に住み込みで働き始めた女中奉公人。良く働き控えめな性格で、おしんや初子からも可愛がられていた。
仁と関係を持つが、昭和30年、仁の結婚に絶望して田倉家を出、希望の陶匠のもとで働く。以後、二度と田倉家を訪れることはなく、仁とも生涯顔を合わせることはなかった。
おしんは百合を不憫に思っていたが、後に希望の妻となり、おしんは喜ぶ。しかし、息子・圭を産んでのち、新居を構え引っ越す前日に交通事故で急逝する。
八代圭（やしろ けい）
演 - 大橋吾郎（4 - 5歳期：岩渕健）
希望と百合の一人息子。加代の孫。子供のころ、母の死によって一時おしんの下で生活していたことがあり、他の孫たちよりもおしんを慕っていて、おしんからも可愛がられていた。東京の一流大学に現役で合格し、山岳部に所属。大学の春休みに帰郷すると祖母のおしんが家出しており、思い出話を頼りに捜索に訪れた銀山温泉で見事おしんを見つけることに成功する。
おしんと血の繋がりがないことは知っていたが、それ以上のこと（奉公や実の祖父母のことなど）はこの時点では聞かされてはいなかった。その後、おしんが過去に過ごした土地を一緒に訪れ、おしんが今までひた隠しにしてきた人生を知ることとなる。
物語終盤に実の祖母である加代、おしんの師匠であるくにといった先祖たちを思って、加賀屋の再興を目指そうと思い立つ。
田倉初子（たのくら はつこ）
演 - 佐々木愛（10歳 - 14歳期：上中はるか、14歳 - 20歳期：長島裕子、24歳 - 31期：田中好子）
おしんの養女。中沢健の遠縁。大正15年（1926年）生まれ、千人針の話から初子の生年が寅年であることがわかる。山形の小作の娘で、おしんと似た境遇で、幼くして死んだ娘の愛と年が近いため、おしんは娘同様に育て、高等小学校を卒業させる。仁や希望にとっては優しい姉、雄とは相思相愛の仲になる。
雄の戦死後、おしんに自分を縛らずに自由になり山形に帰るように諭されておしんの元を去ったが、実は雄の後を追い誰にも知られない所で死にたいためであった。だが結局死ねずにいたところ、声をかけられたアメリカ兵について行き東京でアメリカ兵相手の娼婦に身を落とし、伊勢の家に送金していた。昭和24年、おしんの説得で伊勢へ戻る。
再び田倉家の家事と商売を支え、一度は雄の戦友の川村からの求婚に、駅前の土地譲渡と引き換えに同意する意思を示したもののその川村が刺殺された。スーパーが軌道に乗りはじめ仁が経営を担うようになると経営方針の違う仁とおしんの間を取り持つようになるが、おしんと仁夫婦の同居の際に生活面の御礼として裁縫店を与えられ独立した。独身を通して実の母のように慕うおしんの面倒を見る。
道子の父・仙造が、小姑の初子を疎ましく思っていた道子の差し金で田倉家から追い出そうと36歳年上の男性との縁談を持ち込んだことがあるが、おしんは初子を殴り辞退させた。
田倉禎 → 崎田禎（たのくら てい → さきた てい）
演 - 吉野佳子（4歳 - 7歳期：野竹和子、7歳 - 10歳期：山下陽子、14歳 - 21期：浅沼友紀子）
おしんの次女(戸籍上は長女)。昭和11年（1936年）2月26日生まれ。誕生日が明らかでない登場人物が多い中、禎は2.26事件当日に生まれたとドラマ中に描写されている。
戦時中に家族の中で禎だけが学童疎開させられた。疎開先は竜三の工場の従業員の実家で、伊勢から片道三時間の場所であった。疎開先は農家で食べ物には困らないと聞いており、竜三は疎開先になかなか手に入らない物資や食料をできるかぎり届けていたにもかかわらず、疎開先に子供が六人いたことなどから、禎はろくに食事もさせてもらえず頭にトコジラミがたかっても放置されるなど冷たく扱われてしまい、勝手に無賃乗車で帰宅した。しかし、竜三に諭され禎は次の日に疎開先に戻った。
中学(新制)時代は進学にさほど関心がなく、学校から帰ると専ら家事の毎日だったが、自分の子供には学問をさせたいおしんの願いから、県立高校(新制)を経て名古屋の女子大学へ進学する。
大学では学生生活を謳歌していたが、帰省した際に新しい商売に踏み切ったおしん達が身を粉にして働いている姿を見て大学での日々に違和感を覚えて中退。
おしんの商売を手伝い、仁に勧められていた従業員の辰則と結婚。「崎田食料品店」を開き独立するが、スーパーたのくら2号店出店のため閉店する。
田倉家の末娘のためおしんたちが一番苦労した時期を知らないためかわがままで思ったことをすぐ口にしたりあっけらかんとした性格。
崎田辰則（さきた たつのり）
演 - 桐原史雄（26 - 27歳期：渡辺寛二）
禎の夫。仁の戦友で、アメリカのスーパーで働いていた経験を持つことから田倉商店の従業員として仁に招かれる。気さくな性格で商売の成功のため精力的に働く。
崎田弘（さきた ひろし）
演 - 長廻達也
禎の長男。昭和57年時点では、スーパー田倉で働いている。
崎田始（さきた はじめ）
演 - 中谷朋寛
禎の次男。昭和57年時点では、スーパー田倉で働いている。
芳枝（よしえ）
演 - 石田紀子
田倉家（伊勢 / 完結編・昭和43年）のお手伝い。
文子（ふみこ）
演 - 伊藤公子
田倉家（伊勢 / 完結編・現代）のお手伝い。
スーパー田倉が経営危機に陥った際には、道子の提案で田舎へと帰る。

#### 浩太の家族
並木香子（なみき きょうこ）
演 - 片岡静香
浩太の妻。造り酒屋の一人娘。昭和57年時点では、既に故人となっている。
並木宗男（なみき むねお）
演 - 長谷川哲夫
浩太の息子。浩太の後を継いで食料品店を営む。スーパーたのくらの強引なやり方に激怒し、17号店出店反対運動の先頭に立つが、失敗。やがて自身の店を含めた商店街の土地を大手資本に提供し、自分は出来上がったスーパーにテナントに入るという戦法をとり、スーパーたのくらを窮地に追い込む。

#### 田倉商店・スーパー田倉
次郎（じろう）
演 - 皆川衆（青年期：菊地浩二）
田倉商店の従業員。仙子が店内で暴れ回っているのをおしんに伝える。
スーパー転換後も真面目な働きぶりが認められ、初めての支店となる2号店の店長に任命される。
征男（いさお）
演 - 家中宏
田倉商店の従業員。次郎と同様に、スーパー田倉の3号店の店長に任命される。
男子従業員
演 - 黒岩泰夫
田倉商店の従業員。店内で暴れ回っていた仙子のことを警察に通報する。
従業員
演 - 広森信吾、藤木典子
田倉商店の従業員。
社員
演 - 山下一夫
田倉商店の社員。
平井（ひらい）
演 - 阿川藤太
スーパー田倉の社員。京都大学出身の秀才で、スーパー田倉17店目の開店に向けて最も尽力した人物である。仁は、あかねの結婚相手にしようと目をつけていたが、昭和58年末に大手スーパーにスカウトされ、スーパー田倉を去った。
社員
演 - 須永慶、窪田吾朗
スーパー田倉の社員。スーパー田倉17店目の開店前日、仁や辰則、平井と共に祝杯を挙げる。
女子事務員
演 - 加藤千明
スーパー田倉の事務員。スーパー田倉17店目の出店に関して、記者が取材に訪れていることを辰則に伝える。

#### 陶芸関係者
栄造（えいぞう）
演 - 大犮柳太朗
希望の陶芸の師匠。何度も手紙を送った希望の熱意にほだされ、希望を弟子にする。陶工として修行する希望を10年以上見守り、おしんが希望を独立させたいと申し出た時には、快く認める。
ふみ
演 - 風見章子
栄造の妻。希望と百合の披露宴では、夫の栄造と共に仲人を務める。
弟子
演 - 阿部渡、竹内久和
栄造の弟子。
弟子
演 - 下坂泰雄、小松明義、羽生秀史
栄造の弟子。百合が交通事故で亡くなった夜、夫婦の新居で百合を寝かせるために布団を敷く。
弟子
演 - 大谷一夫
希望の弟子。

#### 伊勢の行商の関係者
トメ / ヒデ
演 - 前沢保美 / 下川江那
行商人。新参者のおしんとは違い、町や村で縄張りを張り、決まった客に魚を売っている。おしんが魚を無料で配ったり安価で売っていたために自分たちの客を奪られてしまったため、文句を言いにくるが、徐々に彼女のことを認めるようになる。
女
演 - 鳥居美江
行商人。新参者のおしんとは違い、町や村で縄張りを張り、決まった客に魚を売っている。
若い衆
演 - 伊吹礼一、榊原忠美
ひさのもとで働く男。おしんが雄を乗せて魚を売り歩くための手押し車をこしらえる。
若い衆
演 - 田中耕二
ひさのもとで働く男。天気の悪い日には漁ができないことを逆手に取って調理した魚を売ろうとするおしんに関心する。
若い衆
演 - 高橋がん太、後藤美明
ひさのもとで働く男。おしんと竜三が貸家へ引っ越すための荷造りを手伝う。
若い衆
演 - 長江洋平
ひさのもとで働く男。召集されて戦地に赴いたものの無事に帰還し、昭和21年夏に田倉家の人々がひさの家に引っ越す手伝いをする。浜辺で魚がたくさん揚がっていたことを伝えに来る。

#### その他の伊勢の人々
女主人
演 - 中真千子
伊勢の町の住人。魚を売り歩くおしんと出会うが、魚はもう買ったからと言って断る。
老婆
演 - 飯田テル子
魚を売り歩くおしんと出会うが、決まった行商人から魚を買っているからと言って断る。しかしその後は、おしんの得意客となっている。
女
演 - 内田藍子
伊勢の町の住人。おしんが売れ残った魚を無料で配ると知り、周囲にいた他の住人を呼び寄せる。後日、既にその日の分の魚を売り終えてしまったおしんと再会し、サツマイモの苗を植えるのを手伝ってもらう。
女
演 - 富山真沙子、小貫加恵
伊勢の町の主婦。魚を安価で売るおしんの得意客となる。
よし
演 - 山田昌
伊勢の町の住人。東京へ嫁に行った娘がいる。行商を始めたばかりのおしんが他の行商人よりも安く魚を売っているのを知り、得意客となる。
さだ
演 - 伊藤友乃
伊勢の町の住人。行商を始めたばかりのおしんが他の行商人よりも安く魚を売っているのを知り、得意客となる。
女
演 - 小林由利、市川千恵子
伊勢の町の住人。よしやさだと共におしんから魚を買う。
女客
演 - 南知子
開店したばかりの田倉魚店を訪れ魚を買おうとし、魚の名前が分からないという竜三にあきれる。
女客
演 - 大友町子
田倉魚店に煮魚を作るための魚を買いに来る。懸命に女客の接客をする竜三の姿を見て、ひさは「この店は繁盛するようになる」と話す。
郵便配達
演 - 阿部英生
竜三の私物や清からの手紙が入ったふとん袋を、田倉魚店に届ける。昭和5年の春には、宛名人不明で返ってきた加賀屋への手紙とりきからの手紙を田倉魚店に届ける。
女客
演 - 武石慧子
田倉魚店の客。3度目の妊娠が分かったばかりのおしんを労わるために、竜三が接客しようとする。
医者
演 - 児玉謙次
昭和4年10月、貧血で倒れたふじを診察し、名古屋の病院で検査を受けることを薦める。ふじが白血病であると分かった時には、はじめはおしんを心配させないようにと、竜三と2人だけの秘密にする。しかし最終的には、ふじの気持ちを汲んで、おしんがふじを山形へ連れて帰ることを許す。
カツ
演 - 春江ふかみ
昭和4年10月、おしんが仁を出産した時の産婆。居間で倒れていたふじを発見する。
主婦
演 - 小笠原まりこ
急用ができたから来てほしい、というひさからの伝言を田倉魚店のおしんと竜三に伝える。
女客
演 - 小林テル、山崎勢津子
田倉魚店の客。昭和恐慌のあおりを受けて贅沢な買い物を控えている。
僧侶
演 - 田中一義
おしんが伊勢に加賀屋の人々の墓を建てた際に、お経を上げる。
女客
演 - 会田由来、中田智子、守屋るみ、高橋信子
田倉魚店の客。
男
演 - 笹入舟作、川瀬修三
特高の刑事。浩太の仲間を新潟で問い詰めて彼の居場所を暴き、加代たちの墓の前で逮捕する。
客
演 - 山口夏穂、山梨桂子、逸見慶子、高山千草、有賀ひとみ
田倉魚店の客。
兵隊
演 - 田口和政
田倉家を訪れていた亀次郎を迎えに来る。
村人
演 - 鳥居美江
田倉家の近所の村に住む村人。
客
演 - 田中昭子
田倉魚店の客。
主婦
演 - 矢吹寿子、小野敦子、益田愛子、伊東あつ子
田倉魚店の客。商品が売り切れないようにと、開店前から店頭に並ぶ。
近所の男
演 - 相原巨典
隣組の組員。隣組の組長となった竜三と意気投合し、一緒に田倉家へ帰って来る。
浜村すぎ（はまむら すぎ）
演 - 北川智繪
田倉家の近所に住む女性。体調を崩した娘を見舞うために食材を持って来たおしんに対して、軍の物資を横流しして手に入れたのだろうなどと嫌味を言い、拒絶する。
桜井トキ（さくらい とき） / 桜井久作（さくらい きゅうさく）
演 - 藤夏子 / 加藤治
禎の疎開先の夫婦。田倉家の知人。おしんは桜井家の人々に金や物資をあげるなど礼を尽くしたものの、最終的に禎は食事をほとんど与えてもらえないなど虐め抜かれて逃げ出して来る。
隣組の主婦
演 - たうみあきこ
出兵した近所の子供が戦死したことをおしんに伝えに来た主婦。海軍航空隊に入隊した仁を心配する。
役場の男
演 - 赤崎ひかる
雄の戦死公報を田倉家に届ける。
男
演 - 穂高稔
村役場の職員。おしんと希望を、自決した竜三の遺体と対面させる。
主婦
演 - 島田零子
おしんの行商時代の得意客。終戦直後の昭和20年10月にかつぎ屋の仕事をしていたおしんと再会し、米を買う。
主婦
演 - 緑八千代
かつぎ屋の仕事をしていたおしんの客。闇屋の取締りが厳しくなっていることを心配する。
男
演 - 奥村正、横尾三郎、宇佐美ゆふ
かつぎ屋。買い出しを終えて駅から出てきたところ、警官たちを発見して一目散に逃げ出す。
警官
演 - 佐竹一男、横山貴史
かつぎ屋をするための買い出しを終えたおしんと初子を、駅の改札口で連行し、買い出しで手に入れた物資を没収する。
郵便配達
演 - 大石信行
東京の初子からの札を田倉家に届ける。
郵便配達
声 - 三橋洋一
東京の初子からの金を田倉家に届ける。
運送屋
演 - 平野義和
昭和25年、おしん達の荷物をひさの家から田倉商店の店舗まで運ぶ。
チンドン屋
演 - 滝の家一二三社中
田倉商店開店当日、店の外で賑やかに囃し立てる。
主婦
演 - 本庄和子、西朱実、沢柳廸子
田倉商店開店当日の客。初子が4年ぶりに伊勢に帰って来た日の夕方にも、田倉商店に来店。
主婦
演 - 麻ミナ、溝口順子、板倉加代子
初子が4年ぶりに伊勢に帰って来た日の夕方の、田倉商店の客。
村の女
演 - 神田時枝、遠藤暁子
オート三輪で野菜や魚を売るおしんの客。4年ぶりに伊勢に帰って来た初子と会う。
主婦
演 - 加曽利照子、渡辺英子、前田芳子
田倉商店の客。おしんは仁に東京行きの切符を買った理由を問いただそうとするが、仕方なく接客する。
女子工員 / 男子工員
演 - 荻野光江 / 大井和夫
工場の従業員。工場での勤務を終えた後だと店が閉まっているために買い物ができず困っており、おしんが工場地帯に食材を売りに来ると喜ぶ。
郵便配達
演 - 戸田厚
川村が駅前の土地をおしんに譲渡した旨が書かれた書類を田倉家に届ける。
主婦
演 - 赤坂淑子、堀川和栄
田倉商店の客。
主婦
演 - 北島京子
田倉商店の客。
小坂（こさか）
演 - 高橋豊
川部家の商売に昔から協力している設計士。セルフサービスの店を設計するための打ち合わせをしに仙造に連れられて田倉商店を訪れる。
平田（ひらた）
演 - 村田則男
アメリカでセルフサービスのスーパーについて勉強したベテランの設計士。おしんに派遣されてセルフサービスの店の設計に携わる。
高林（たかばやし）
演 - 福田信昭
平田に協力し、共にアメリカで勉強をした金銭登録機メーカーの職員。おしんに派遣されてセルフサービスの店の設計に携わる。販売効率が悪いという理由で衣料品コーナーの設置を見送り、仙造は不満を持つ。
神主 / 巫女
演 - 松橋暉男 / 千野知恵
昭和30年、田倉商店の地鎮祭を兼ねた起工式に出席。
男
演 - 沢川正
商社の関係者。仙造に紹介され、仁と談笑していた。
主婦
演 - 加藤真弓、服部多香子、高沢みずえ、小川啓子
仁と道子が北海道へ新婚旅行に行った翌日の田倉商店の客。
印刷屋
演 - 池田功

装飾屋
演 - 箒克朗
田倉商店の店内を飾り付けする。
客
演 - 浅田和子、好村俊子
田倉商店の客。
商店主
演 - 和沢昌治、松村彦次郎、新井和夫
田倉商店の近くの商店街の役員。あまり安売りされては困るとおしんに文句を言うが突き帰される。
主婦
演 - 坂井寿美江
田倉商店の客。惣菜の量り売りがないことに文句を言う。
男 / 女
演 - 山崎猛 / 木村翠、菅原悠乃
子供の万引きを学校に言いつけたおしんに対して抗議するために田倉商店にやって来た男女。不買運動を起こそうとし、おしんに渋々謝罪される。
僧侶
演 - 大住千秋
禎と辰則の結婚式に出席した僧侶。
仙子（せんこ）
演 - 木村夏江
戦前から終戦直後にかけて田倉家と家族ぐるみの付き合いがあった老舗和菓子屋の店主の娘。7、8年前に婿をとった直後に主人が亡くなり、その後は婿と共に店を切り盛りしてきたものの、婿が賭け事に明け暮れ、職人は辞めていき、実質的に休業状態となっていたため、おしんに泣きつき、土地と家を担保にして金を融通してもらっていた。しかし婿が金を返済せず、仁が担保を取り上げたために田倉商店の店内で包丁を持って暴れ回る。仙子の弱みにつけこんだ仁のやり口に、おしんは激怒する。
看護婦
演 - 松山薫
百合が交通事故に遭ったという連絡を聞いて病院に駆けつけたおしんと初子を処置室へと案内する。
女客
演 - 吉岡節子
初子の店の客。売り物のセーターの出来映えを褒め、編み方を教えてほしいと初子に頼む。
男
演 - 外野村晋、村瀬正彦、弥富光央
伊勢の有力者。昭和58年に開かれたスーパー田倉の17店目の開店祝賀パーティーに出席。

### 名古屋の人々
川部仙造（かわべ せんぞう）
演 - 長門裕之
道子の父。小学校しか出ていないが、大阪の衣料問屋の奉公人から独立し一代で名古屋の衣類問屋の主人となった。商売拡大のため道子と仁の結婚を進める。
田倉のスーパー転換の際に自分の商売への介入を嫌い出資を断るおしんの態度にはじめ反感を持つ。
やがて同じ時代を生きたもの同士として共感を示し、甘える道子や批判する波江よりもおしんの考え方を認めるようになる。
なお、昭和58年3月時点では亡くなっていることが、第288回の道子の台詞からわかる。
川部波江（かわべ なみえ）
演 - 今井和子
道子の母。道子には非常に甘い。若いころから嫁姑問題で苦い経験をして夫の仙造には女性問題で苦しめられたため、一人娘の道子にはそういう思いはさせたくないとの考えから、結婚には当初から否定的で、結婚後も姑のおしんに冷たい態度をとることが多かった。
女
演 - 志麻いづみ
名古屋のアパートに住む女。百貨店を辞めた仁を住まわせて5万円を貸していたが愛想が尽き、伊勢の田倉商店まで来て、彼を連れて帰るようおしんに頼む。
ウェイトレス
演 - 大塚登美枝
仁と道子が待ち合わせた名古屋のカフェのウェイトレス。
徹（とおる）
演 - 原亮介
禎の交際相手。禎に金をせびり夜遊びばかりしていたため、愛想を尽かされる。
下宿のおばさん
演 - 五月晴子
禎の下宿先の大家。夜中に外出することが多くなった禎を心配する。
若い男女
演 - 増村翼、松井摩味
名古屋のダンスホールの客。踊ろうとしない禎に近寄り、若いうちにしたいことをしておくべきだと言う。

### 複数編での重要人物
高倉浩太 → 並木浩太（たかくら こうた → なみき こうた）
演 - 渡瀬恒彦
農民運動の活動家で、おしんの初恋相手。実は大地主、大金持ちの貴族院議員の息子で、浩太もおしんをかつての初恋の女性（若くして死去）と重ね合わせていた。竜三との結婚後も、伊勢での商売を紹介するなど生涯にわたっておしんを援助する。おしんの父作造が亡くなった直後に農民運動の関係でおしんの故郷を訪れたこともある。
戦時下には特高警察による拷問を受け、足に障害を負って転向。造り酒屋の並木家に婿入りして過去を捨てる。
長年農民運動で掲げていた農地開放政策がアメリカ軍からの圧力によりあっさり実現すると日本の政治運動に虚しさを覚える。商売に精を出し成功し、戦後は「並木食料品店」を経営、楽隠居の身となる。
未亡人となったおしんが店を出す際や加代の子である希望が独立する際も支援した。さらに、大型店に賭けたスーパーたのくらが倒産の危機にあった際、不採算の大型店を引き取って大手資本に仲介する話をまとめ、スーパーたのくらの窮地を救う。
長谷川たか（はせがわ たか）
演 - 渡辺美佐子
おしんの髪結いの師匠。日本髪専門の髪結い「長谷川」の女主人だが、おしんが洋髪で独り立ちできるよう育ててくれる。
江戸っ子気質で義理人情の深い、加賀屋のくにと並ぶ、人生の師匠でもある。
昭和30年の時点ではすでに故人となっていることが第239回のおしんのセリフでわかる。
中沢健（なかざわ けん）
演 - ガッツ石松
的屋の親分。おしんが無許可で露天を出して揉めたのを助ける。おしんが落とした売上金を返しに田之倉羅紗店にやってきておしんと意気投合。
おしんの度胸の良さに感心し、気前良く露天の出店許可を出し、おしんの商売に貢献する。奇遇にも同じ山形出身で、チフスで死んだ妹がおしんと同じ丑年生まれで似ていることから、以後、おしんを密かに慕う。
また、東京でおしんの人生の局面（佐賀から家出後の就労と住居の世話、娼妓になった加代との対面、消息不明になった初子の捜索など）で重要な役割を果たす。なお、戦争中に露天商からは足を洗い、戦後は堅気として暮らしていた。
昭和30年の時点ではすでに故人となっていることが第239回のおしんのセリフでわかる。
神山ひさ（かみやま ひさ）
演 - 赤木春恵
伊勢に住む浩太の親類。網元。浩太の母のいとこである。浩太の面倒を幼少期から見ており、特高警察に追われる浩太の身を案じる。
浩太の紹介でおしんと雄を預かり、おしんが魚の行商人として独り立ちする手助けをし、戦時中は漁師たちが戦争に取られ燃油もままならないことから一旦東京の息子の元に身を寄せるが、戦後には戦災を免れた伊勢の自宅に戻り、未亡人となり家を追われたおしんが再起するため再び行商の手助けをする。
昭和30年の時点ではすでに故人となっていることが第238回のおしんのセリフでわかる。

### その他の人々
平野（ひらの）
演 - 金田明夫
おしんの姉・はるが働いていた製糸工場の監督員ではるが密かに恋心を抱いていた。おしんが見舞いに来てほしいと製糸工場まで出向いて平野に頼みに行き、はるが亡くなる直前に花束を持って見舞いに訪れた。
ジョン・フォックス
演 - ラセム・ワハブ
田倉商会の取引相手。イギリスで毛織物メーカーを営む。
キャサリン・フォックス
演 - レイ・アルトン
ジョンの妻。竜三の話を聞き、おしんの点前を見たいと言い出す。
男
演 - 団巌、保木本竜也
飯屋「加賀屋」の客。大阪の船乗り。秀と鉄の前で仁義を切るおしんの姿を見て感激し、本来の料理の代金よりも高く払って去って行く。
男
演 - おやま克博、村田球一、佐藤百起
飯屋「加賀屋」の客。浩太の同志。治安維持法の制定により労働運動が弾圧され始めたため、その対策について浩太と話し合っていた。
川村清一（かわむら せいいち）
演 - 斉藤洋介
雄の戦友。戦時中におしんと初子が軍隊にいる雄に面会した時に同席し、おしんが持ってきたおはぎを食べさせてもらった。
戦後、戦死した雄の遺品を届けに田倉家を訪れる。家族は満州に渡ったまま消息不明で天涯孤独の身となり、生きるため裏の仕事で大金を儲ける。数年後、雄の思い人だった初子に思いを寄せ、結婚を申し込み拒絶されるが、結婚を拒むために自らが娼婦だったことを告白した初子に、自分にも傷はある、戦争にめぐりあった者の不運だったと説く。
初子の申し出もあり、雄の代わりに親孝行の意味も込めてと駅前の土地をおしんに譲渡する。しかしその直後、営んでいた高利貸しの債務者に刺殺され28歳の若さで生涯を閉じる。
大畑文造（おおはた ぶんぞう）
演 - 中庸助
田倉家の家のかつての持ち主。戦時中は京城で暮らしていたが、昭和20年10月に突然、家族を連れて伊勢に帰って来る。家は譲り受けたものだと主張するおしんたちと対立する。
大畑勝子（おおはた かつこ）
演 - 水城蘭子
文造の妻。家を譲り受けたという証拠を出すようおしんに迫る。アメリカ兵に媚びを売っていたのを仁に罵られたことで怒りを爆発させ、おしんたちにすぐに出て行くよう言う。
大畑佳子（おおはた よしこ）
演 - 元井須美子
文造と勝子の長女。アメリカ兵のジミーに媚びを売り、仁に「淫売」と罵られる。
大畑茂男（おおはた しげお）
演 - 若山雅弘
文造と勝子の長男。
大畑征子（おおはた せいこ）
演 - 奥寺麻衣子
文造と勝子の次女。
ジミー
演 - テリー・オブライン
アメリカ兵。佳子と仲良くなる。
語り
演 - 奈良岡朋子
本作のナレーション。最終回に犬を連れて散歩する女性として顔出し出演し、海岸で共に歩くおしん・浩太を夫婦だと思って挨拶し、去って行った。

## スタッフ
- 脚本 - 橋田壽賀子
- 音楽 - 坂田晃一
- 語り - 奈良岡朋子
- 考証 - 小木新造
- 演奏 - 新室内楽協会
- 山形ことば指導 - 芝田陽子
- 酒田ことば指導 - 大久保正信
- 佐賀ことば指導 - 吉岡節子
- 島原ことば指導 - 山田孝子
- 陶芸指導 - 岸園山
- 擬闘 - 林邦史朗
- 茶道指導 - 戸田宗安
- 書道指導 - 星富恵子
- 髪結指導 - 中村さき
- ダンス指導 - 脊黒誠
- 縫製指導 - 岡村節子、田中俊子
- 口上指導 - 坂野比呂志
- 撮影協力
  - 山形県
    - 尾花沢市、酒田市、朝日町、大江町、白鷹町、中山町、西川町

  - 東京都
    - 五日市町、日の出町
- エキストラ協力 - 鳳プロ、劇団いろは、劇団ひまわり、東映児童、東京国際アートセンター、トラック・ワン、早川プロ、山野美容専門学校、若駒
- 協力 - 日本エヌ・シー・アール、西友
- 制作 - 岡本由紀子
- 演出 - 江口浩之、小林平八郎、竹本稔、望月良雄、一柳邦久、吉村文孝、江端二郎、大木一史、秋山茂樹

## 放送日程
| 週     | 回数      | 放送日              | 演出                |
| 1983年 | 1983年    | 1983年              | 1983年              |
| ------ | --------- | ------------------- | ------------------- |
| 第1週  | 1 - 6     | 04月04日 - 04月09日 | 江口浩之            |
| 第2週  | 7 - 12    | 04月11日 - 04月16日 | 小林平八郎          |
| 第3週  | 13 - 18   | 04月18日 - 04月23日 | 竹本稔              |
| 第4週  | 19 - 24   | 04月25日 - 04月30日 | 江口浩之            |
| 第5週  | 25 - 30   | 05月02日 - 05月07日 | 小林平八郎          |
| 第6週  | 31 - 36   | 05月09日 - 05月14日 | 竹本稔              |
| 第7週  | 37 - 42   | 05月16日 - 05月21日 | 江口浩之            |
| 第8週  | 43 - 48   | 05月23日 - 05月28日 | 小林平八郎          |
| 第9週  | 49 - 54   | 05月30日 - 06月04日 | 竹本稔              |
| 第10週 | 55 - 60   | 06月06日 - 06月11日 | 江口浩之            |
| 第11週 | 61 - 66   | 06月13日 - 06月18日 | 小林平八郎          |
| 第12週 | 67 - 72   | 06月20日 - 06月25日 | 竹本稔              |
| 第13週 | 73 - 78   | 06月27日 - 07月02日 | 江口浩之            |
| 第14週 | 79 - 84   | 07月04日 - 07月09日 | 望月良雄            |
| 第15週 | 85 - 90   | 07月11日 - 07月16日 | 小林平八郎          |
| 第16週 | 91 - 96   | 07月18日 - 07月23日 | 江口浩之 一柳邦久   |
| 第17週 | 97 - 102  | 07月25日 - 07月30日 | 吉村文孝            |
| 第18週 | 103 - 108 | 08月01日 - 08月06日 | 竹本稔              |
| 第19週 | 109 - 114 | 08月08日 - 08月13日 | 小林平八郎          |
| 第20週 | 115 - 120 | 08月22日 - 08月27日 | 小林平八郎          |
| 第21週 | 121 - 126 | 08月29日 - 09月03日 | 江口浩之            |
| 第22週 | 127 - 132 | 09月05日 - 09月10日 | 竹本稔              |
| 第23週 | 133 - 138 | 09月12日 - 09月17日 | 江口浩之            |
| 第24週 | 139 - 144 | 09月19日 - 09月24日 | 竹本稔              |
| 第25週 | 145 - 150 | 09月26日 - 10月01日 | 吉村文孝            |
| 第26週 | 151 - 156 | 10月03日 - 10月08日 | 小林平八郎 江端二郎 |
| 第27週 | 157 - 162 | 10月10日 - 10月15日 | 望月良雄            |
| 第28週 | 163 - 168 | 10月17日 - 10月22日 | 江口浩之            |
| 第29週 | 169 - 174 | 10月24日 - 10月29日 | 小林平八郎 大木一史 |
| 第30週 | 175 - 180 | 10月31日 - 11月05日 | 望月良雄            |
| 第31週 | 181 - 186 | 11月07日 - 11月12日 | 竹本稔              |
| 第32週 | 187 - 192 | 11月14日 - 11月19日 | 江口浩之            |
| 第33週 | 193 - 198 | 11月21日 - 11月26日 | 小林平八郎          |
| 第34週 | 199 - 204 | 11月28日 - 12月03日 | 一柳邦久            |
| 第35週 | 205 - 210 | 12月05日 - 12月10日 | 望月良雄            |
| 第36週 | 211 - 216 | 12月12日 - 12月17日 | 吉村文孝            |
| 第37週 | 217 - 222 | 12月19日 - 12月24日 | 小林平八郎          |
| 第38週 | 223 - 225 | 12月26日 - 12月28日 | 小林平八郎          |
| 1984年 |           |                     |                     |
| 第39週 | 226 - 231 | 01月09日 - 01月14日 | 小林平八郎 江口浩之 |
| 第40週 | 232 - 237 | 01月16日 - 01月21日 | 竹本稔              |
| 第41週 | 238 - 243 | 01月23日 - 01月28日 | 吉村文孝            |
| 第42週 | 244 - 249 | 01月30日 - 02月04日 | 江口浩之            |
| 第43週 | 250 - 255 | 02月06日 - 02月11日 | 小林平八郎          |
| 第44週 | 256 - 261 | 02月13日 - 02月18日 | 望月良雄            |
| 第45週 | 262 - 267 | 02月20日 - 02月25日 | 竹本稔 秋山茂樹     |
| 第46週 | 268 - 273 | 02月27日 - 03月03日 | 吉村文孝            |
| 第47週 | 274 - 279 | 03月05日 - 03月10日 | 一柳邦久            |
| 第48週 | 280 - 285 | 03月12日 - 03月17日 | 竹本稔              |
| 第49週 | 286 - 291 | 03月19日 - 03月24日 | 小林平八郎          |
| 第50週 | 292 - 297 | 03月26日 -03月31日  | 江口浩之            |

## 反響

### 日本国内
本放送の人気ぶりから『オシンドローム』と呼ばれるほどの社会現象を巻き起こした。この『オシンドローム』（おしん+シンドローム）という言葉は米国のフリー記者であるジェーン・コンドンが「タイム」紙に載せたもので、1984年の第1回新語・流行語大賞の新語部門・金賞を受賞している。
- 中曽根康弘首相は「おしん、康弘、隆の里」と自らを2名に準えて表現し、混迷する政局を耐え忍ぶ姿を自戒している。「隆の里」とは31歳で第59代横綱に昇進し、新横綱全勝優勝を遂げた力士・隆の里俊英のことで、苦難を越えて昇進した人物像から「おしん横綱」という愛称を持つ。
- 田中角栄も極貧の生まれから一代で身を起こした己の人生と『おしん』を照らし合わせて、涙ながらに「俺は男おしんだ」と語っている。ただし、橋田は後のインタビューで「教科書のような話を書いたつもりはないので、政治家や財界人が訓示に引用するのには、違和感を覚えた」と述べている。
- カルビーの創業者で、当時71歳だった松尾孝がおしんにぞっこんで、「おしんさんを見てますとね、自分が商売を始めたころの苦労を思い出しましてねえ」と、おしんを呼び捨てにせず、「おしんさん」と敬称をつけるほど惚れ込みようで、「綾子ちゃんをわが社のコマーシャルに」と切望した[39]。しかし、茶の間のアイドルになった小林には、50社以上の企業からCM出演の申し込みが殺到した[39]。
  - 幸い小林が東映に所属していたため、松尾と東映の社長・岡田茂が広島一中（現広島国泰寺高校）の先輩後輩の関係で、契約がトントン拍子に進み、小林のCM初出演がカルビー『かっぱえびせん』に決まった[39]。CM制作は東映CMが担当し、放送開始1か月半後の1983年5月中旬から制作が始まり、当時はほとんどなかった台本つき、さらに美術にもお金をかけて通常の2倍の2000万円で製作した[39]。
  - 当初のCMタイトルは『綾ちゃんの大根めし』で、小林が『おしん』そのままの貧しい着物姿で登場して「腹が減ったときには大根めしでもうまかった」とドラマそのままのセリフがあり、オンエア直前にNHKから「これでは『おしん』が企業とタイアップしたようにとられる」とクレームを受けた[39]。
  - また橋田が毎日新聞のエッセーで「『おしん』は私のものなのよ。なのに私にはひとことも相談がないんですもの。あれは視聴者が出したお金で作った公共放送のドラマですよ。そのイメージを、一私企業が宣伝に使ってはいけないのよ。いくらドラマのキャラクターには著作権がないからって、強引すぎる」と訴えた[39]。このため、タイトルは『食事編』に変更され、小林のセリフはカット、小林の食事シーンに「世の中がどんなに変わろうと、子供たち、元気でがんばって下さい」などのナレーションが入るものに変更され、1983年夏からオンエアされている[39]。
- 「おしんのしんは辛抱のしん」と辛抱を呼びかける現象までも発生したが、橋田は「あれは辛抱を描いたドラマではありません」と自粛を呼びかけていた。
- 昭和天皇が『おしん』を視聴した際に「ああいう具合に国民が苦しんでいたとは、知らなかった」と感想を述べたという[40]。橋田は日経・私の履歴書で「昭和天皇にご覧いただきたくて（中略）おしんの生まれを陛下と同じ明治34年にした。」と記している。
- 中曽根の言動を模したようなものに「おしん、家康、隆の里」というのがあるが、「家康」とは、おしんの同年に放送されたNHK大河ドラマ『徳川家康』を示し、作中と史実において伝わってくる家康の忍耐心を隆の里、『おしん』となぞらえたもので、流行語となった[41]。
- 本放送時、水道の使用量が急速に減少した[4]。
- 嫁姑戦争の舞台となった佐賀県では、「佐賀の女性はこんなのではない」「県のイメージダウンになる」とNHK佐賀放送局に抗議の電話が殺到[4][17]、NHKが「もう少し見てもらえれば真意を汲み取ってもらえる」と釈明を出す必要に迫られた。この時、姑を演じた高森和子はテレビのトーク番組に出演し「あれは演技の上ですよ」と苦笑しながら釈明している。

しかし橋田には、佐賀以外の舞台は考えられなかった。「戦争を推し進めていた男たちが、戦後は何事もなかったように振る舞う」のを見てきた橋田にとって、戦争責任を感じて自裁する夫・竜三は、彼らへの痛烈な批判である。「その死は武士道につながる。武士道といえば『葉隠』。だから夫は佐賀の旧家の末裔でなければならなかった」。
- ドラマと現実の区別がつかなくなった熱狂的な視聴者が、おしん役の小林綾子や母ふじを演じた泉ピン子宛てに白米を送ったり、「おしんに渡してほしい」と、NHKに多額の金銭[注 19] が送ってこられることもしばしばあった。作中でおしんの父・作造がおしんやふじに厳しく接するため、作造役の伊東四朗宅に石が投げ込まれたり[17]、「お宅のご主人は娘に厳しすぎる」と視聴者が抗議に訪れ、家人が「あれはそういう役」「うちには娘はいない」と応対するも最後には庭先で口論になったこともあったという。おしんと対立した姑を演じた高森和子は町中でにらみつけられたり、苦情を言われたこともあった。
- 当時の「おしんブーム」にあやかろうと、演歌歌手・金沢明子が「おしんの子守唄」をリリースしている。なおB面曲の「おしん音頭」は、歌詞がユーモラスだったことから「森田一義アワー 笑っていいとも!」で取り上げられたことがある。シングルレコードのジャケット柄は宗美智子による漫画版『おしん』のイラストであり、1983年11月末までに6万枚を売り上げた[42]。
- 「おしんブーム」で山形県を訪れる観光客が増加、県内観光名所の飲食店のメニューに「大根めし」も登場し話題となった。
- 『おしん』の幼年期については非常に反響が大きかったため、1984年夏に総合で幼年期のみ再放送されている。
- 1983年の『第34回NHK紅白歌合戦』の制作過程において、先に初起用が決定していた白組司会・鈴木健二（当時NHKアナウンサー）に対抗する紅組司会の候補として当初本作の高視聴率にあやかる形で田中裕子と泉ピン子が上がったという。しかし最終的には黒柳徹子が続投することとなった[注 20]。黒柳は司会発表会見で「週刊誌では『気くばり先生』と『おしん』と書かれていたようで…。新鮮味に欠ける私で申し訳ありません」と述べた[43]。
- DVD-Videoに続いて[11]、2013年9月27日に「少女編」「青春編」がBlu-ray Discで発売され、2013年11月22日に「試練編」「自立編」「太平洋戦争編」、2014年1月24日に「再起編」「完結編」がBlu-rayでNHKエンタープライズから発売されている。

### 日本国外
日本以外では68の国・地域で放送された。この番組のファンでもあった駐日シンガポール大使の要望により1984年、シンガポールにおいて日本国外初放送され、視聴率80%を達成した。この驚異的な人気によりタイやオーストラリア、米国、中国などでも放送されることになった。少女時代を演じた小林綾子が放送国を訪れると、今でも「オシン!」、泉ピン子は「オシンマザー!」と呼ばれ、様々な歓待を受けるという。

放送された国・地域は次の通り。2012年3月現在。アメリカ合衆国、オーストラリア、香港、ブラジル、カナダ、メキシコ、フィリピン、キューバ、ベトナム、シンガポール、タイ王国、中華人民共和国、ポーランド、マカオ、ベルギー、マレーシア、インドネシア、イラン、スリランカ、サウジアラビア、ブルネイ、カタール、バーレーン、シリア、ドミニカ共和国、バングラデシュ、ペルー、ボリビア、パナマ、ネパール、グアテマラ、ニカラグア、ルーマニア、チリ、ウルグアイ、ジャマイカ、ガーナ、ホンジュラス、ミャンマー、コスタリカ、パラグアイ、カンボジア、ラオス、モンゴル国、スーダン、トルコ、ブルガリア、マケドニア共和国、エチオピア、ベネズエラ、アルゼンチン、コロンビア、タンザニア、ウズベキスタン、イラク、アフガニスタン、ブータン、ガボン、タジキスタン、イエメン、エクアドル、トリニダード・トバゴ、コートジボワール、インド、アラブ首長国連邦、エリトリア、台湾、エジプト。

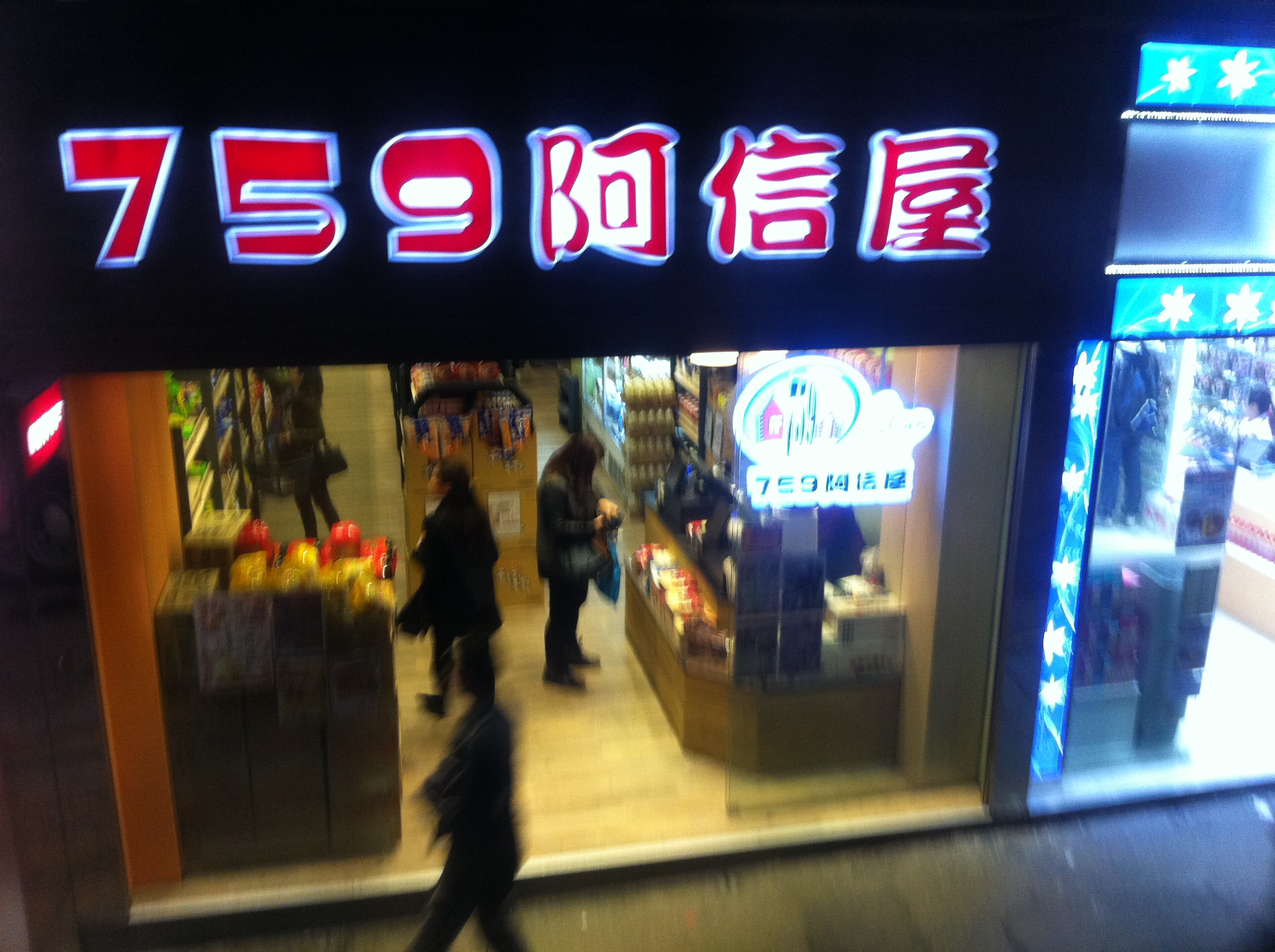
759阿信屋

- 香港では、英領当時の1985年に無綫電視で『亞信的故事』（アッソンデクースィー）として放送された。広東語のオリジナル主題歌「信」をジュディ・オングが歌い、香港を含む東南アジアの広東語圏全域で大ヒットしている。また香港を中心に展開している「759阿信屋（中国語版）」という食品ディスカウント・ストアチェーンも存在する。
- 台湾では、1994年に中視で中国同様『阿信』として放送された。オープニング曲「永遠相信」はジュディ・オングが、エンディング曲『感恩的心』は欧陽菲菲が歌い、いずれも大ヒットした。なお、エンディング曲「感恩的心」は、中視の放送休止時間中のフィラーとしても使用されている。2008年3月25日20時から再放送された（再放送版フィラーではエンディング曲の歌手がロジャー・ヤンとなっている）。
- 韓国では、本作の放映当時は日本大衆文化開放前であったため、国内での放映は禁止されており、韓国アレンジ版として『오싱』という題で1985年に映画化されている。内容は本作と異なり、日本統治時代を描いたもので反日感情が含まれている。
- ベトナム社会主義共和国では、1990年代半ばに『おしん』がVTVで放送され、放映時間には町に人影がまばらになるほど高視聴率を獲得[45]。都市部では「おしん」という語は貧しい女性を意味するようになり[45]、ベトナム語でメイドや家政婦やお手伝いさんを指す名詞（クオック・グー綴り：osin）になっている。2013年9月からHTVで再放送されている。放映当時のベトナムは、一般的に人々の生活も安定して衣食の面ではほとんど不自由がなくなり、働けば働くほど収入が得られるようになりつつあるなど、努力の結果を予測できる社会になり始めていたころであり、また、長く続いた戦争で国土が焦土化してしまったベトナムにとって、戦後驚異的に経済復興した日本は自国の未来と重なる部分が多かったため、人々の共感を呼んだ[46]。
- エジプトでは1993年に放映された。カイロでは、『おしん』放映時間に停電が発生、放送を観られないことに怒った視聴者が電力会社やテレビ局に大挙押し掛け、投石や放火などの暴動を起こすという事件があった。その後、政府が該当話の再放送を約束する声明を出し、事態はようやく収束した。2018年放映のNHK番組の取材によると、エジプトでは「おしん」という名前は、働き者で正直者、向上心があって賢いというイメージがあり、放送から25年たった今でも店名や社名に「おしん」を使う例がみられるほか、子供にはイスラム教に関連する名前をつけることが一般的である中、「おしん」と名付けられた女性たちもいた[47]。当初は前例がないという理由で市役所に断られ、裁判に訴えた者まであったという[48]。
- イランでは『家を離れて幾年月』という題で1986年にイラン国営テレビでの放映されたが最高視聴率90%超を記録する人気となり、イラン・イラク戦争で夫や息子を失うなど、受難と物資不足を経験していた当時のイラン人の激しい共感を呼んだ[49]。「おしん」の子供時代の部分のみがまとめられ、青少年向け映画として上映されることもあった[50]。おしん夫婦が経営した子供服製造所の名前から、イランでは俗に古着屋のことを「タナクラ店」、古着のことを「タナクラ服」とも呼ぶ[50]。
- 1989年1月28日、ムハンマドの娘ファーティマの誕生日兼婦人デーであるこの日には「イスラム女性の象徴はだれか」という質問形式のラジオ番組が放送されたが、ある女性が質問に『おしん』と回答しその後の受け答えでファーティマを古い女性だと形容した。ホメイニ師が責任者の処罰を要求した結果、件のラジオ局の責任者4人に対し反イスラム的であるとして科刑、解雇という判決が下されるが、当のホメイニ師が恩赦として判決を撤回させている[51]。
- ベルギーでは、修道院の尼僧が『おしん』を見るためにお祈りの時間を変更した[44]。

## 番外編『もうひとりのおしん』
終戦記念日である8月15日からの6日間、ドラマ『おしん』を中断して放送された。これは田中裕子が疲労で倒れ、絶対安静を余儀なくされてドラマ撮影に支障が生じたことで急遽制作されたドキュメンタリー作品で、おしんと同じように戦前から戦後の混乱期を耐え抜いて生きてきた女性たちの群像をテーマに描いたものである。しかし、田中の休養については何ら告知もしておらず、視聴者からのクレームも多かったという。

### 出演者
大橋吾郎、小林綾子、橋田壽賀子、小木新造 ほか

### スタッフ
- 音楽 - 坂田晃一
- 協力 - 山形県酒田市・大江町・立川町・中山町・西川町・山辺町、海老原保翠、丹羽常男、深瀬清美
- 制作 - 岡本由紀子
- 美術 - 田坂光喜
- 技術 - 設楽国雄・金光正一・田村博・沖中正悦
- 効果 - 林幸夫
- 記録 - 松田和子
- 構成 - 秋山茂樹・吉村文孝

### 放送日
| 放送回 | 放送日   | サブタイトル               |
| ------ | -------- | -------------------------- |
| 第1回  | 08月15日 | いろりのまわりに家族がいた |
| 第2回  | 08月16日 | めしはいつも大根めし       |
| 第3回  | 08月17日 | 女は一生働きづめ           |
| 第4回  | 08月18日 | 夏も冬も着たきりすずめ     |
| 第5回  | 08月19日 | ことばは国の手形           |
| 第6回  | 08月20日 | 日本中のおしんたちへ       |

## 舞台地
- 山形県酒田市 奉公地
- 山形県西川町 おしんの母親が真冬の川に身を沈める場面
- 山形県大江町 おしんがいかだで最上川を下って母親と別れる場面
- 山形県中山町 おしんの生家撮影地
- 東京
- 佐賀県
- 三重県志摩市磯部町
- 愛知県名古屋市
- 東京（台東区・千代田区）

## 小説・文庫・シナリオ本
- 『小説 おしん〈上〉』（橋田壽賀子・三原庸子著、2003年3月、日本放送出版協会、ISBN 4-14-005407-7）
- 『小説 おしん〈下〉』（橋田壽賀子・三原庸子著、2003年5月、日本放送出版協会、ISBN 4-14-005408-5）
- 『おしんの遺言』（橋田壽賀子著、2010年8月26日、小学館、ISBN 978-4-09-388137-1）
- 『おしん NHKテレビ・シナリオ』（1983年 - 1984年、NHK出版）
  - 1 奉公篇 ISBN 4-14-005110-8
  - 2 結婚篇 ISBN 4-14-005111-6
  - 3 流浪篇 ISBN 4-14-005112-4
  - 4 戦後篇 ISBN 4-14-005113-2

## 漫画
- 原作：橋田壽賀子
- 漫画：宗美智子
  - 『おしん』 1巻、集英社〈マーガレットコミックス〉、1983年。ISBN 4-08-850786-X。
  - 『おしん』 2巻、集英社〈マーガレットコミックス〉、1983年。ISBN 4-08-850819-X。

## 演劇
- 1984年3月明治座初演、6月名鉄ホール再演。
  - おしん：石野真子
  - おしん（子供時代）：上中はるか
  - ふじ：長山藍子
  - 作造：小島秀哉
  - 加賀谷隠居くに：赤木春恵
- 1995年2月小林綾子の成長で「おしん《青春編》」として東京宝塚劇場で演出=石井ふく子で再演。その後、たびたび再演され、中国、台湾の「おしん」人気で、アジアからも観客動員している。
  - おしん：小林綾子
  - ふじ：泉ピン子
  - おしん（子供時代）：えなりかずきと細川良美のWキャスト
  - 田倉竜三：正木慎也
  - なか：大路三千緒
  - 加賀屋清太郎：小宮健吾
  - 加賀屋の娘の加代：松本友里
  - 竜三の母お清：大鹿次代
  - おしんの姉はる：遠藤真理子
  - おしんの奉公先を世話した筏乗り定次：仲本工事
  - 俊作：大和田獏
  - 作造：伊東四朗[53]
  - 加賀屋の隠居くに：山岡久乃

## 映画

### アニメ映画版
テレビドラマの第1部をアニメーション映画化したもの。1983年3月10日に山形県で先行公開、1984年3月17日に全国公開。高視聴率を挙げたドラマとは裏腹に上映打ち切りが相次ぎ、興行的には失敗に終わる。制作費3億円に対し配給収入は約2億円。失敗の原因に関してサンリオは「サンリオのファミリー映画はいつも子供が親を引っぱってきた。今回は子供にソッポを向かれたのが原因」としている。2006年、ポニーキャニオンから発売された『サンリオ映画シリーズ』の1作としてDVD化された。
- アニメ版ではおしんの年齢や年号がはっきりと描写されている。
  - 物語の始まりは明治40年春、おしんは数え年で7歳、満年齢で5歳であった。
  - 俊作、松造とで雪山に篭っている時に明治40年暮れ明治41年となった。この2年前に日露戦争が終わっていた。
  - 加賀屋に奉公に来て最初の年に明治41年から明治42年になり加代と共に新年を祝った。
- エンディングクレジットには「お豊」という登場人物がおり声を芝田陽子が担当している。芝田陽子はテレビドラマ版では銀山温泉の仲居として登場しているがアニメ版では存在を確認できない。

#### 声の出演
- おしん：小林綾子
- ふじ：泉ピン子
- 作造：伊東四朗
- なか：大路三千緒
- 庄次：中村●幸（●はこざとへんに孝）
- 源助：小倉馨
- りき：渡辺富美子
- つね：あき竹城
- きん：今出川西紀
- 軍次：平泉成
- 定次：光石研
- 店のおばさん：森康子
- 金太：淵脇誠
- 少年A：片桐伸二郎
- 少女B：森田牧子
- 少女C：小林さくら
- 松田：三上寛
- 俊作：奥田瑛二
- 松造：大久保正信
- 兵隊ほか：加賀屋純一、三川雄三、山口純平、渡辺司、下坂泰雄、三宅悦子、小沢悦子
- お豊：芝田陽子
- くに：長岡輝子
- みの：小林千登勢
- 清太郎：石田太郎
- 加代：志喜屋文
- きく：吉宮君子
- ウメ：佐藤仁美
- 番頭：小野泰次郎
- 工夫：コント21世紀
- 医者：ケーシー・高峰
- エム・スリー
- 東映児童研修所
- ナレーション：奈良岡朋子

スタッフ
- 原作・脚本：橋田壽賀子
- 製作：辻信太郎
- プロデューサー：富岡厚司、波多野恒正
- 監督：山本暎一
- 製作：サンリオ映画
- 方言指導：大久保正信、芝田陽子
- 考証：小木新造

主題歌
- 「小さな願い」 歌：小林綾子
- 「雪割草のように」 歌：上條恒彦
作詞：山上路夫
作曲：坂田晃一

### 実写映画版
2012年6月11日にセディックインターナショナルから、実写映画化が発表された。放映開始30周年を迎える2013年10月12日に劇場公開された。主人公のおしん役は半年にわたる全国オーディションで、約2500人の中から濱田ここねが選ばれた。またテレビドラマ版に出演した泉ピン子、小林綾子、ガッツ石松が別の役柄で出演する。監督は山形県鶴岡市出身の冨樫森。山形県内でオールロケを敢行し、2013年2月15日にクランクインし、3月31日にクランクアップした。第22回金鶏百花映画祭にて国際映画部門の最優秀作品賞を受賞。最終興行収入は4億円だった。

#### キャスト（実写映画）
- 谷村 しん - 濱田ここね
- 谷村 ふじ - 上戸彩
- 谷村 作造 - 稲垣吾郎
- つね - 岸本加世子
- 八代 みの - 小林綾子
- 八代 清太郎 - 乃木涼介
- 八代 加代 - 井頭愛海
- 谷村 なか - 吉村実子
- 俊作 - 満島真之介
- 松造 - ガッツ石松
- 八代 くに - 泉ピン子

#### スタッフ（実写映画）
- 原作 - 橋田壽賀子
- 脚本 - 山田耕大
- 監督 - 冨樫森
- 企画 - 中沢敏明、丸山典由喜
- 製作 - 遠谷信幸、岩原貞雄、加藤直次、遠藤茂行、木下直哉、吴宏亮、古賀誠一、宮田一幸、町田智子、浅井敬、宇生雅明、加藤徹、谷德彦、坂井宏先、寒河江浩二、園部稔、吉村和文、松浦隆一、岡正和、鈴木謙司
- エグゼクティブプロデューサー - 千野毅彦、田代秀樹
- チーフプロデューサー - 厨子健介、谷澤伸幸、岡田有正
- プロデューサー - 古賀俊輔、湊谷恭史
- 音楽 - めいな Co.
- 主題歌 - flumpool×MayDay「Belief 〜春を待つ君へ〜」（A-Sketch）
- 撮影 - 鈴木周一郎
- 照明 - 佐藤浩太
- 録音 - 岩丸恒
- 美術監修 - 丸尾知行
- 美術 - 中川理仁
- 装飾 - 藤田徹
- 衣裳 - 武内修、早船光則
- ヘアメイク - 中田マリ子、森﨑須磨子
- 床山 - 深町二宏、石井崇子
- スクリプター - 西岡容子
- VFXスーパーバイザー - 安田智也
- 編集 - 西尾光男
- プロデューサー補 - 楠本直樹
- キャスティング - 北田由利子
- 助監督 - 千村利光
- 制作担当 - 齋藤大輔
- 製作 - 「おしん」製作委員会（セディックインターナショナル、電通、TBSテレビ、中部日本放送、東映、木下グループ、浙江唐德影视股份、オスカープロモーション、毎日放送、朝日新聞社、TBSラジオ&コミュニケーションズ、庄内映画村、J:COM、テレビユー山形、ポプラ社、山形新聞社、山形放送、ケーブルテレビ山形、東北ケーブルテレビネットワーク、山形テレビ、さくらんぼテレビ）
- 制作 - セディックインターナショナル
- 制作プロダクション - ザフール、庄内映画村
- 配給 - 東映

##### 協力
- 撮影支援 - 山形県
- ロケ支援 - 山形市、鶴岡市、酒田市、朝日町、大江町、戸沢村、三川町、庄内町、遊佐町
- ロケ地 - 庄内映画村、山居倉庫、最上川、最上峡、立石寺他。

#### 受賞
- 第22回金鶏百花映画祭国際映画部門最優秀作品賞
- 第37回山路ふみ子映画賞 新人女優賞（濱田ここね）
- 第37回日本アカデミー賞 新人俳優賞（濱田ここね）[59]
- 第68回毎日映画コンクール スポニチグランプリ新人賞（濱田ここね）

#### テレビ放送
2015年12月31日に『大晦日！ 映画特別企画』と銘打って、TBSの9時55分 - 11時55分で総合初放送（文字多重放送）。視聴率は1.4%だった。